# Église Saint-Nicolas de Jonquières
L'église Saint-Nicolas est une église catholique paroissiale située à Jonquières (Oise), en France. C'est une petite église rurale qui a été bâtie entre la fin du XIIe siècle et le début du XIIIe siècle, et largement reconstruite après la Guerre de Cent Ans, au premier quart du XVIe siècle, avec une nouvelle consécration au début de l'année 1522. À l'extérieur, c'est le style gothique qui domine. À l'intérieur, il se mêle au style gothique flamboyant, qui est d'une facture rustique dans la nef et ses bas-côtés, et plus soigné pour la voûte de la croisée du transept et les clés de voûte du transept et de l'abside. Il n'y a pas de clocher à proprement parler, mais seulement une flèche de charpente ; le portail est presque fruste ; et les rares chapiteaux sculptés sont d'une grande simplicité. Sur le plan architectural, l'église Saint-Nicolas est donc de faible intérêt, d'autant plus que les voûtes de la nef et des bas-côtés sont des pastiches néogothiques de 1879. Toute la richesse de l'église sont ses seize vitraux polychromes, que l'abbé Deligny, curé de Jonquières, a confectionné lui-même entre 1849 et 1859. Autodidacte, il déploie un style très personnel, naïf, influencé par l'art du vitrail du XIIIe siècle mais à contre-courant des réalisations de son époque, et préfigurant l'Art nouveau par l'éclat des couleurs, la stylisation des motifs, et leur caractère ornemental. Ceci vaut surtout pour les chefs-d'œuvre, le vitrail du Rosaire au nord, et le vitrail des Apôtres au sud du transept. Pratiquement tous les vitraux sont figurés, mais aucun ne représente un personnage à part entière, et tout le dessin est suggéré par la juxtaposition de fragments de différentes couleurs, sans aucun recours à la peinture sur verre. L'église Saint-Nicolas a été classée au titre des monuments historiques par arrêté du 2 février 1920, et se présente aujourd'hui dans un bon état. Elle est affiliée à la paroisse des Seize bienheureuses Carmélites de Compiègne.

## Localisation

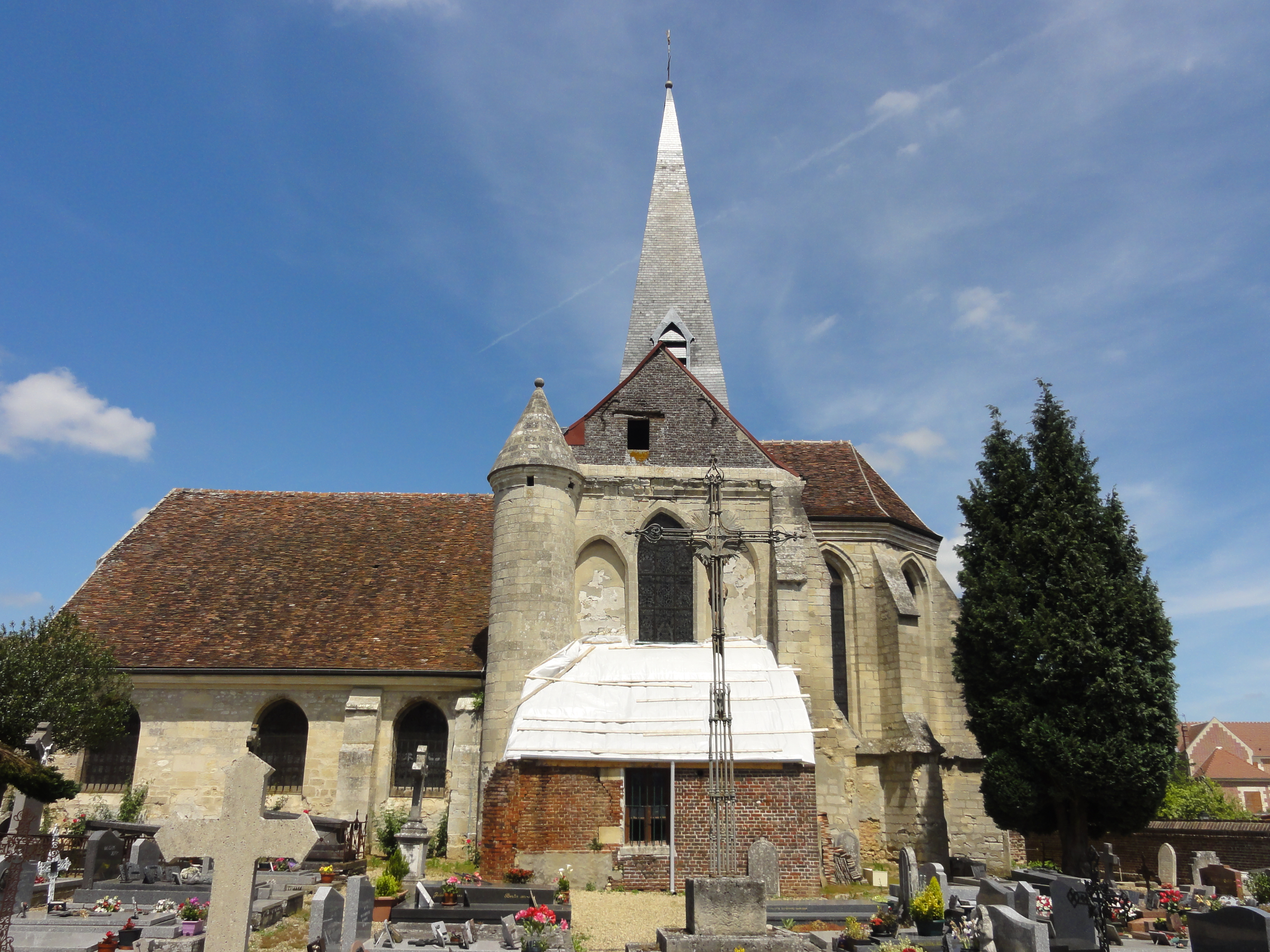
Vue depuis le sud.

L'église Saint-Nicolas est située en France, en région Hauts-de-France et dans le département de l'Oise, dans la vallée de l'Oise, à 3,5 km de la rive droite, et non loin de l'agglomération de Compiègne, sur la commune de Jonquières, rue de l'Archerie (RD 10). L'élévation septentrionale est alignée sur cette route. La façade occidentale donne sur un petit parvis fermé par des murs, qui s'insère entre la route et le mur du cimetière. L'élévation méridionale et le chevet en partie sont bordés par le cimetière. L'on bénéficie d'une vue sur le chevet depuis la rue Saint-Nicolas, qui est perpendiculaire à la rue de l'Archerie. L'édifice est ainsi dégagé de constructions mitoyennes, et bien visible de tous les côtés. La rue de l'Église, qui existe sur la commune un peu plus à l'ouest, ne correspond pas à sa situation réelle, et ne jouxte même pas le cimetière.

## Historique

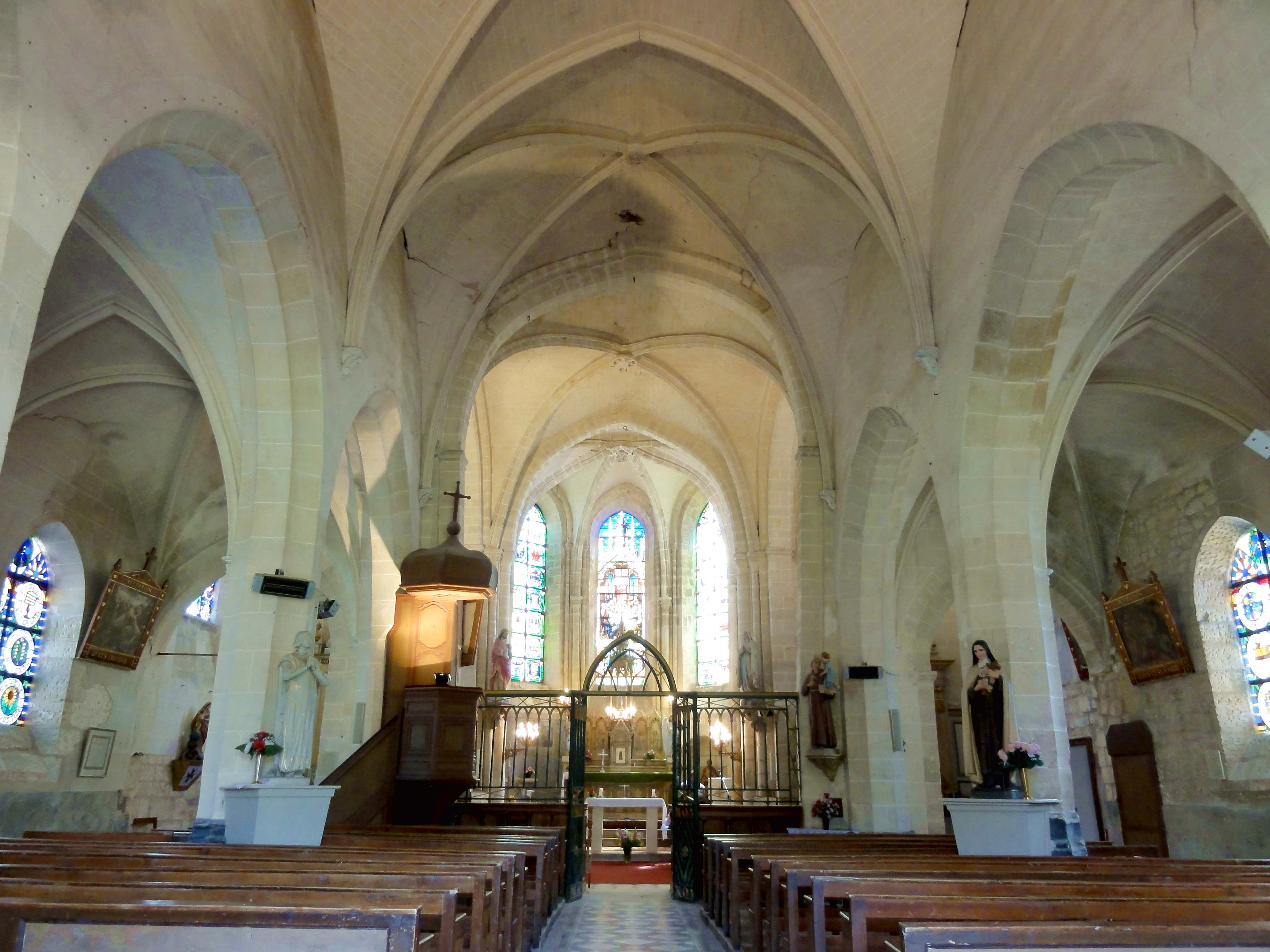
Vue intérieure générale.

L'on ignore tout sur les origines de la paroisse, et les documents sur l'histoire de l'église sont rares pour toute la période de l'Ancien Régime. L'analyse stylistique permet de situer le début de la construction à la fin du XIIe siècle, et l'achèvement des travaux au tout début du XIIIe siècle. L'église est dédiée à saint Nicolas. Le collateur de la cure est primitivement l'évêque de Beauvais. En 1245, Raoul de Coudun fait don d'une propriété qu'il possède à Élincourt en vue de la fondation d'un prieuré clunisien dédiée à sainte Marguerite. Dans le contexte de l'approbation de ce don, Robert de Cressonsacq, évêque de Beauvais, confère au prieur d'Élincourt le droit de la présentation à la cure de Jonquières. Il présente également à la chapelle Saint-Jean, dont l'on a oublié jusqu'à sa position géographique. Sous la Guerre de Cent Ans, l'église est lourdement endommagée. Entre 1510 et 1521 environ, elle bénéficie d'une reconstruction dans le style gothique flamboyant. Les parements extérieurs et les contreforts de l'abside sont repris ; la croisée du transept est revoûtée ; les clés de voûte de la première période gothique sont substituées à un décor au goût du jour ; les grandes arcades et les piliers de la nef sont rebâtis ou repris en sous-œuvre, et les fenêtres des bas-côtés sont agrandies. Le 27 janvier 1522, l'église est nouvellement consacrée par Mgr Jean des Pleurs, évêque in partibus de Russion (de) (Thrace), qui assume les responsabilités de l'évêque de Beauvais pendant la vacance du siège entre 1521 et 1523. On le sait grâce à un petit parchemin conservé dans une petite boîte ronde, qui fut retrouvé lors de la restauration du maître-autel en 1835. En 1762, le portail occidental est réparé, probablement grâce au concours de la famille de Boubers, dont les armes figuraient jadis à son sommet.

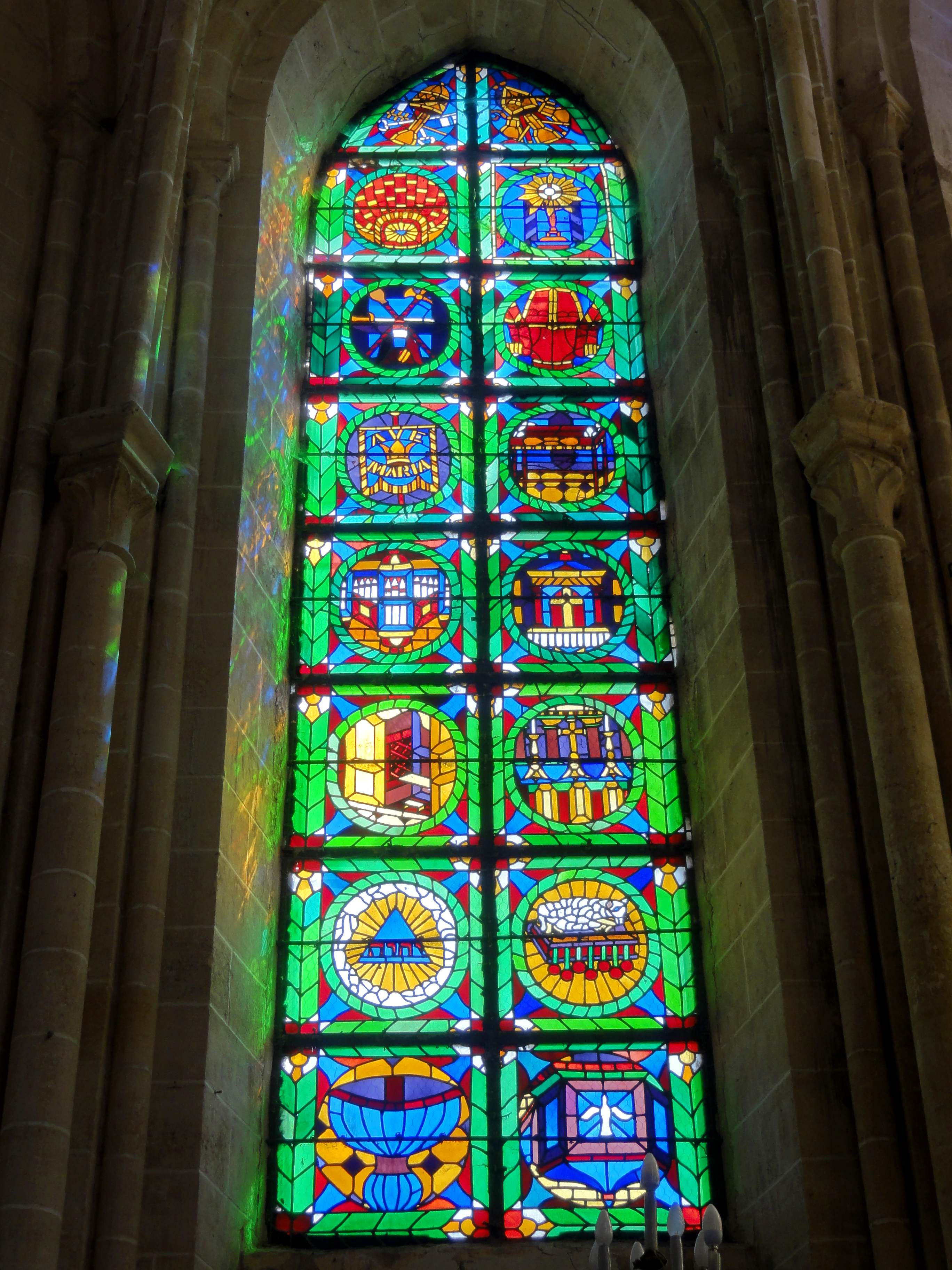
Verrière au nord-est de l'abside - divers symboles.

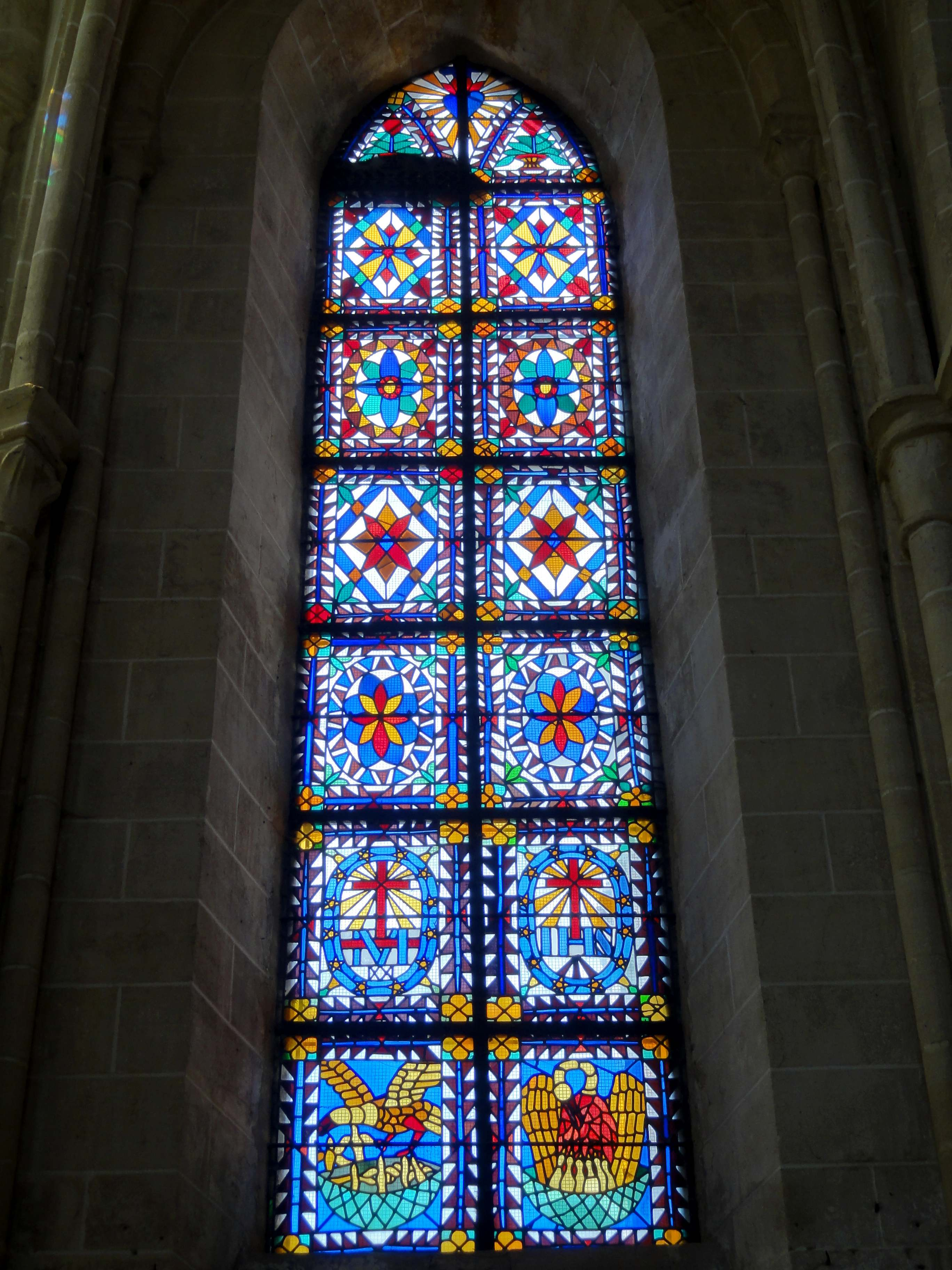
Verrière sud de l'abside - essentiellement ornementale.

Jusqu'à la Révolution française, la paroisse relève du doyenné de Coudun, de l'archidiaconé de Breteuil et du diocèse de Beauvais. Les hiérarchies ecclésiastiques sont bouleversées sous la Révolution, et le culte est interdit entre l'automne 1793 et le printemps de 1795. Sous le concordat de 1801, le diocèse de Beauvais est annexé au diocèse d'Amiens, situation qui perdure jusqu'en 1822. En 1807, Jonquières perd son curé, et le poste reste vacant pendant vingt-sept ans. L'église Saint-Nicolas est quasiment abandonnée. En 1832, Louis Graves note que les voûtes de la nef et des bas-côtés sont lézardées, et paraissent exiger de promptes réparations. En 1834, Jonquières retrouve enfin un curé avec le jeune abbé Théodore-Cyrille Deligny, qui vient juste d'être ordonné prêtre. Né à Francières en 1808, il avait d'abord travaillé comme cordonnier avec son père, avant de partir au collège de Compiègne sur le conseil de l'instituteur. Puis il fait ses études au grand séminaire de Beauvais. Lors de son installation à Jonquières, il trouve l'église dans un piteux état. Outre la fragilité des voûtes, la sacristie menace de s'écrouler, les vitraux sont percés, et le décor, les ornements et les objets liturgiques sont détériorés ou manquants. L'abbé Deligny  décide d'y remédier, et commence par le rétablissement des reliques au maître-autel en septembre 1835. Manquant d'argent pour la consolidation des voûtes de la nef et des bas-côtés, il les fait remplacer par des plafonds plats. Autodidacte, il confectionne lui-même de nouveaux vitraux à partir de verre coloré de récupération, entre 1849 et 1859. Ces dix-sept vitraux figurés, aux motifs uniquement symboliques, sont à vocation pédagogique. Expressions d'un art naïf et considérés ultérieurement comme précurseurs de l'Art nouveau, ils sont méprisés par les curés des communes voisines. En 1861, l'abbé Deligny est muté à Remy, où il continue son œuvre. À Jonquières, le vitrail d'axe de l'abside est malheureusement remplacé par un vitrail néogothique, peint par Louis Koch, de Beauvais, en 1897,.
Le 23 juin 1878, la foudre frappe violemment l'église Saint-Nicolas. La flèche octogonale est détruite. Les paroissiens lancent immédiatement une souscription afin de réunir la somme nécessaire à la mise en œuvre des réparations. Le devis se monte à 5 334 francs. La souscription donne 5 211 francs, et la commune et le conseil général accordent une subvention de 1 650 francs pour la remise en état de l'intérieur de l'église. Les travaux démarrent dès l'année suivante, et s'achèvent en 1880. Les plafonds plats installés sous l'abbé Deligny cèdent à de fausses voûtes d'ogives en briques creuses. Les piles du transept et la voûte de la croisée sont consolidées, et une pyramide sur plan carré se substitue à l'ancienne flèche. L'église est inscrite au titre des monuments historiques par arrêté du 2 février 1920. Ce n'est qu'au cours des années 1930 que l'on commence à se rendre compte de l'originalité et de la valeur artistique des vitraux. Ils sont signalés à Pauline Peugniez et Pauline Peugniez, et le père Marie-Alain Couturier envisage de publier un article intitulé « Deligny, un grand verrier du XIXe siècle ». Depuis les années 1950, les vitraux de l'abbé Deligny font l'objet de soins attentifs de la part de la municipalité, et sont successivement restaurés. En 2004, le clocher et la flèche sont consolidées pour une nouvelle fois. — Jonquières n'est aujourd'hui plus une paroisse indépendante, et l'église Saint-Nicolas est affiliée à la paroisse des Seize bienheureuses Carmélites de Compiègne - paroisse de Compiègne-sud érigée en 1996. Les messes dominicales y sont habituellement célébrées le quatrième dimanche du mois à 9 h 30, sauf en juillet et août. Grâce à la présence du Carmel, à la sortie est du village, les habitants peuvent toutefois quotidiennement assister à la messe, à 11 h.

## Description

Plan de l'église.

### Aperçu général
Régulièrement orientée, l'église répond à un plan cruciforme simple et tout à fait symétrique. Elle se compose d'une nef de trois travées accompagnée de deux bas-côtés, d'un transept légèrement débordant, et d'une abside à pans coupés. Une flèche de charpente recouverte d'ardoise s'élève au-dessus de la croisée du transept. La sacristie se situe devant le croisillon sud. Une tourelle d'escalier ronde flanque l'angle sud-ouest du même croisillon. L'ensemble de l'église est voûtée d'ogives, mais il s'agit de fausses voûtes en briques creuses. L'accès s'effectue uniquement par la façade occidentale, soit par le petit portail du bas-côté nord, soit par le grand portail de la nef. Une toiture unique à deux rampants recouvre la nef et les bas-côtés, et chacun des croisillons dispose également d'un toit à deux rampants avec pignon respectivement au nord et au sud. L'abside est munie d'un toit à croupes.

### Intérieur

#### Nef et bas-côtés

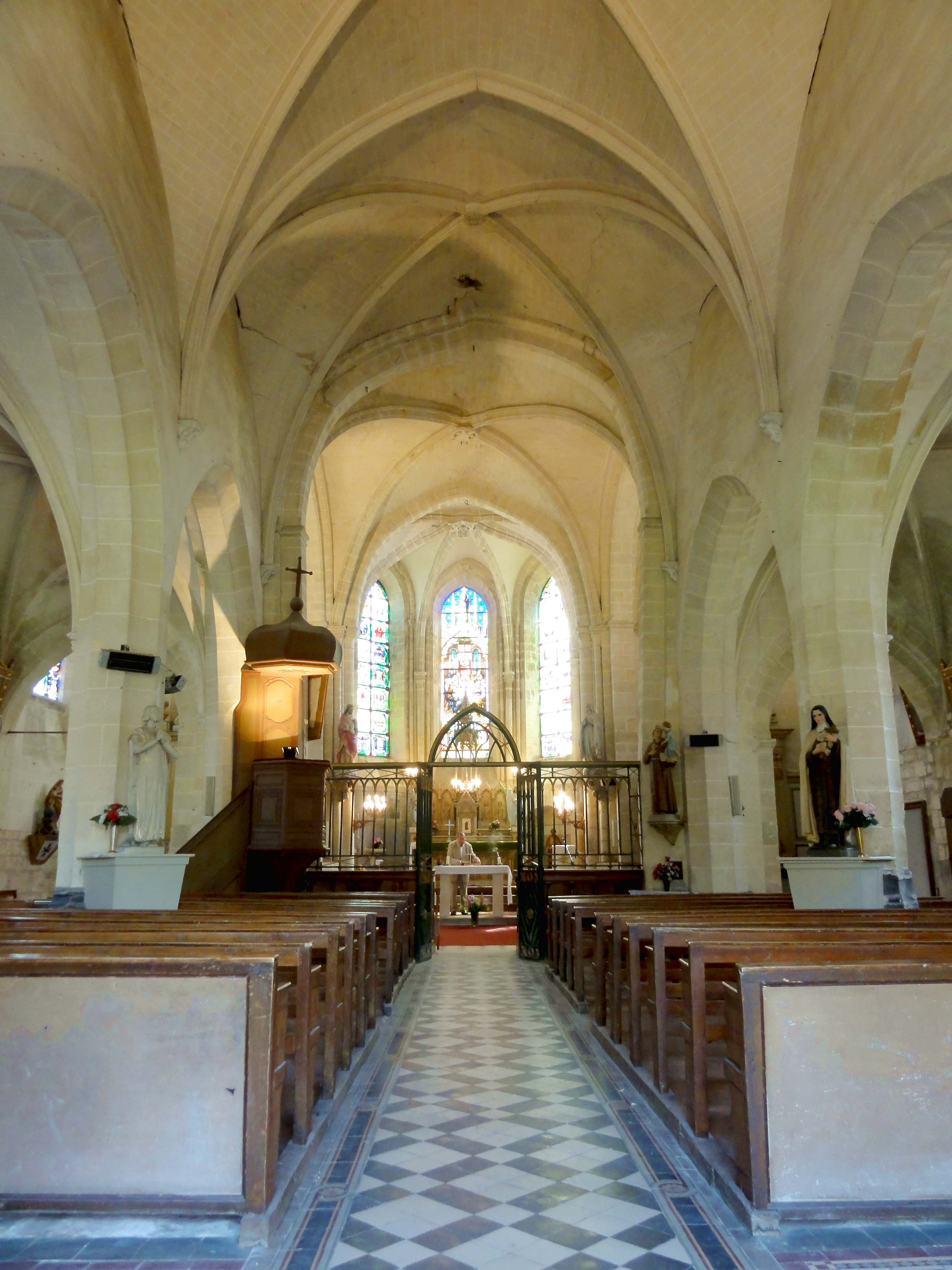
Nef, vue vers l'est.

La nef est constituée de trois travées barlongues. Elle a la double largeur des bas-côtés et est seulement moitié plus élevée, comme fréquemment à la période flamboyante. Mais les parties orientales, qui conservent des voûtes du début du XIIIe siècle, ne sont pas plus élevées, et l'église Saint-Nicolas a toujours été une petite église rurale d'une architecture simple. Les élévations latérales de la nef s'organisent sur deux niveaux, à savoir l'étage des grandes arcades et un étage de murs hauts aveugles. Il ne conserve aucune trace d'anciennes fenêtres hautes à l'intérieur, mais des vestiges sont peut-être visibles depuis les combles des bas-côtés. L'éclairage par la lumière naturelle est donc assuré uniquement par la fenêtre occidentale au-dessus du portail, qui est en plein plein cintre et profondément ébrasée, et remonte à la fin du XIIe siècle, comme le montre aussi la décoration extérieure. De plus, le jour entre indirectement par les baies des bas-côtés et des parties orientales. Les voûtes de 1879 / 1880 retombent sur des culs-de-lampe tous identiques, représentant des anges. Ils sont cohérents avec le style flamboyant, de même que le profil aigu des ogives et arcs-doubleaux, qui sont aussi minces que les ogives.
Les grandes arcades sont profilées d'un méplat entre deux faibles gorges, ce qui est un profil un peu rudimentaire qui s'observe parfois sur des arcades plus anciennes retaillées à la période flamboyante, comme par exemple à Cauvigny et Moussy-le-Neuf. Les piliers sont octogonaux, comme le sont souvent les bases et socles, y compris à Jonquières. Les faces obliques des piliers sont entaillées de faibles gorges : à l'instar des églises d'une architecture plus ambitionnée, la forme des piliers est donc fonction du profil des arcades, qui se fondent directement dans les piliers sans interposition de tailloirs et chapiteaux. C'est le principe des nervures pénétrantes, appliqué à la plupart des églises flamboyantes. Les bases sont formées par une plinthe moulurée, qui fournit le seul exemple d'un profil relativement complexe dans l'église Saint-Nicolas. La partie inférieure des socles est cubique. Quant aux bas-côtés, ils sont dénués de caractère. Les baies en tiers-point résultent d'une réfection, sans doute dans le contexte de la reconstruction générale des années 1510. Pas plus que dans la nef, il n'y a plus de trace des anciennes voûtes pourtant mentionnées par Louis Graves. Il est donc possible qu'elles ne dataient pas d'origine, et que la nef et ses bas-côtés n'étaient pas voûtées jusqu'au début du XVIe siècle : autrement, il y aurait sans doute des piliers engagés dans les murs latéraux. Les voûtes des années 1879 / 1880 sont reçues sur des culs-de-lampe en forme de têtes humaines, qui évoquent plutôt le style du XIIIe siècle.

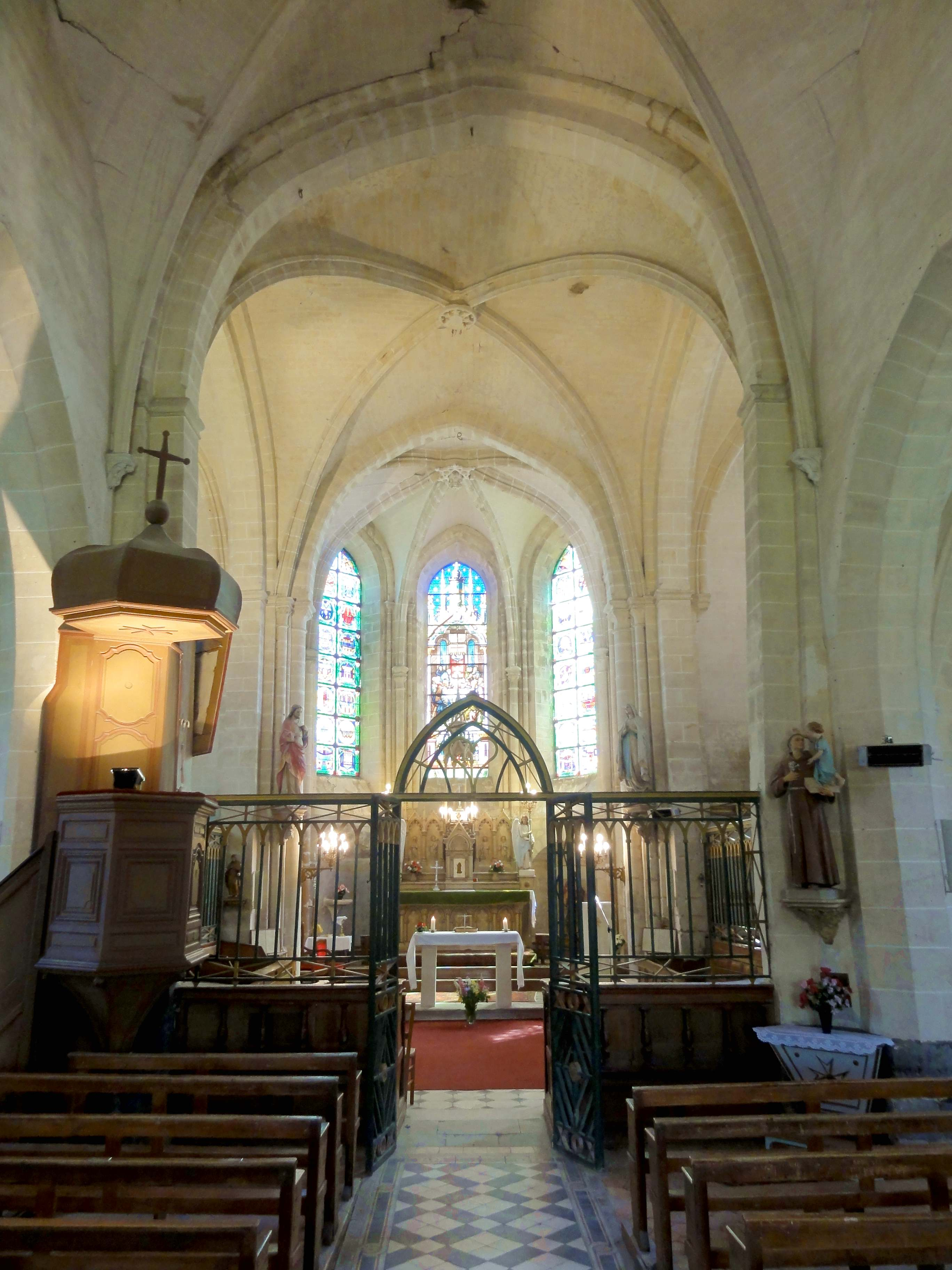
Nef, vue vers l'est.
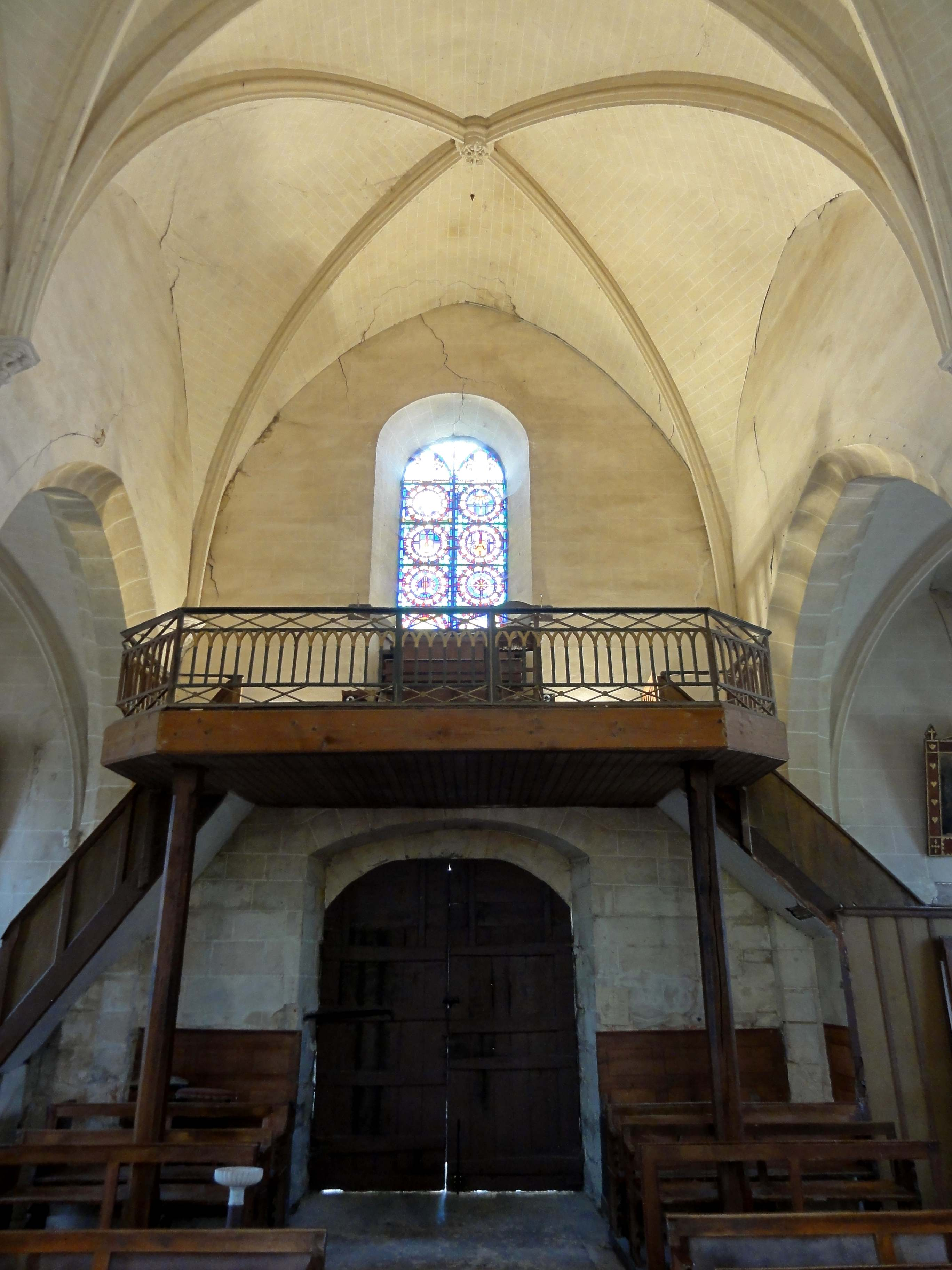
Nef, vue vers l'ouest.
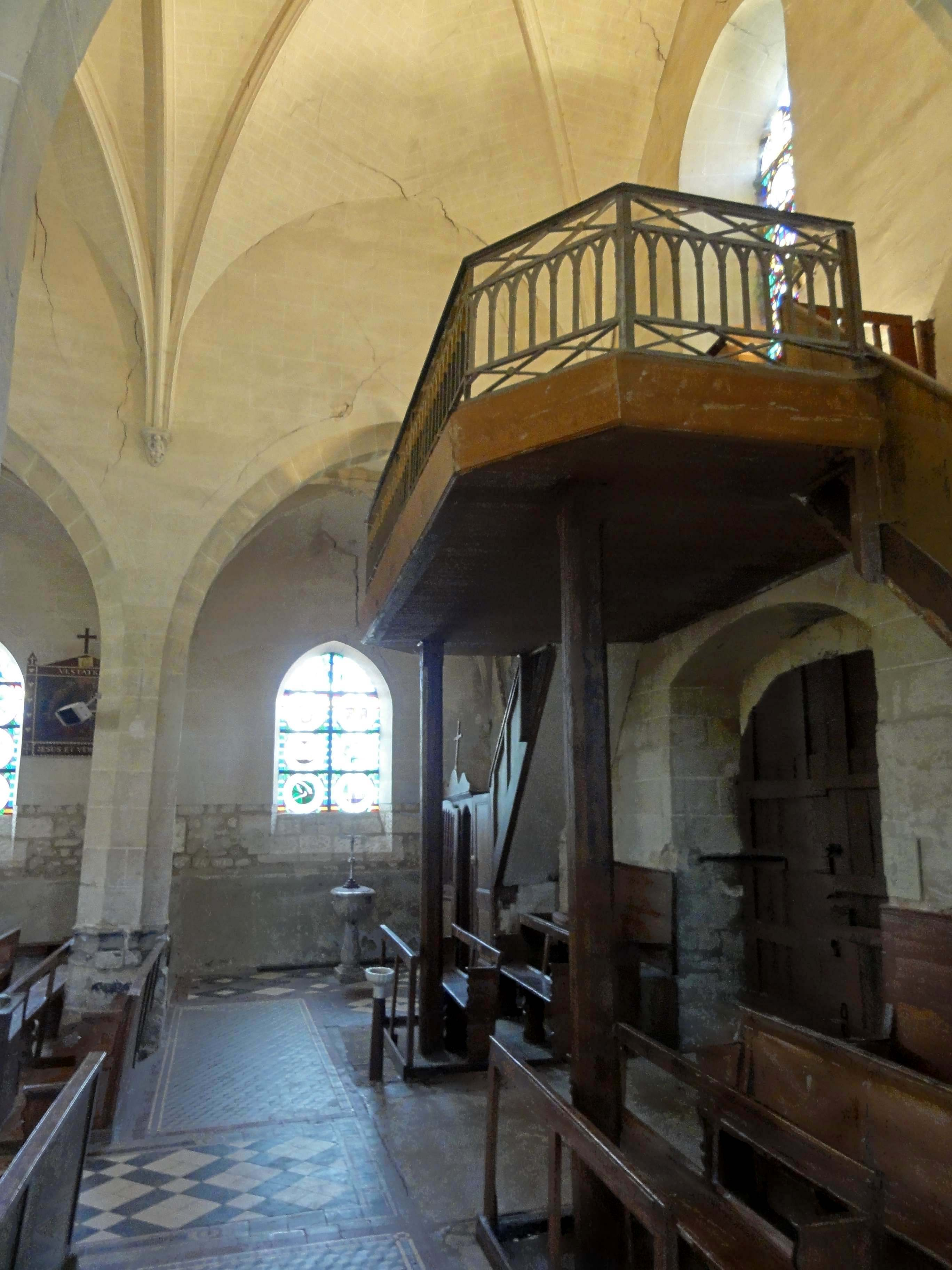
1re travée, élévation sud.
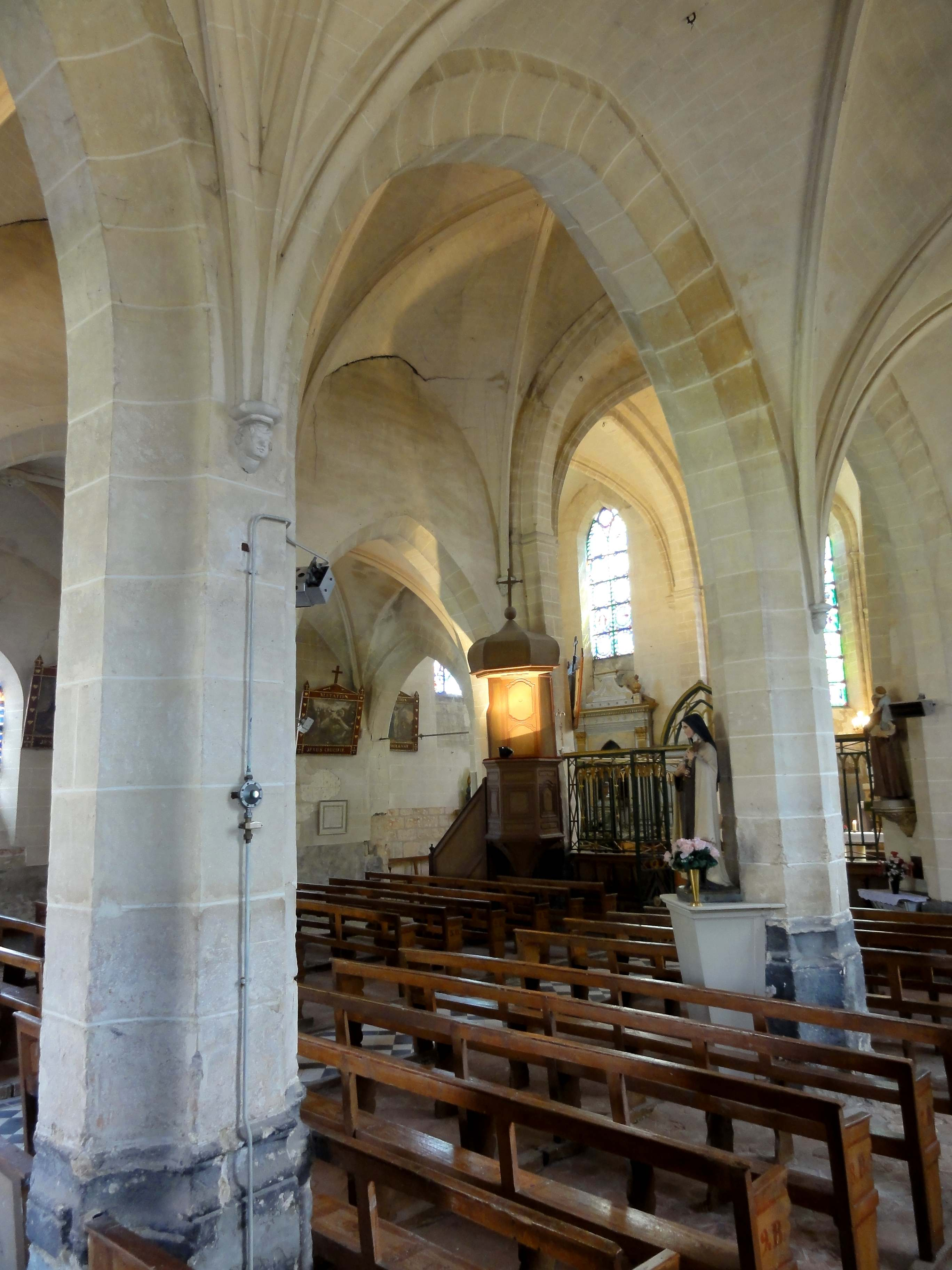
2e grande arcade du sud.
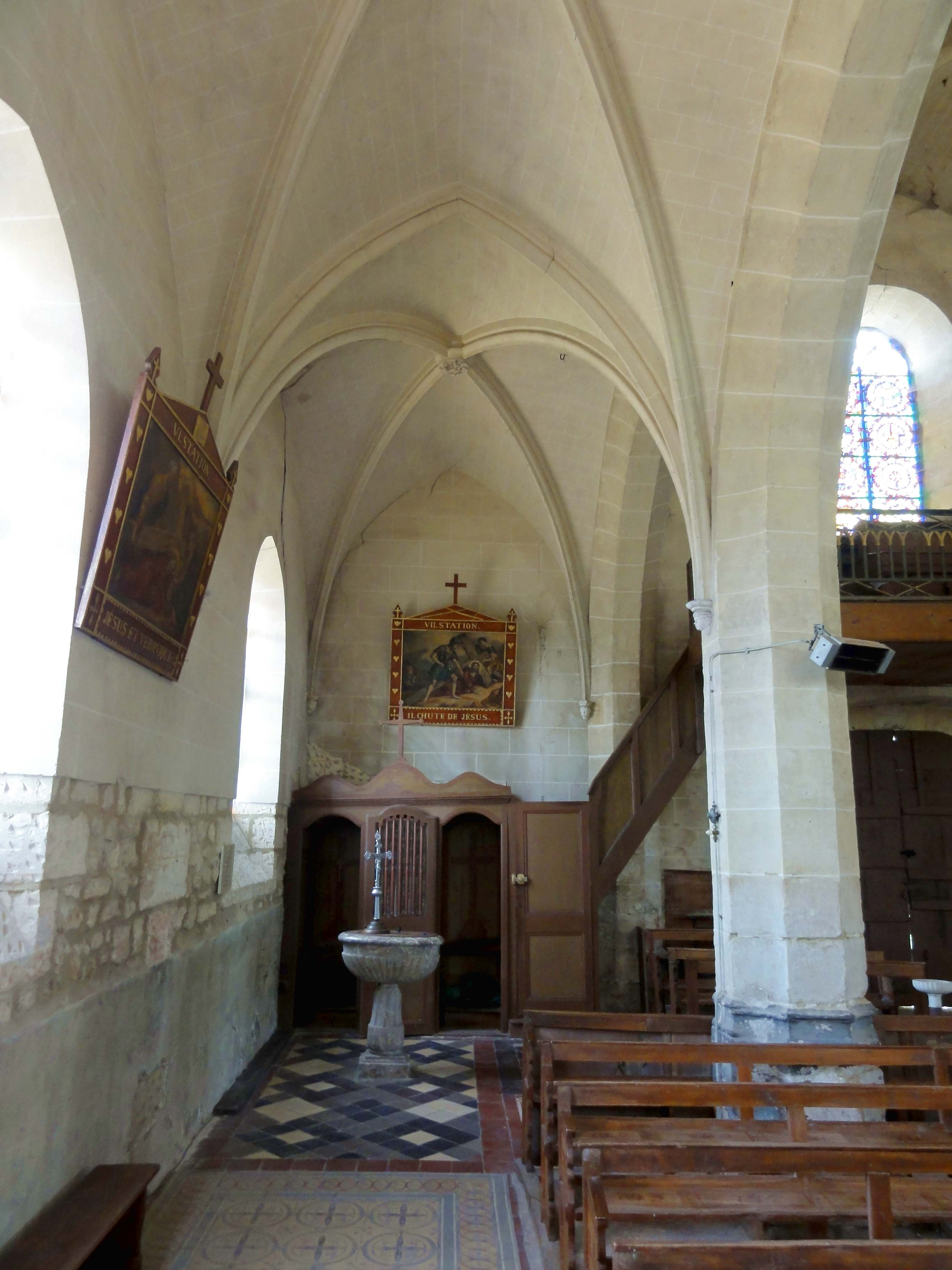
Bas-côté sud, vue vers l'ouest.
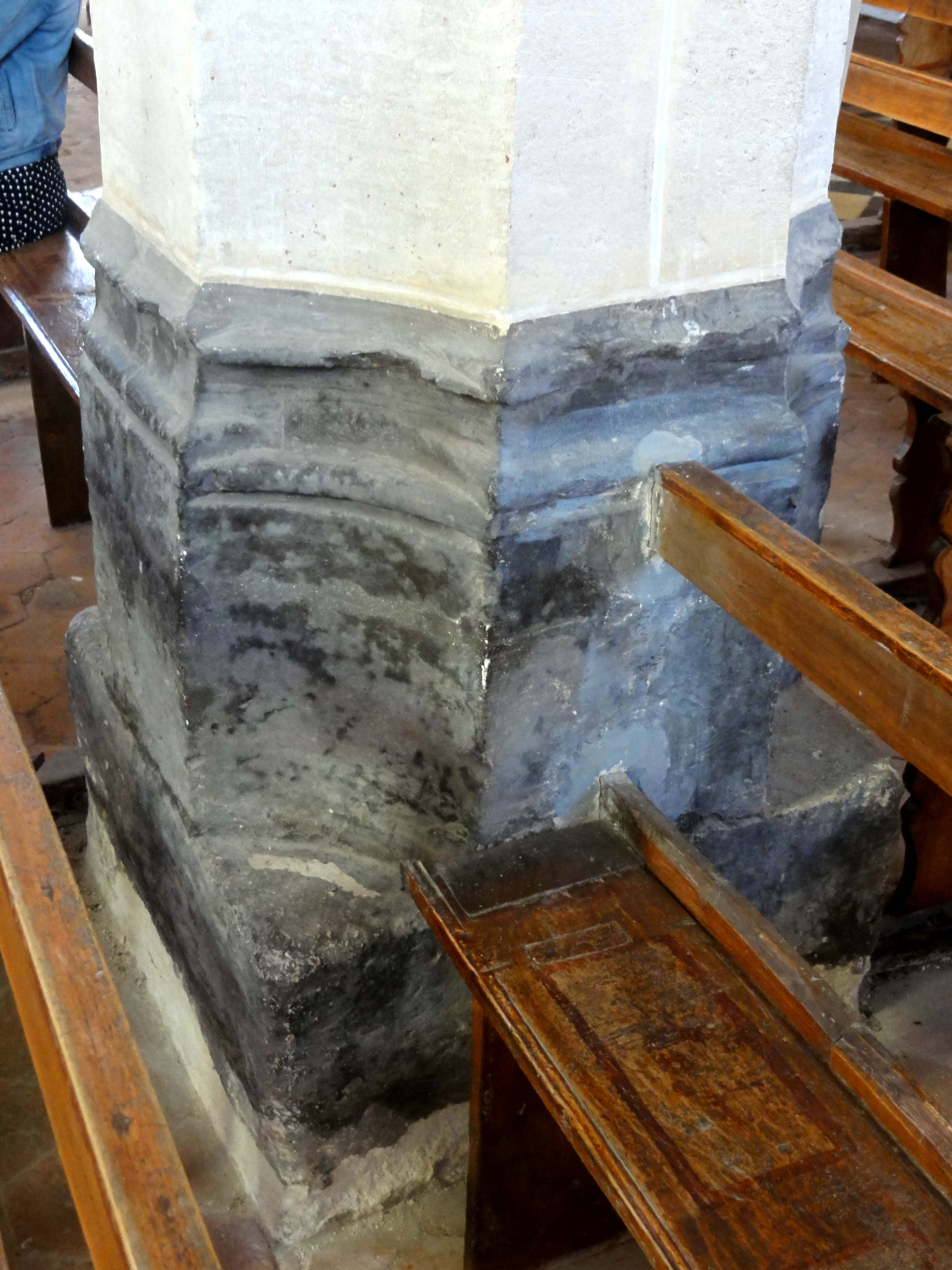
Base flamboyante.

#### Transept

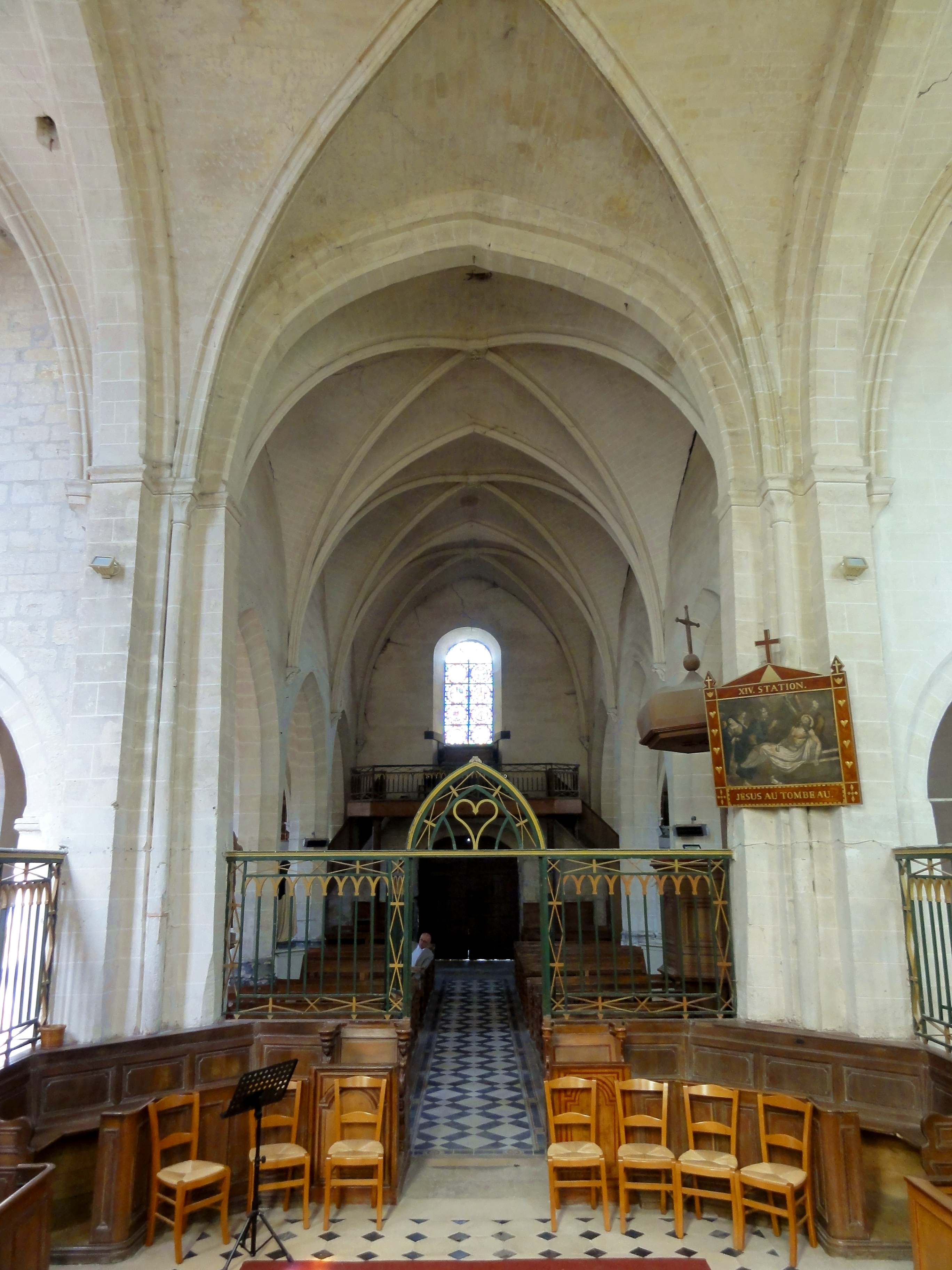
Croisée, vue vers l'ouest.

Le carré du transept, en même temps base du clocher, est délimité à l'ouest, au nord et au sud par des doubleaux à double rouleau, qui ne sont pas moulurés, mais simplement chanfreinés. Le tracé du doubleau occidental est irrégulier : il est presque vertical au-dessus des tailloirs des piliers, et surbaissé ensuite. Les tailloirs sont moulurés, mais il n'y a pas de chapiteaux correspondant aux doubleaux. Les piliers sont de la même forme que les doubleaux, mais n'ont pas les arêtes abattues. Dans les angles entre les dosserets correspondant au rang de claveaux supérieur, de fines colonnettes à chapiteaux sont logées, et supportent les ogives de la voûte. La sculpture des chapiteaux n'est pas très élaborée, et se réduit à une large feuille plate qui enveloppe chaque angle de la corbeille. Si le style est conforme à la fin du XIIe siècle et au début du XIIIe siècle, ce n'est pas le cas du profil des ogives, qui affichent un profil prismatique aigu. Ce profil indique la reconstruction de la voûte au début du XVIe siècle. La clé de voûte est un petit écusson vierge entouré de découpages flamboyants, avec six trilobes s'inscrivant dans des triangles.
Bien que plus larges que les bas-côtés, les deux croisillons sont barlongs dans le sens ouest-est. Ils sont aussi élevés que le vaisseau central. Malgré ceci, les arcades les faisant communiquer avec les croisillons sont moins élevées que les grandes arcades de la nef : elles ne représentent que la moitié de la hauteur sous le sommet de la voûte. Pour Philippe Bonnet-Laborderie, ces arcades font partie des éléments qui subsistent de l'église terminée au début du XIIIe siècle. Elles sont en tiers-point, et adoptent le même profil que les trois doubleaux signalés de la croisée du transept. De telles arcades sont répandues dans la région dès le second quart du XIIe siècle, soit la fin de la période romane. Contrairement à la règle, elles sont dépourvues de tailloirs, et aussi de chapiteaux, qui ont peut-être été supprimés à la période flamboyante. Les piédroits des arcades n'ont pas les arêtes abattus, et présentent des angles saillants. Au nord, l'éclairage est assuré par une baie en arc brisé, qui s'ouvre au-dessus d'un long glacis pentu, et est située nettement plus bas que les baies orientales, qui sont percées à la même hauteur que les baies de l'abside. Au sud, un triplet occupe toute la largeur et toute la hauteur du mur à partir d'un soubassement, qui représente un tiers de la hauteur sous le sommet de la voûte. Les deux baies de gauche et de droite sont bouchées, et la partie inférieure de la baie médiane l'est également. Comme la baie septentrionale, les baies du triplet sont en arc brisé, prennent appui sur un fort glacis. En dessous de la baie de gauche, l'on voit une arcade en plein cintre bouchée, qui pourrait correspondre à un ancien enfeu. En dessous de la baie médiane, se situe la porte de la sacristie. En ce qui concerne les voûtes, elles sont dépourvues de formerets, et les ogives sont reçues sur des culs-de-lampe non sculptés, mais seulement moulurés, ce qui cadre avec la simplicité de la croisée du transept. Le profil des ogives est d'un tore en forme d'amande entre deux fines baguettes, ce qui donne à penser que les voûtes des croisillons subsistent d'origine. Les clés de voûte sont des disques ajourés de découpages flamboyants ; l'un comporte au milieu un petit écusson vierge.

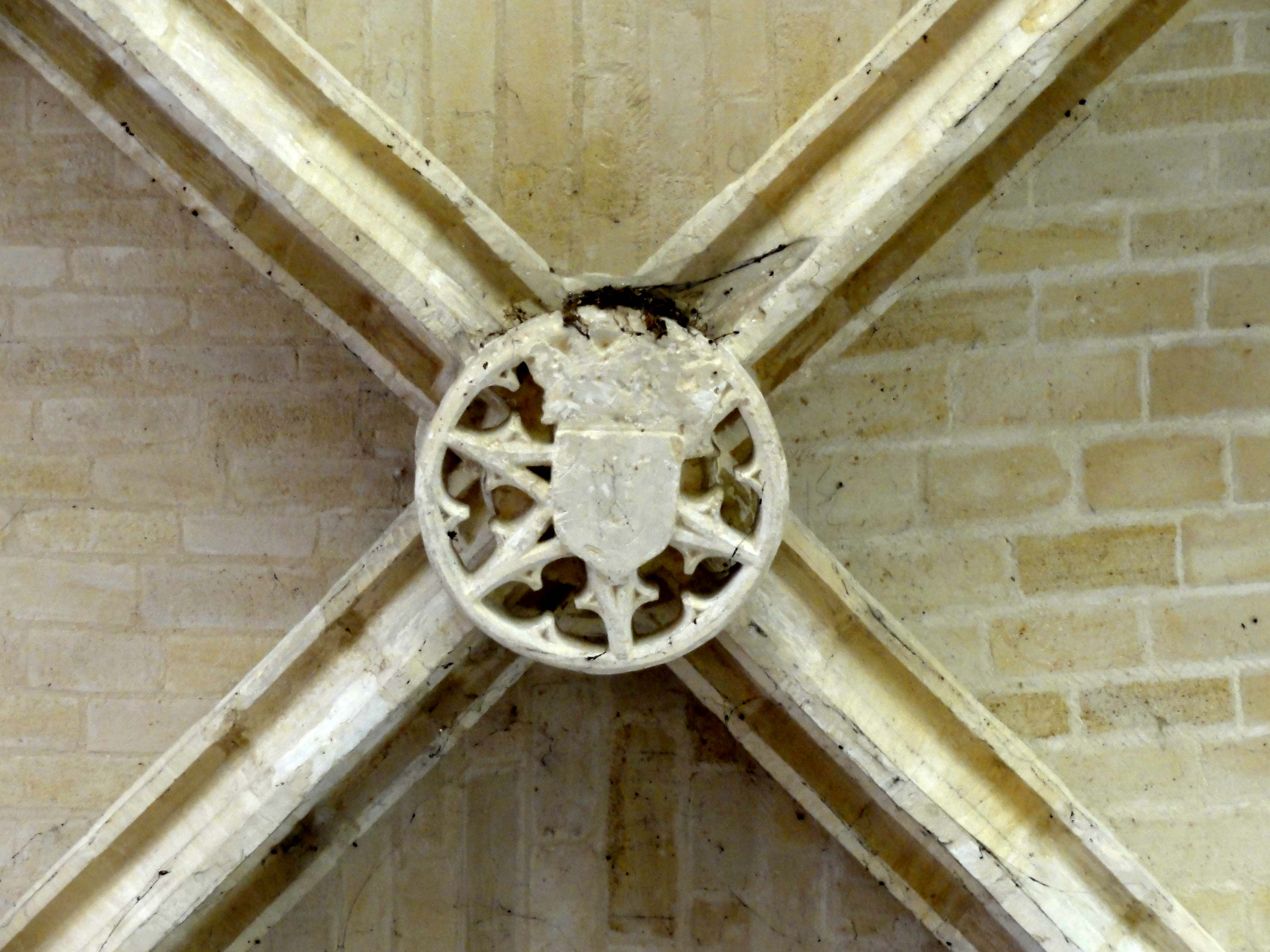
Croisée, clé de voûte.
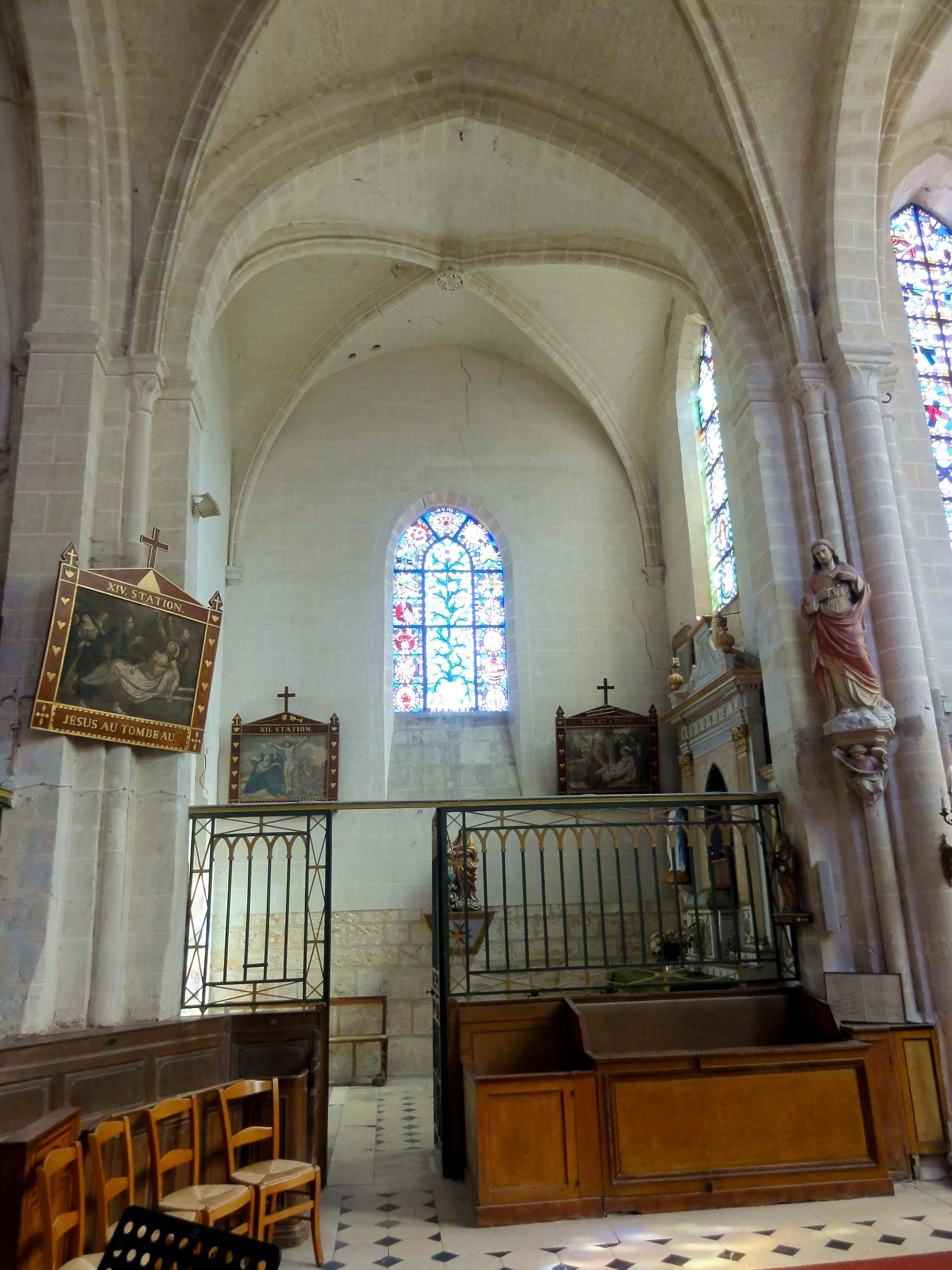
Croisée, vue vers le nord.
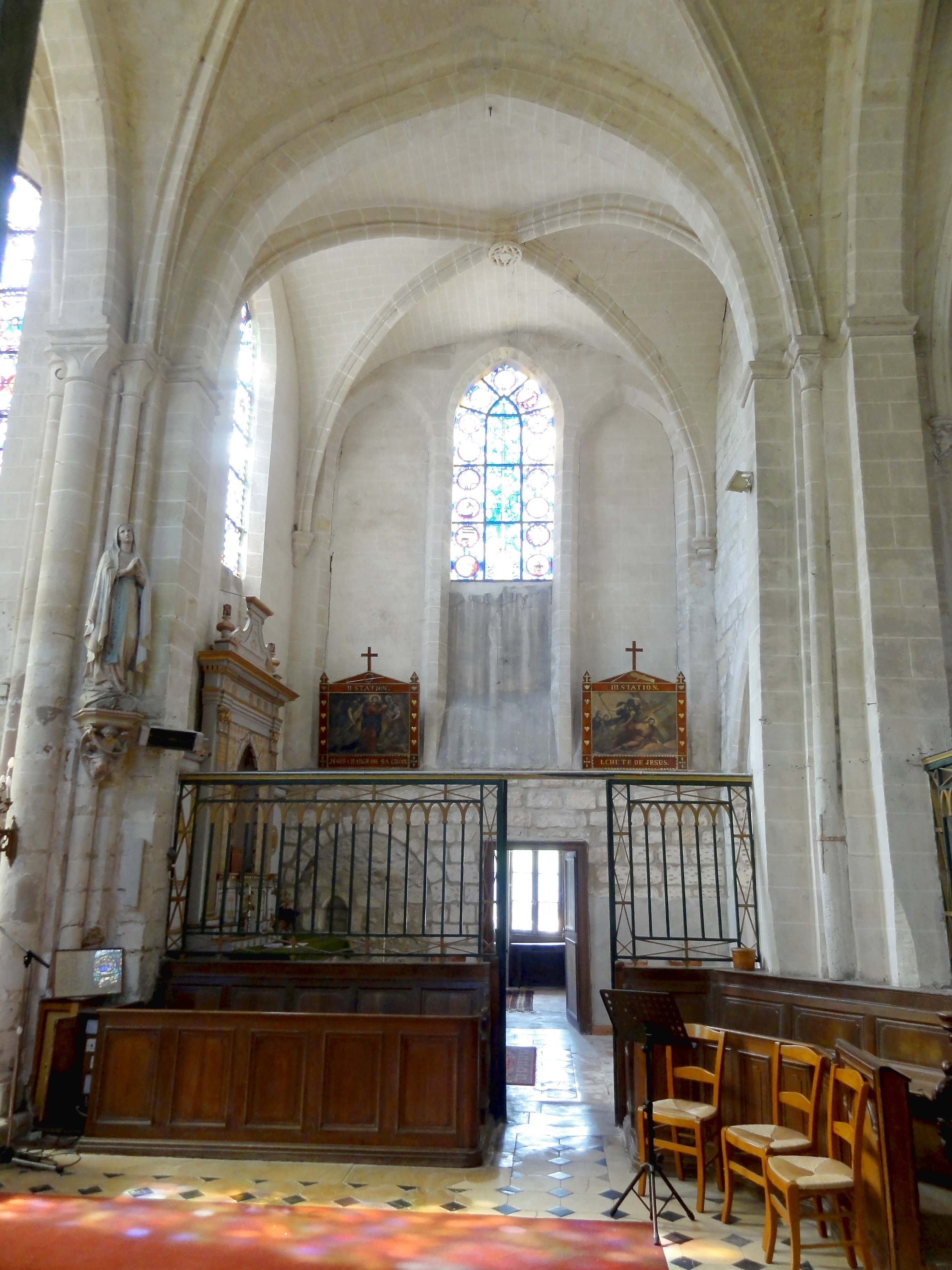
Croisée, vue vers le sud.
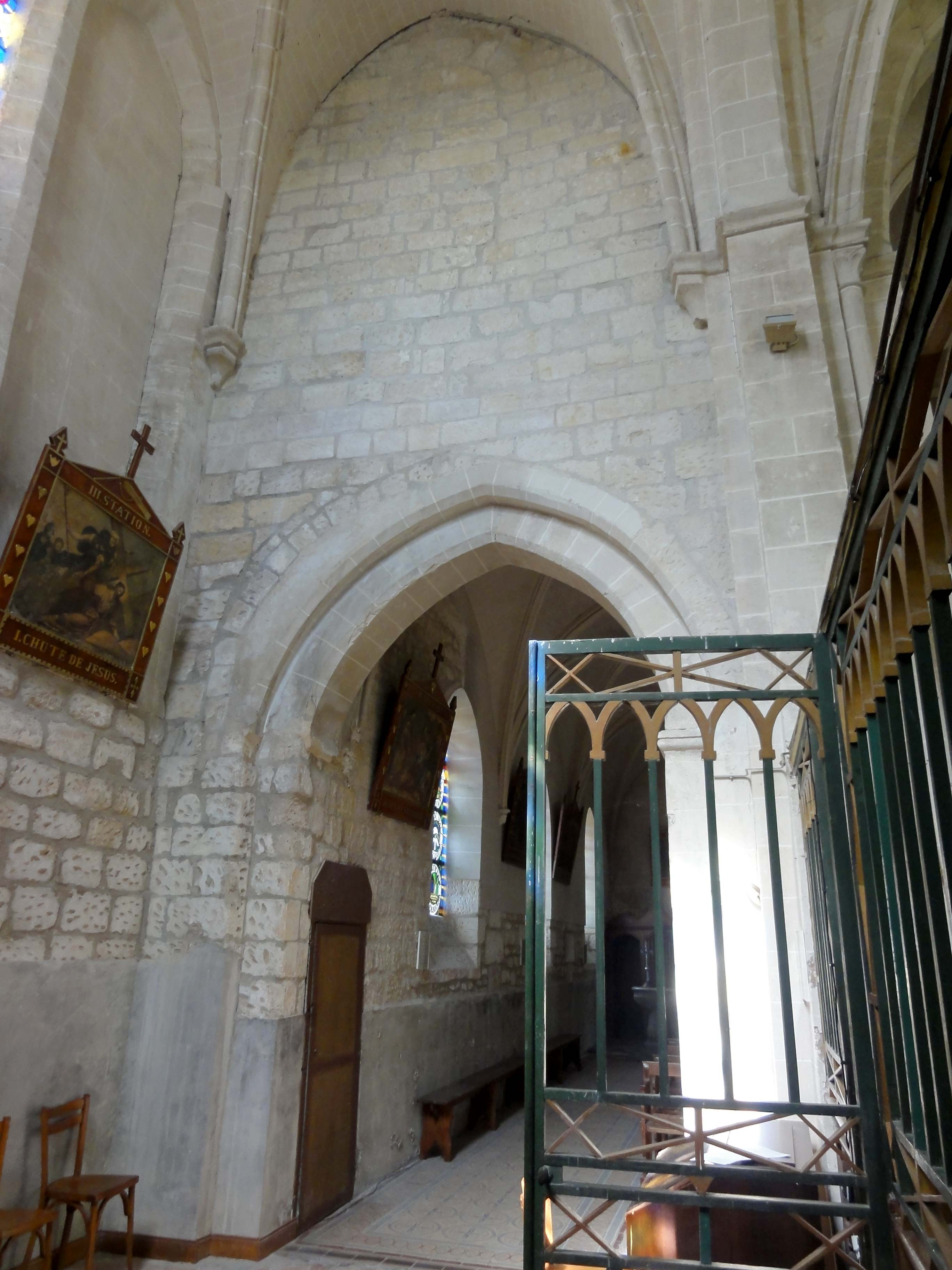
Croisillon sud, vue vers l'ouest.
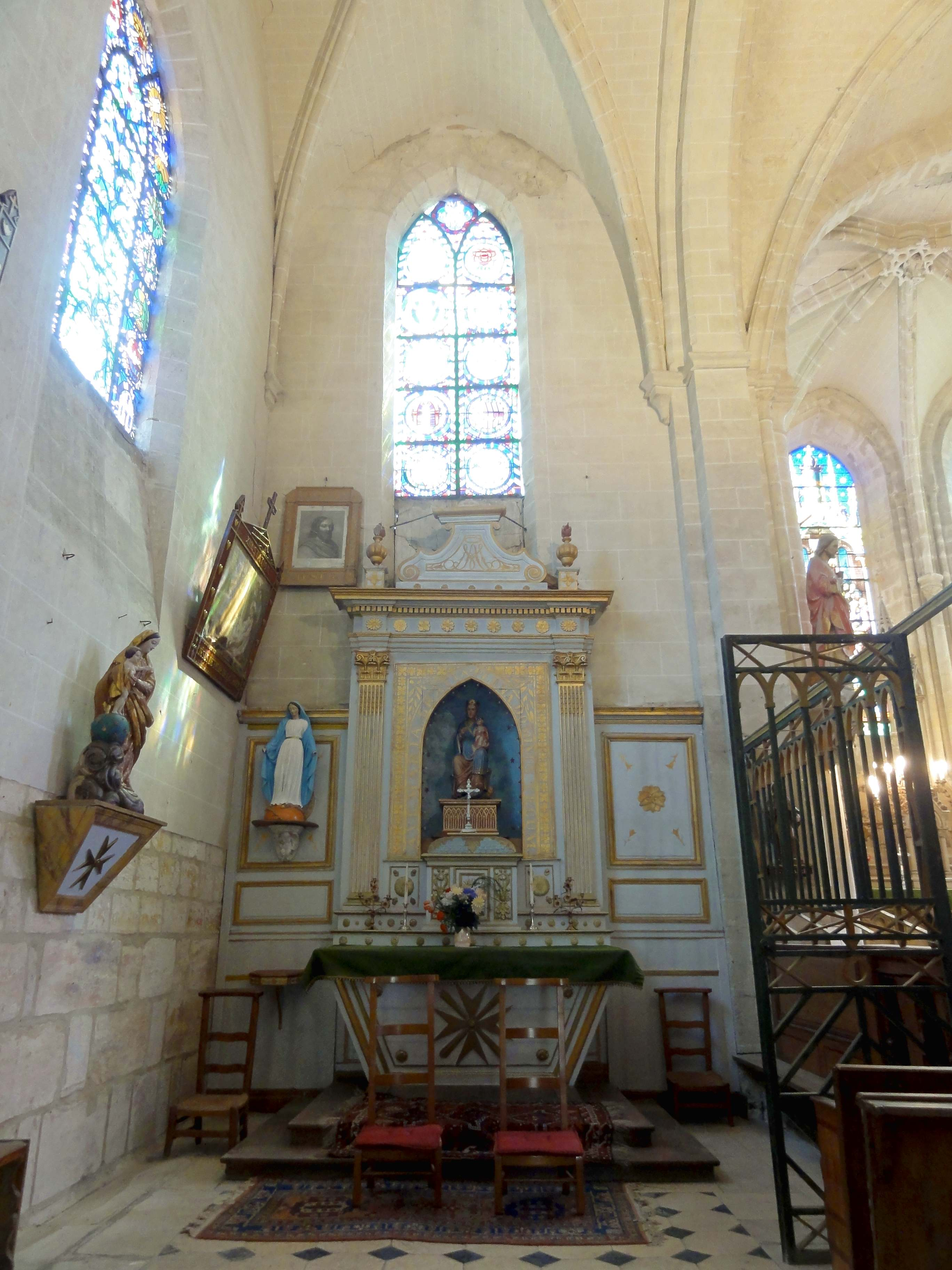
Croisillon nord, vue vers l'est.
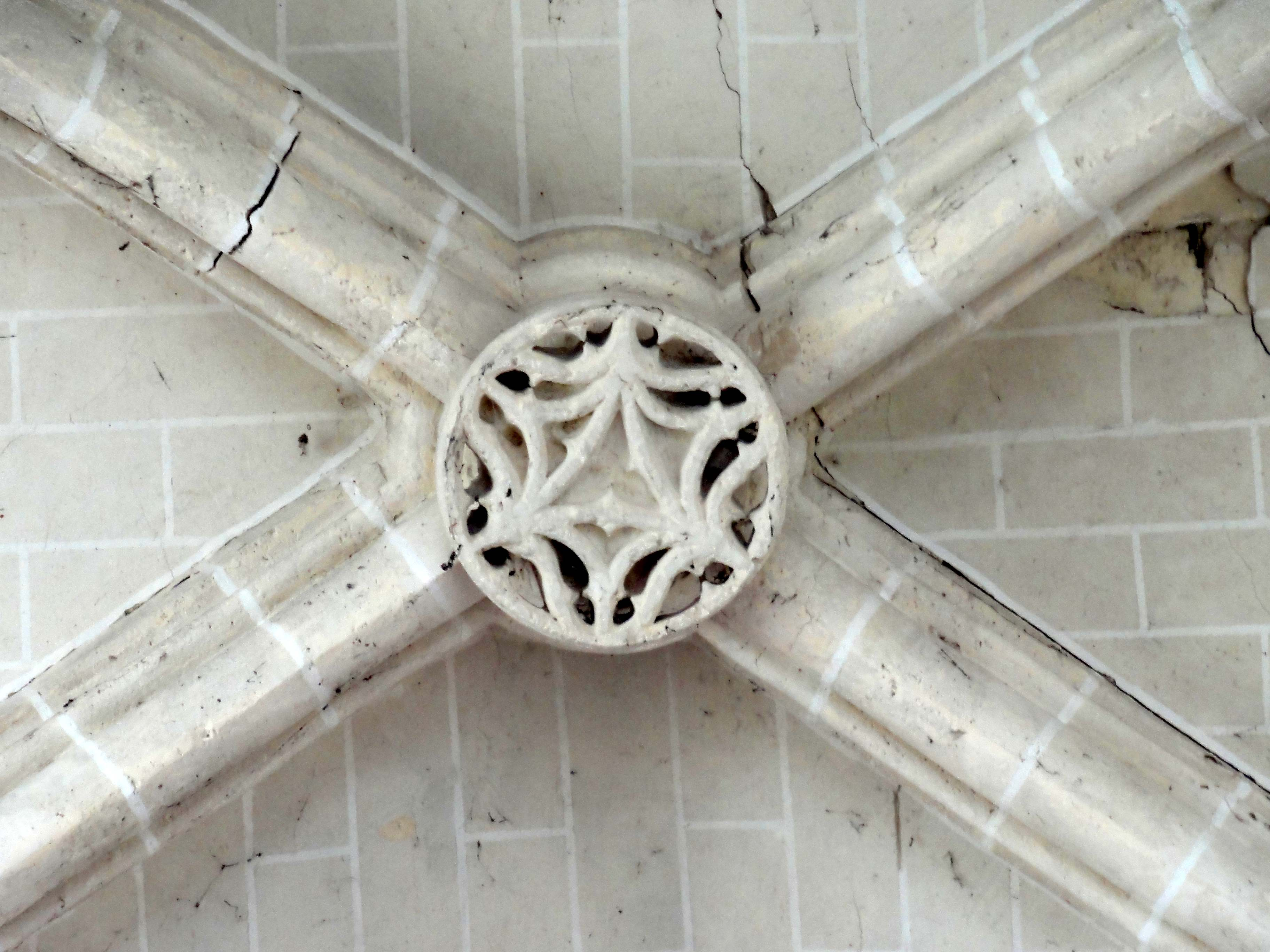
Croisillon nord, clé de voûte.

#### Abside

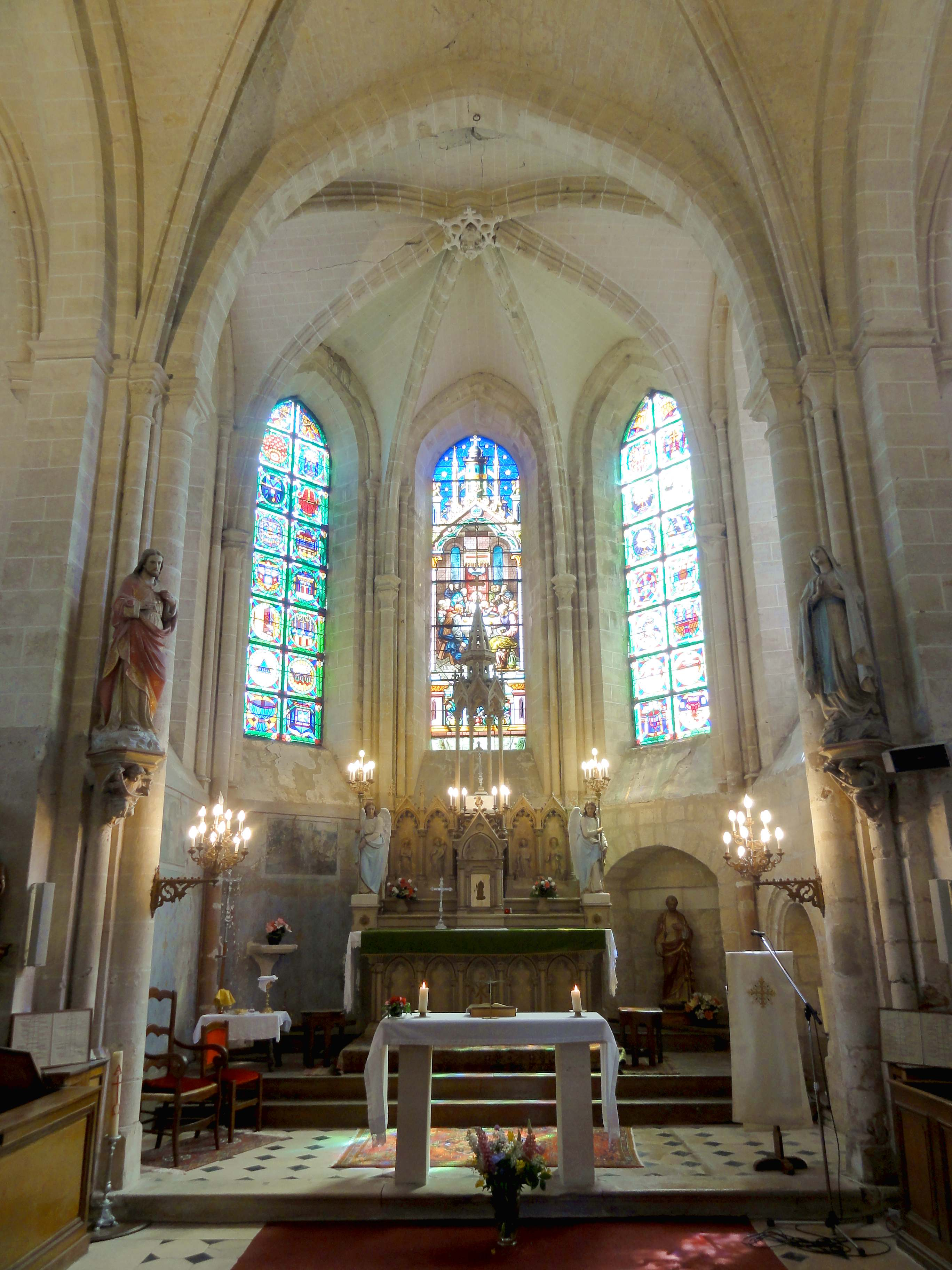
Vue dans l'abside.

L'abside comporte une partie droite et un chevet à trois pans, tous les pans étant de largeur identique. La travée s'ouvre par un doubleau à simple rouleau, qui n'est pas mouluré et seulement chanfreiné. Sous cet angle, il est encore plus simple que les trois autres doubleaux qui entourent la croisée du transept. C'est cependant le seul dont les tailloirs reposent sur des chapiteaux. À l'instar de ceux qui supportent la voûte de la croisée, ils sont sculptés de feuilles plates toutes simples, mais ils sont plus grands, et le diamètre des fûts est également plus important. Il est flanqué par les fûts des ogives de la croisée et de l'abside, placés en retrait. Chaque pan de l'abside est ajouré d'une grande baie en tiers-point sans remplage, qui occupe presque toute la largeur des murs et se rapprochent de près des formerets, que l'abside est la seule travée de l'église à posséder. Comme les baies des croisillons, les fenêtres de l'abside prennent appui sur un long glacis pentu, et comme à l'est des croisillons et sous le triplet au sud, le soubassement représente un tiers de la hauteur sous le sommet de la voûte. Une niche en anse de panier est ménagée dans le pan sud-est, et une piscine liturgique entourée de moulures prismatiques, mais néanmoins en plein cintre, subsiste au sud. Les supports de la voûte méritent d'être signalés, car leur disposition fait preuve d'une certaine recherche stylistique. Les chapiteaux des formerets sont implantés nettement au-dessus des autres, à côté des impostes des fenêtres, ce qui évite à la fois des arcs surhaussés comportant des sections verticales, et permet aux formerets de servir de même temps de décor aux fenêtres. Les ogives sont du même profil que dans les croisillons. La clé de voûte, refaite, est le seul élément flamboyant à l'intérieur de l'abside, et assez remarquable. Il comporte une section centrale qui est pendante, et flanquée de quatre consoles, et des découpages flamboyants. Six accolades forment une sorte d'étoile, et s'amortissent alternativement par un fleuron ou une fleur de lys ; elles sont reliées les unes aux autres par des arcs festonnés.

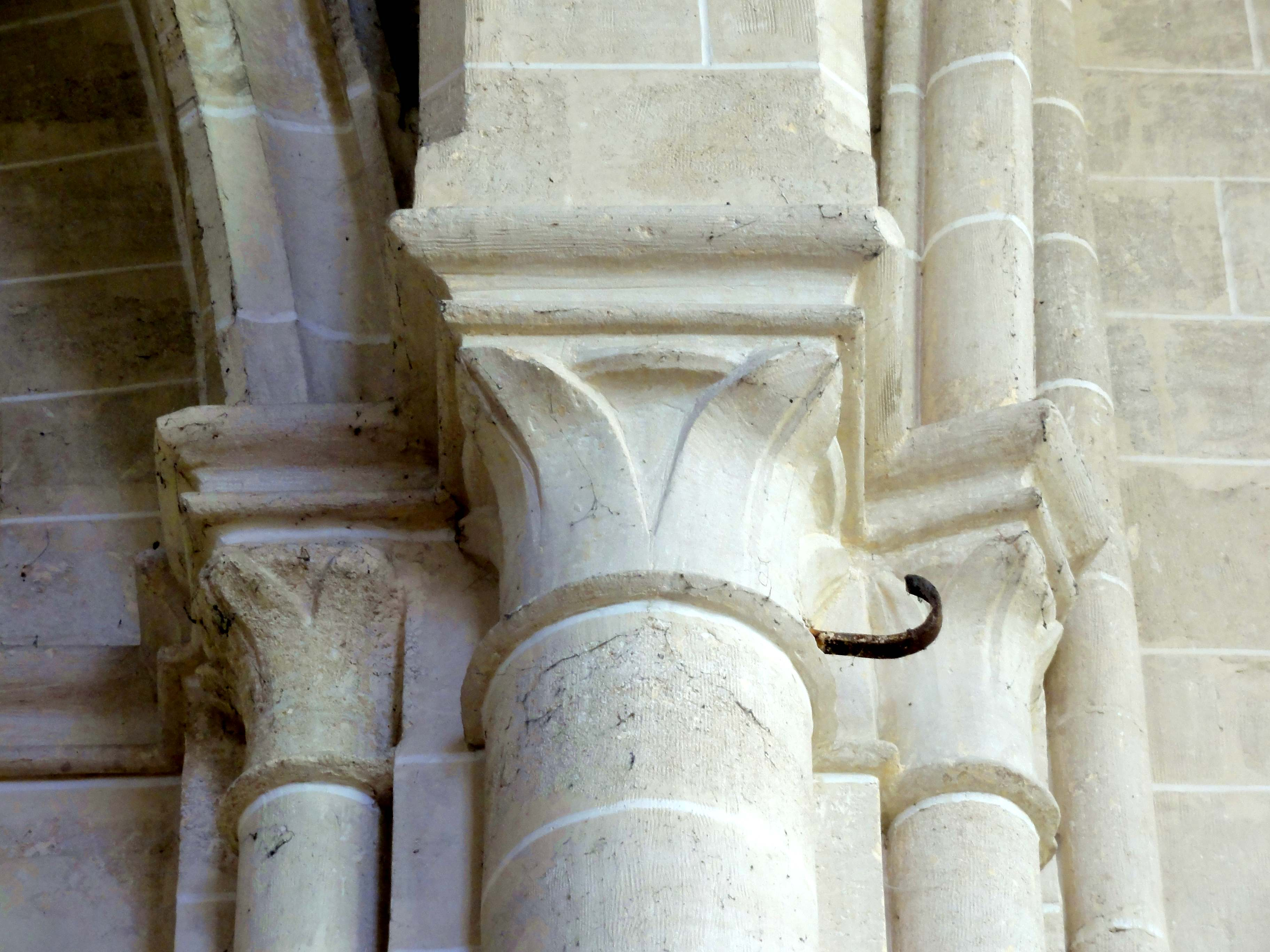
Doubleau vers l'abside, chapiteaux côté nord.
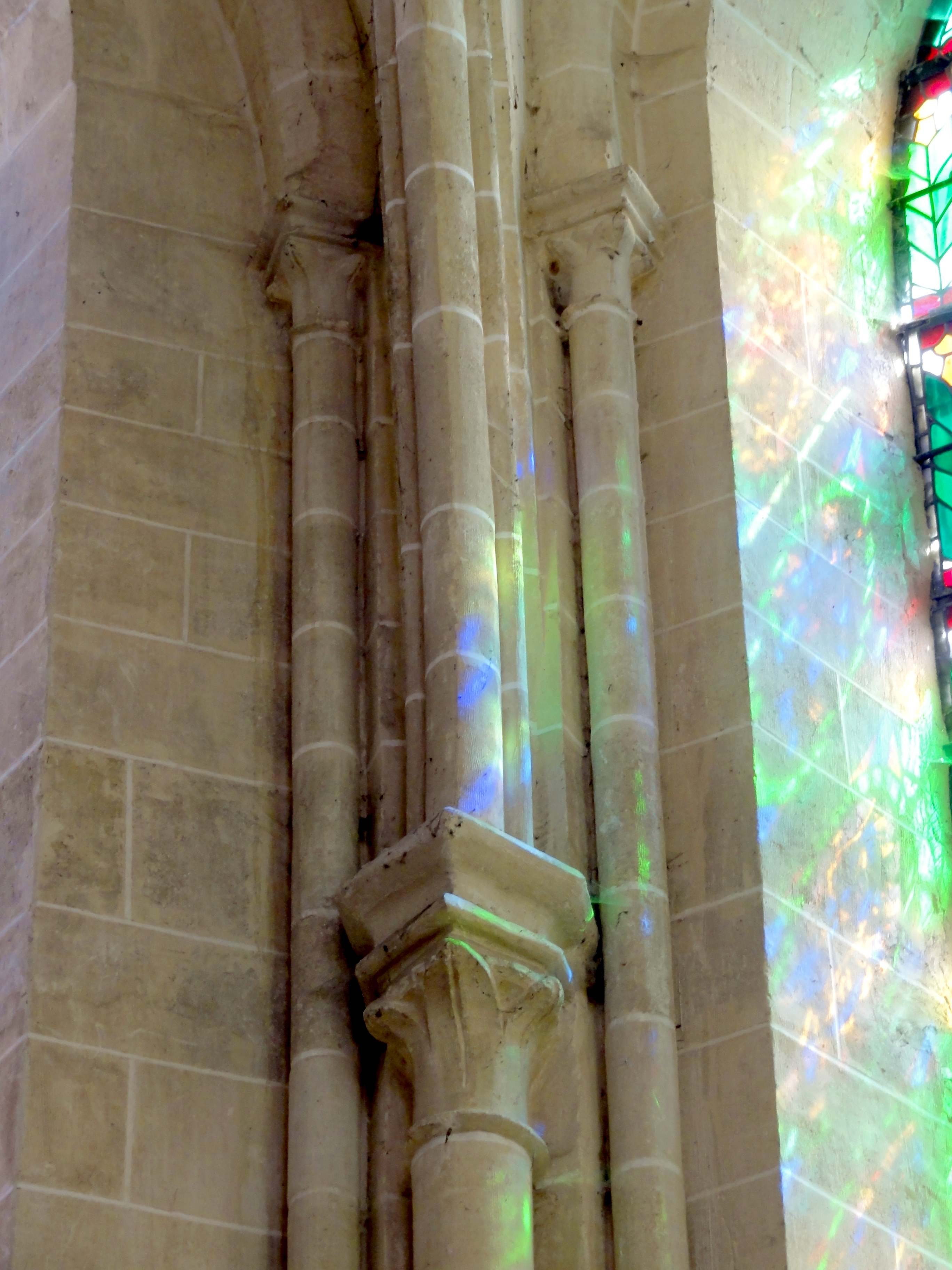
Chapiteaux dans l'angle nord-est.
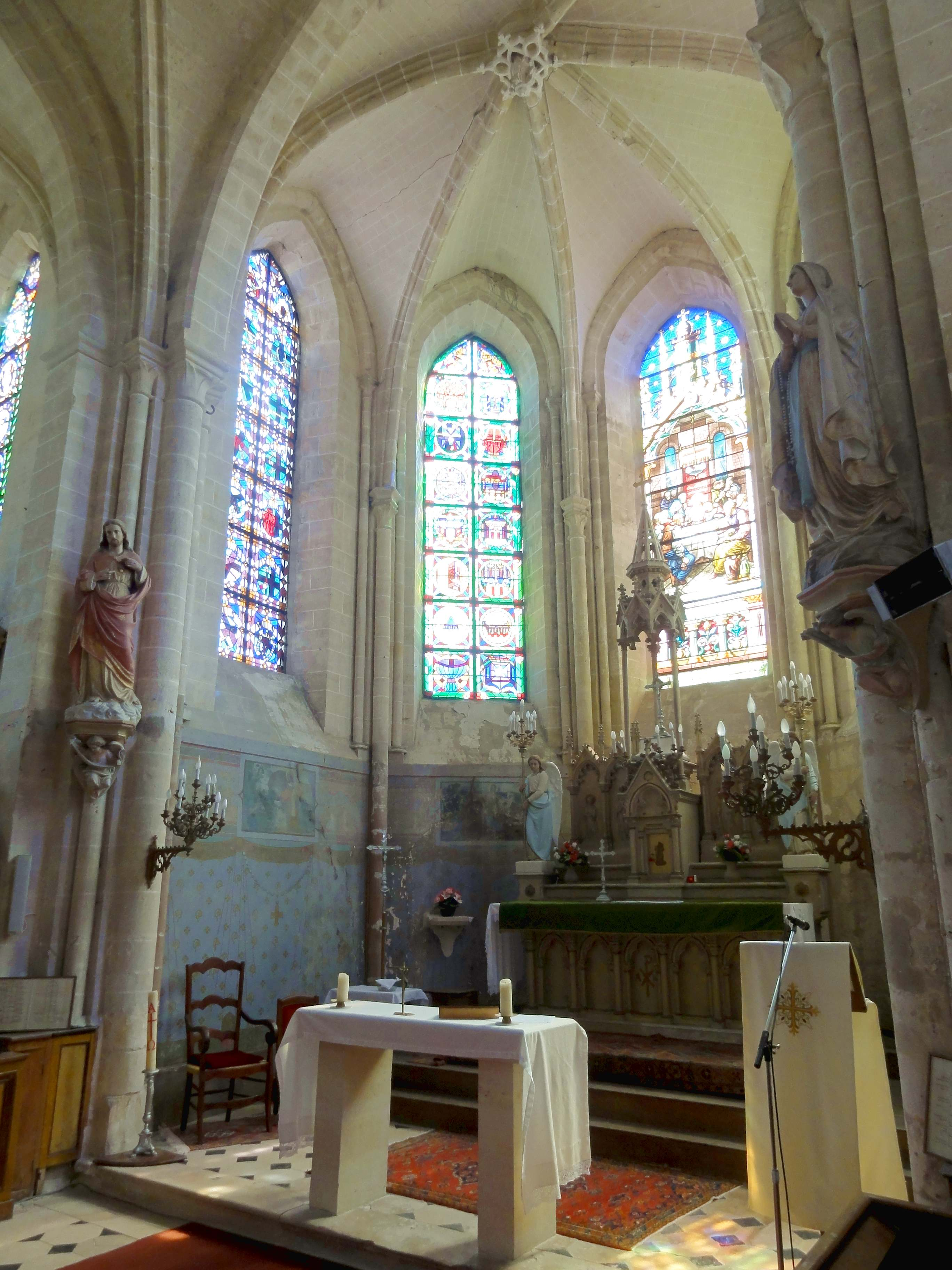
Vue vers le nord-est.
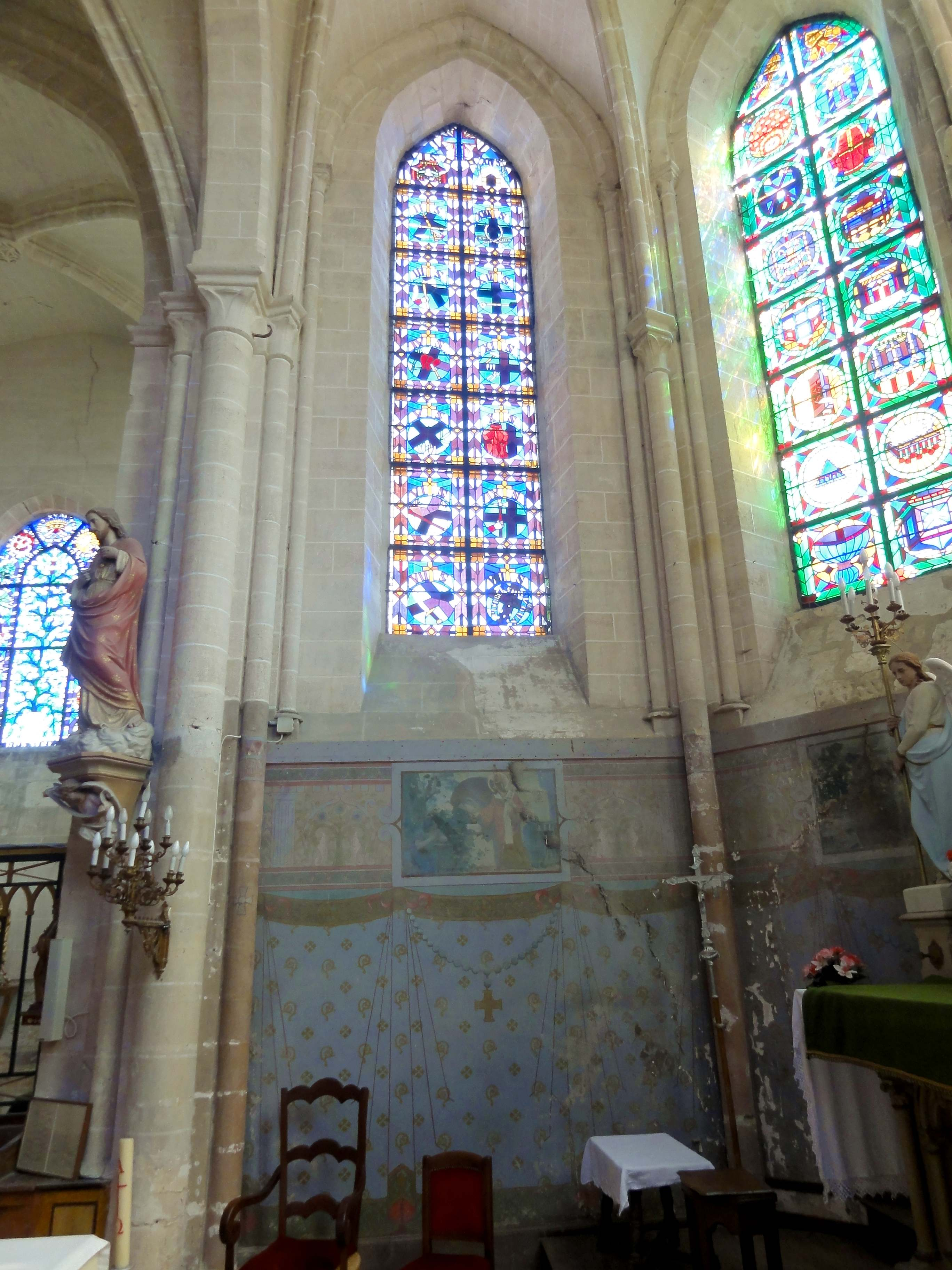
Pan nord de l'abside.
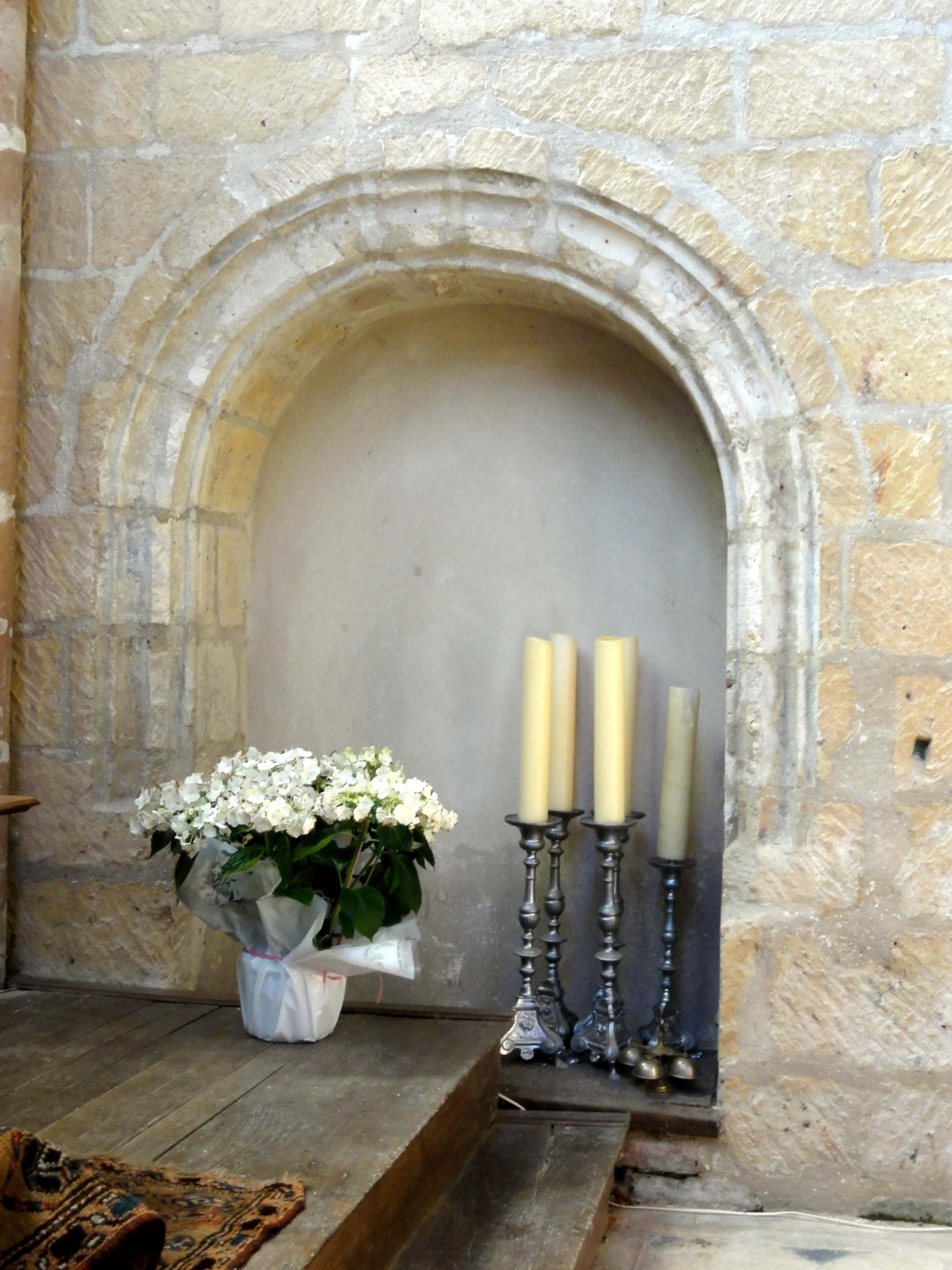
Piscine liturgique côté sud.
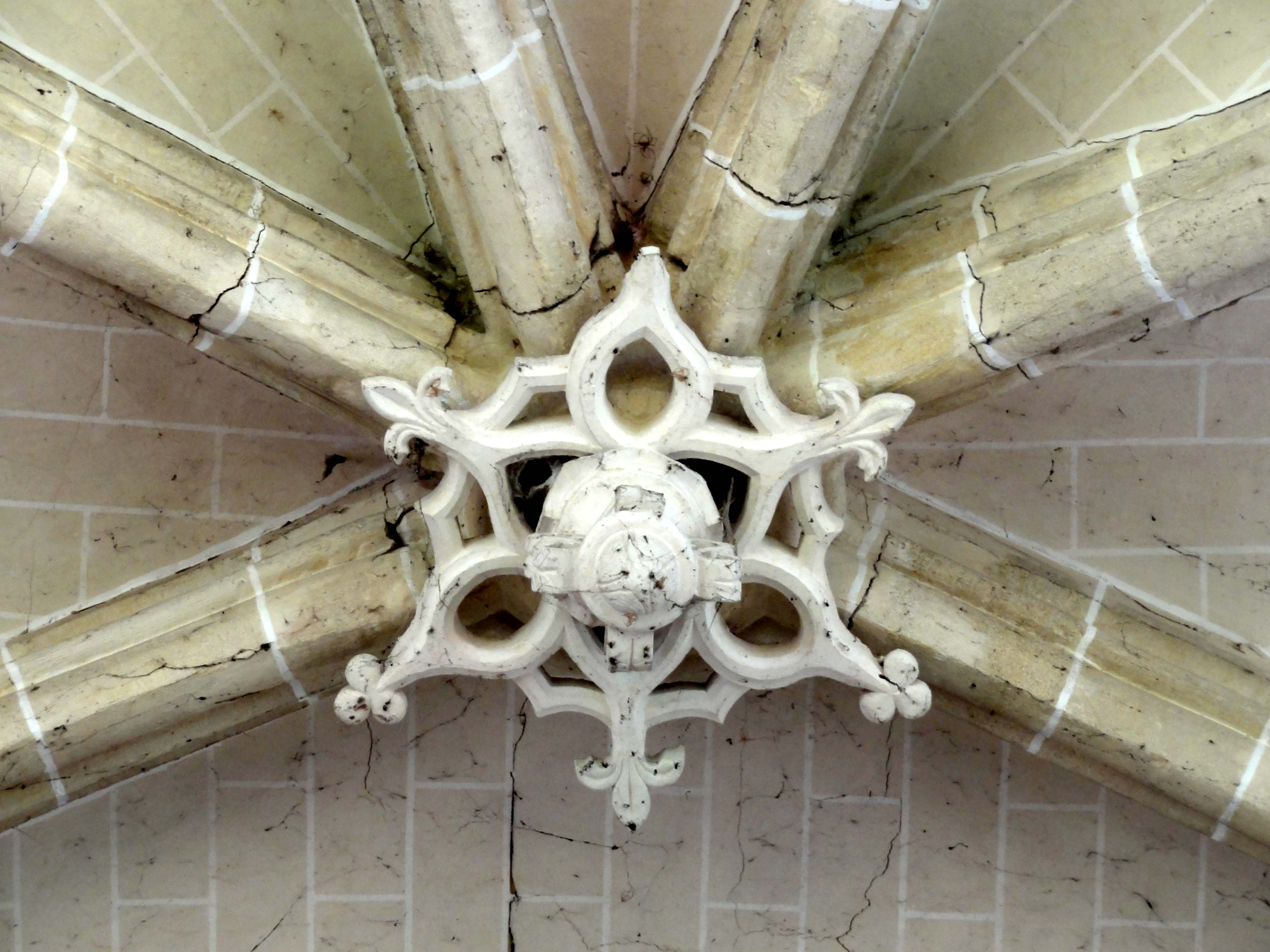
Clé de voûte.

### Extérieur

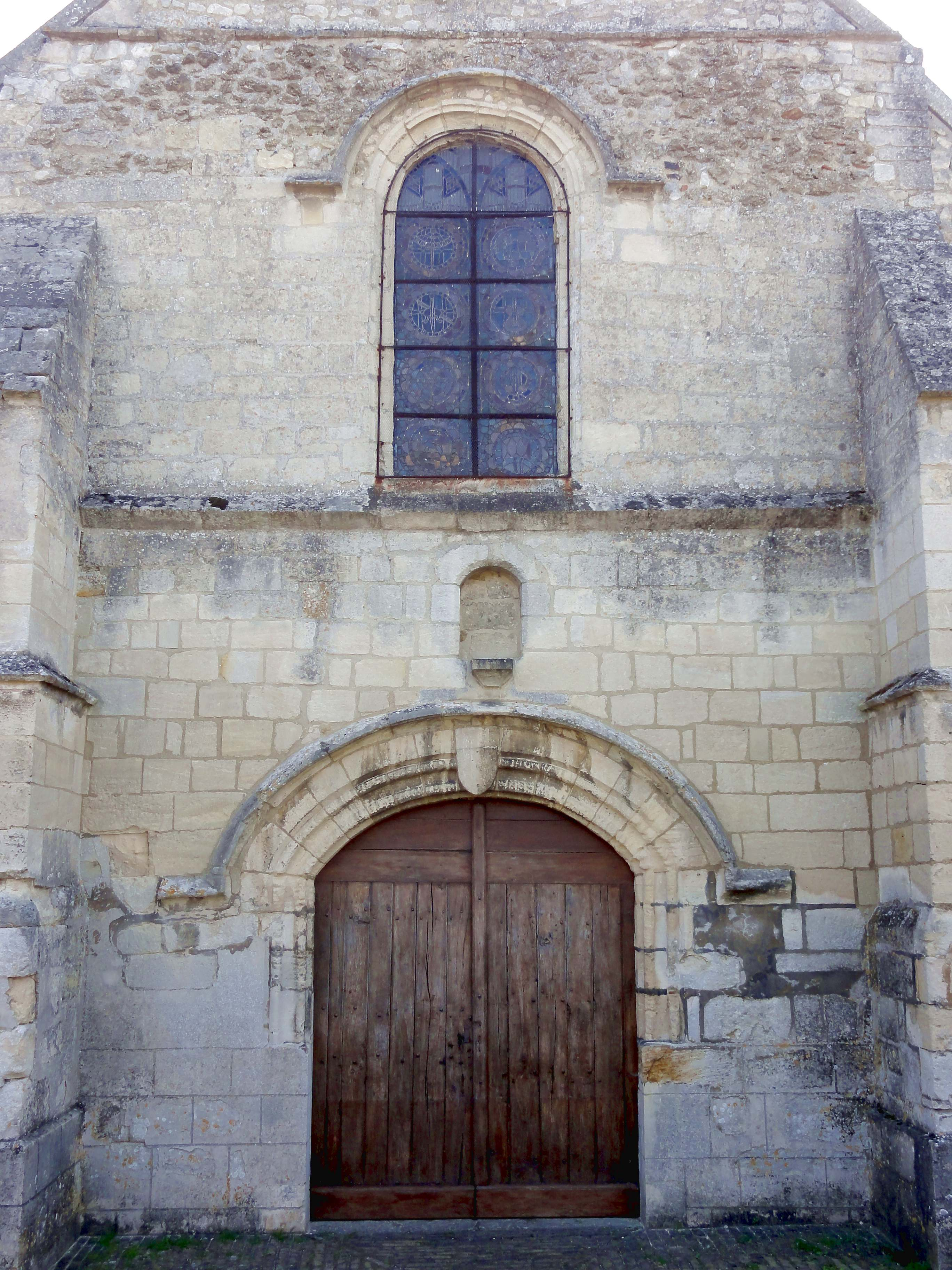
Façade occidentale.

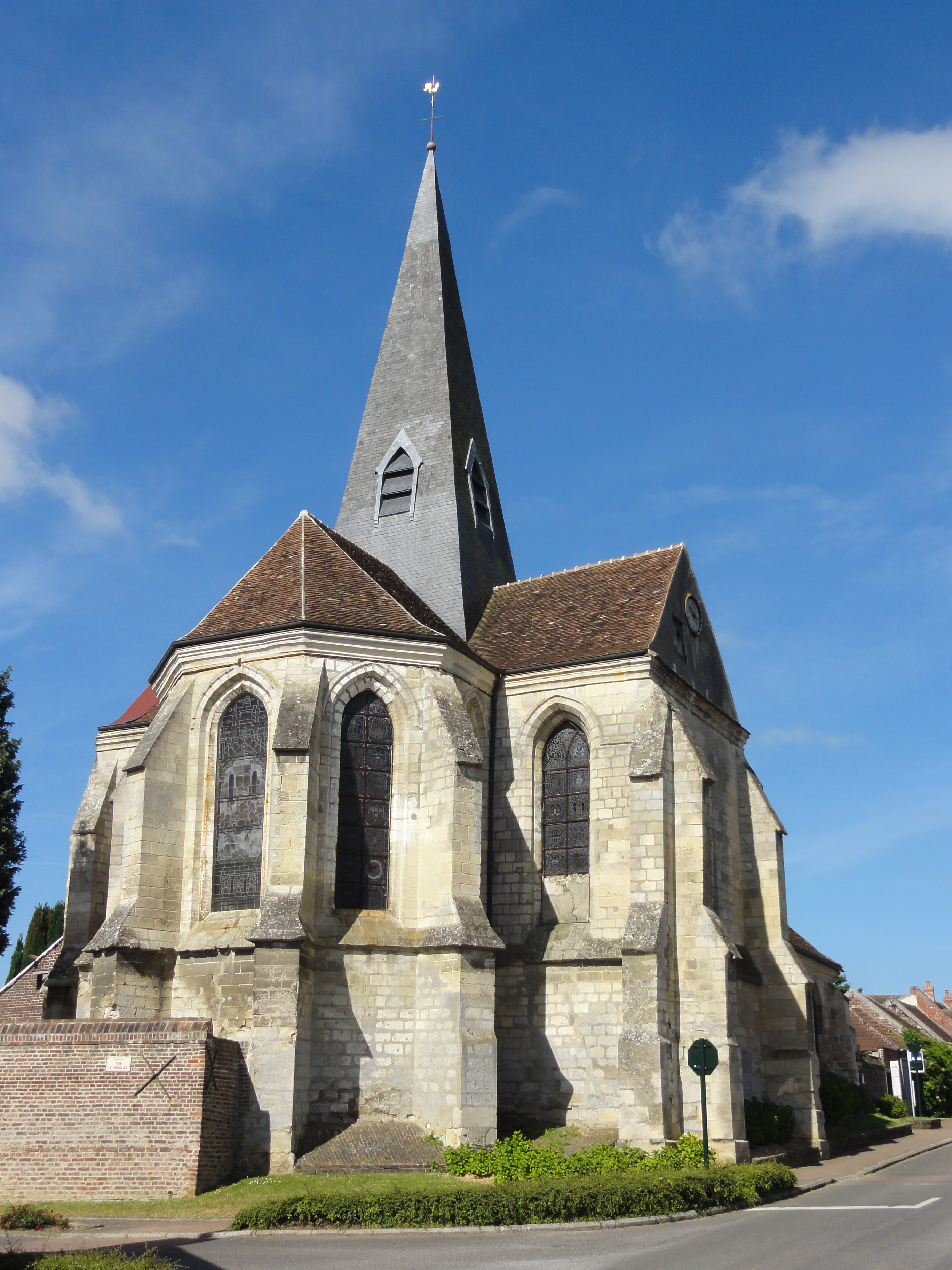
Vue depuis le nord-est.

La façade occidentale est subdivisée en trois segments par les deux contreforts occidentaux de la nef. La partie centrale est scandée par un bandeau biseauté à l'appui de la fenêtre haute, et par un bandeau analogue, mais plus mince, à la naissance du pignon. Le portail, assez large, est en anse de panier. L'archivolte et les piédroits sont moulurés de deux baguettes, sauf sur les quatre premières assises. Un écusson effacé occupe la clé d'arc. Ces éléments évoquent vaguement le style flamboyant tardif, quand les profils perdent leur acuité, mais peuvent bien dater de la réfection en 1762. L'archivolte est surmontée d'un bandeau mouluré en forme de sourcil, qui se poursuit sur une courte section au niveau des impostes. Un bandeau semblable décore la fenêtre haute, qui est du reste entourée de moulures prismatiques. Elle a donc été refaite à la période flamboyante, tout en conservant son arc en plein cintre de la fin du XIIe siècle. Ce n'est que bien après la consécration en 1522 que l'arc en plein cintre revient à la mode, à la Renaissance, vers la fin des années 1540. Au-dessus du bandeau, le mur est appareillé en petits moellons ; tout le reste est en pierre de taille. Les contreforts n'atteignent pas le pignon. Ils s'amortissent par un glacis formant larmier, et se retraitent par un fruit au niveau des impostes du portail. Ces éléments correspondent bien à la fin du XIIe siècle. En revanche, le larmier présent sur les trois faces, au niveau du sommet du portail, est plus propre au style flamboyant. Reste à mentionner une petite niche en plein cintre au-dessus du portail, aujourd'hui vide. Pour venir aux bas-côtés de la nef, ils n'appellent que peu de remarques. Les contreforts, assez peu saillants, se retraitent une fois par un fruit et s'achèvent par un glacis formant larmier, et devraient subsister d'origine. Les contreforts à l'intersection de la première et de la seconde travée ont été supprimés, sans doute en raison de leur mauvais état, lors de la démolition des voûtes vétustes, après l'arrivée de l'abbé Deligny. Les fenêtres ne sont pas décorées. La partie haute des murs est en moellons, et le couronnement est formée par une corniche moderne.
Les parties orientales sont soigneusement appareillées en pierre de taille, sans traces apparentes de reprises, à l'exception des pignons du transept : celui du nord est enduit, et celui du sud est en briques, comme la sacristie. Les murs se terminent par une importante corniche moulurée, que l'on peut voir en profil au sud, au-dessus du contrefort oriental. Elle évoque Montagny-Sainte-Félicité et Versigny, églises entièrement flamboyantes. À l'angle sud-ouest, le croisillon sud est flanqué d'une tourelle d'escalier ronde, éclairée seulement par quelques trous carrés au niveau de la corniche, et coiffé d'une petite flèche conique en pierre. Ailleurs, les angles des croisillons sont épaulés par deux contreforts orthogonaux fortement saillants, qui s'amortissent par les mêmes glacis formant larmier que les deux contreforts occidentaux de la nef, et se retraitent par des glacis analogues au niveau de la limite des allèges, ainsi que par un fruit à mi-hauteur des allèges. Cette retraite concerne aussi les murs d'extrémité des croisillons, mais pas les murs latéraux, à l'est et à l'ouest. En plus, les murs des parties orientales se retraitent par un glacis formant larmier à la limite des allèges. Ce glacis ne forme qu'un avec le seuil des fenêtres, sauf au nord, où une assise le sépare de la fenêtre, et où il est plus prononcé. La fenêtre septentrionale n'est pas décorée, et le triplet ne l'est pas non plus. Rares sont les triplets ailleurs qu'au chevet ; la chapelle latérale sud du chœur d'Auger-Saint-Vincent en fournit un exemple. Les sept fenêtres à l'est des croisillons et autour de l'abside sont toutes identiques. Elles sont entourées d'un double ressaut chanfreiné, et surmontées d'un bandeau doublement biseauté en forme de sourcil, caractéristique de la première période gothique. Le profil des bandeaux visibles en façade est plus complexe. Les contreforts de l'abside s'achèvent, une fois de plus, par un long glacis formant larmier, comme aux croisillons et en façade, mais les retraites au niveau de la limite des allèges s'accompagnent de larmiers présents sur les faces latérales des contreforts, en continuité avec les larmiers en dessous des fenêtres. Cette disposition n'apparaît qu'à la période rayonnante, et est encore appliquée à la période flamboyante ; à moins que l'abside ne soit plus jeune qu'il apparaît à l'intérieur, elle devrait seulement dater du début du XVIe siècle.

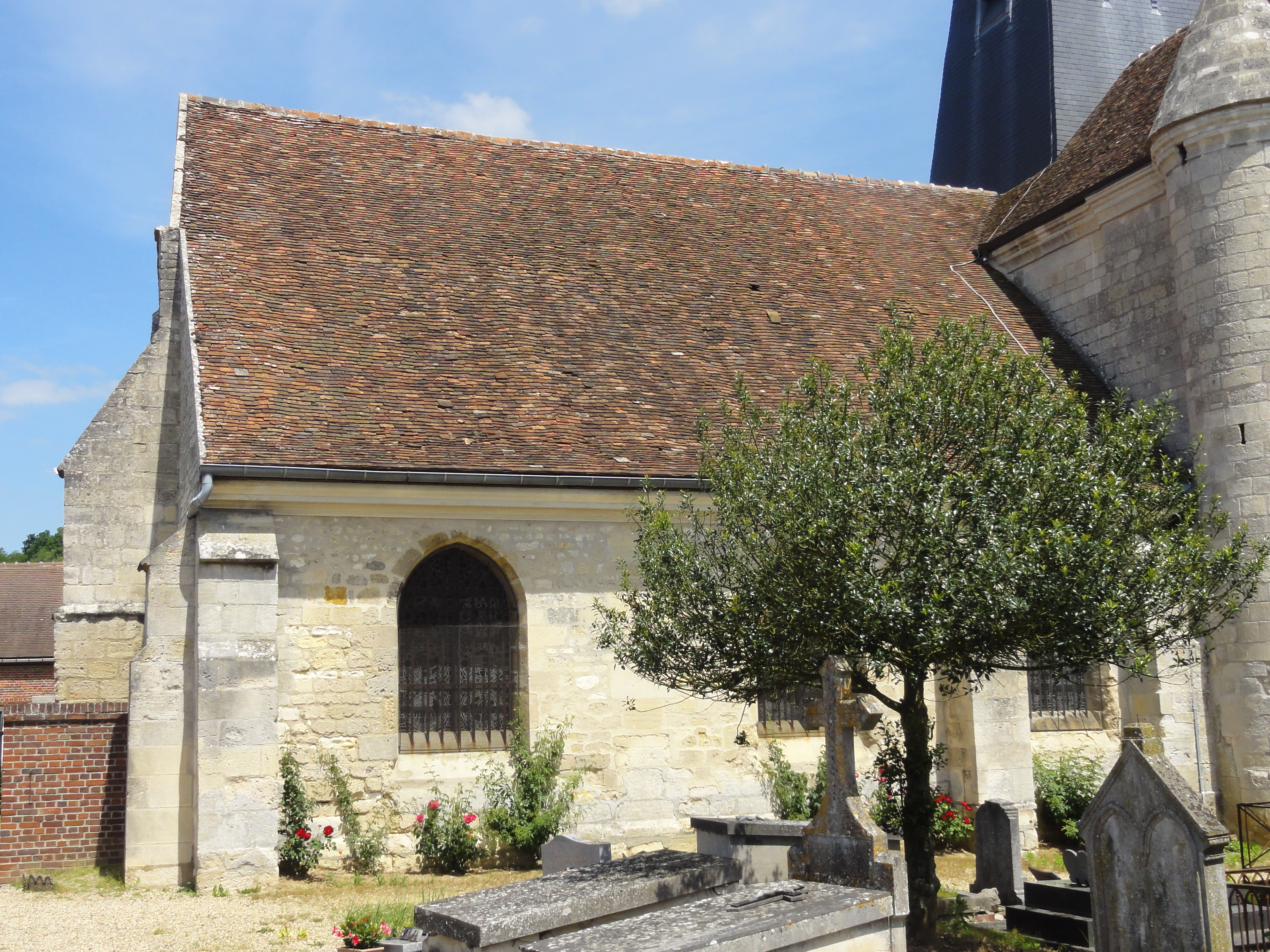
Nef, côté sud.
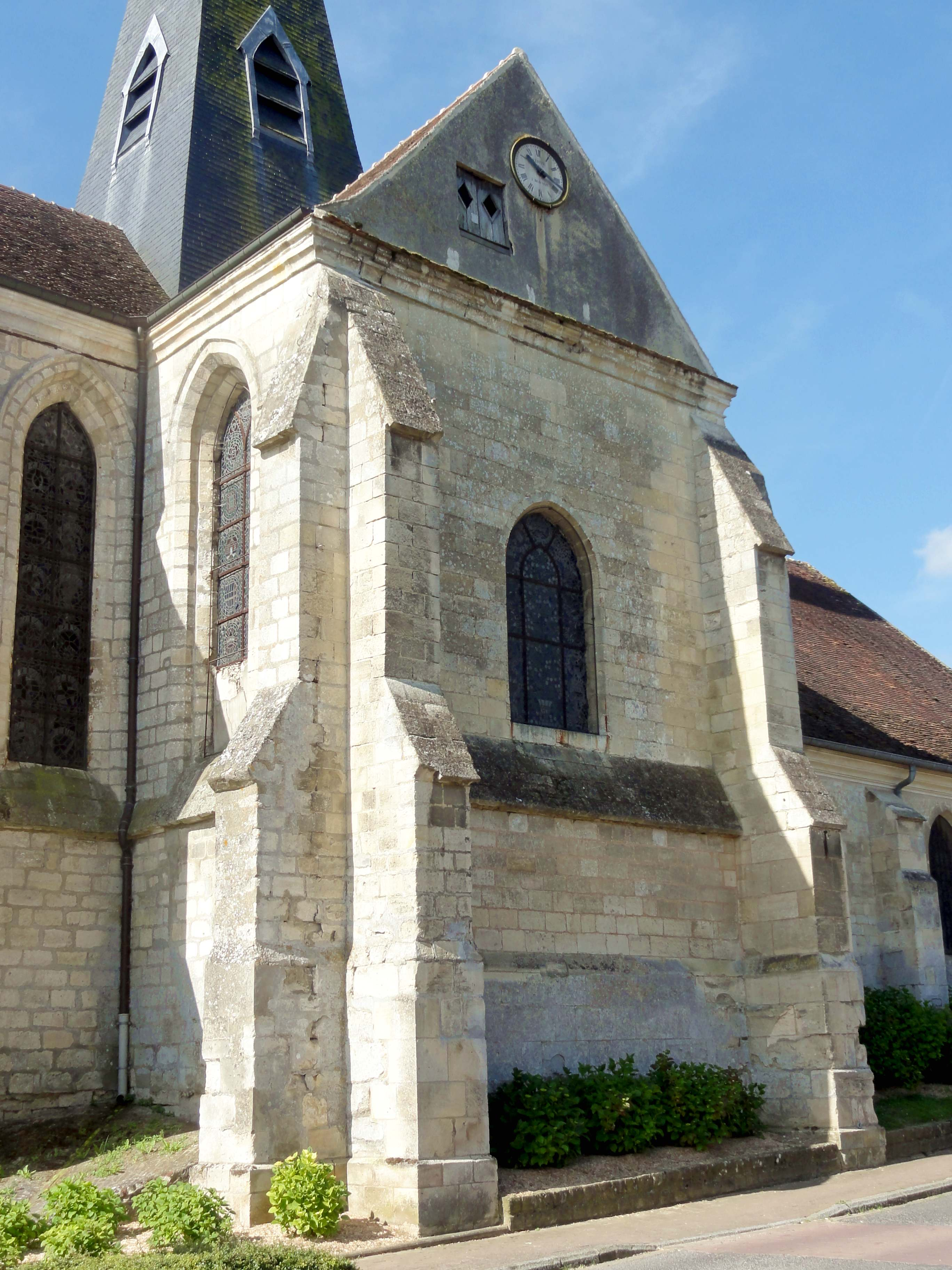
Croisillon nord.
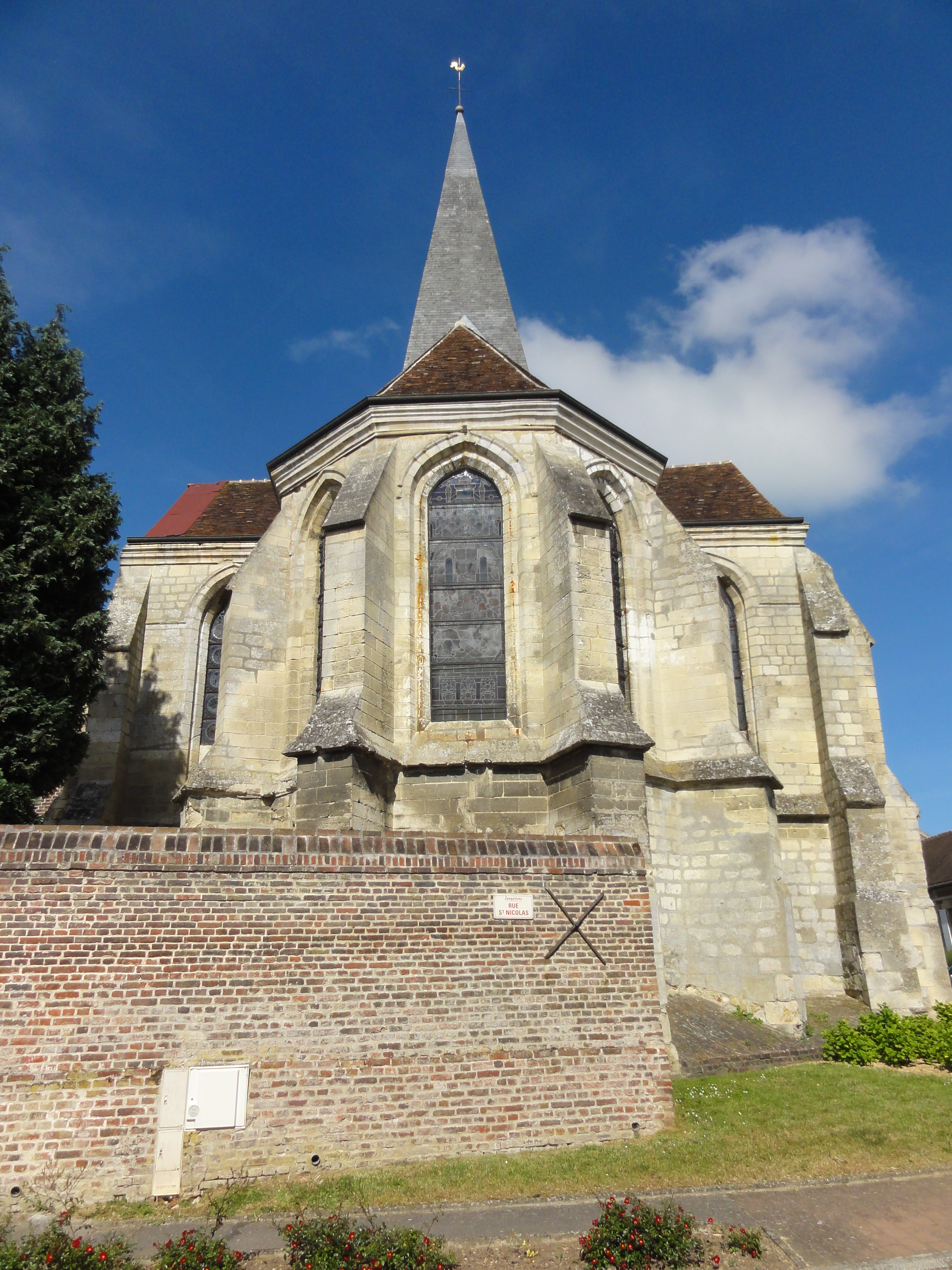
Vue depuis l'est.
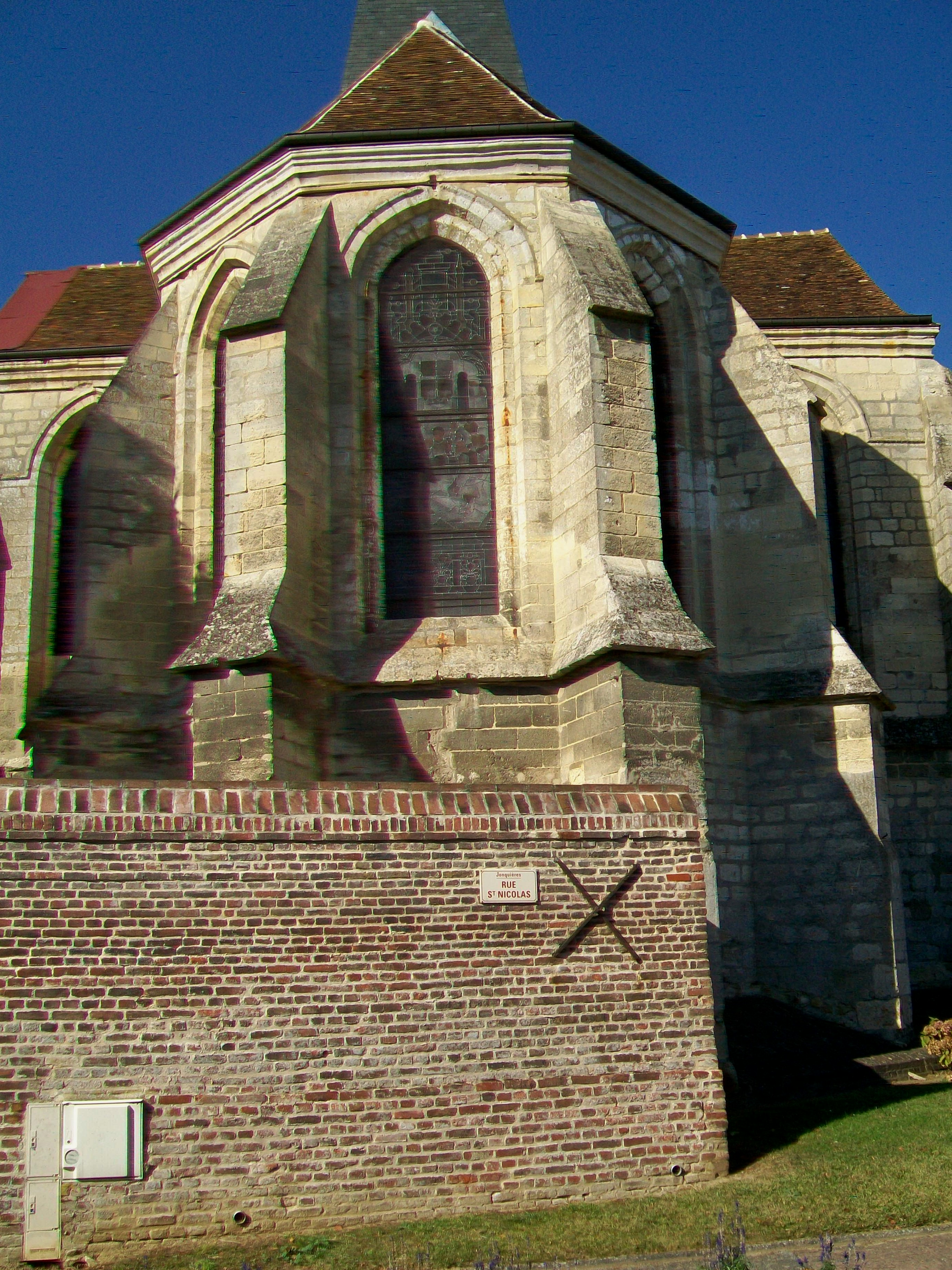
Chevet, vue rapprochée.
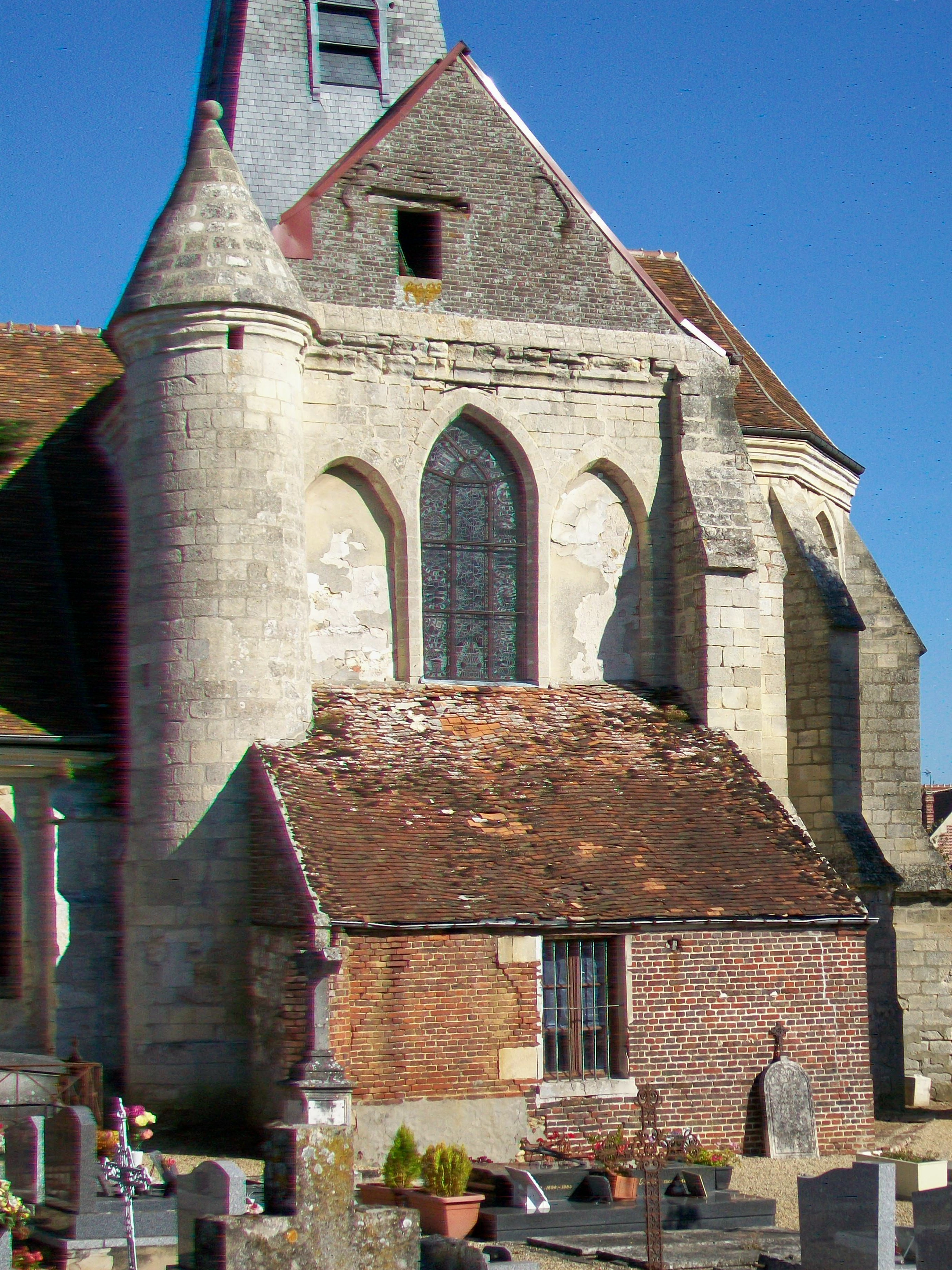
Croisillon sud.
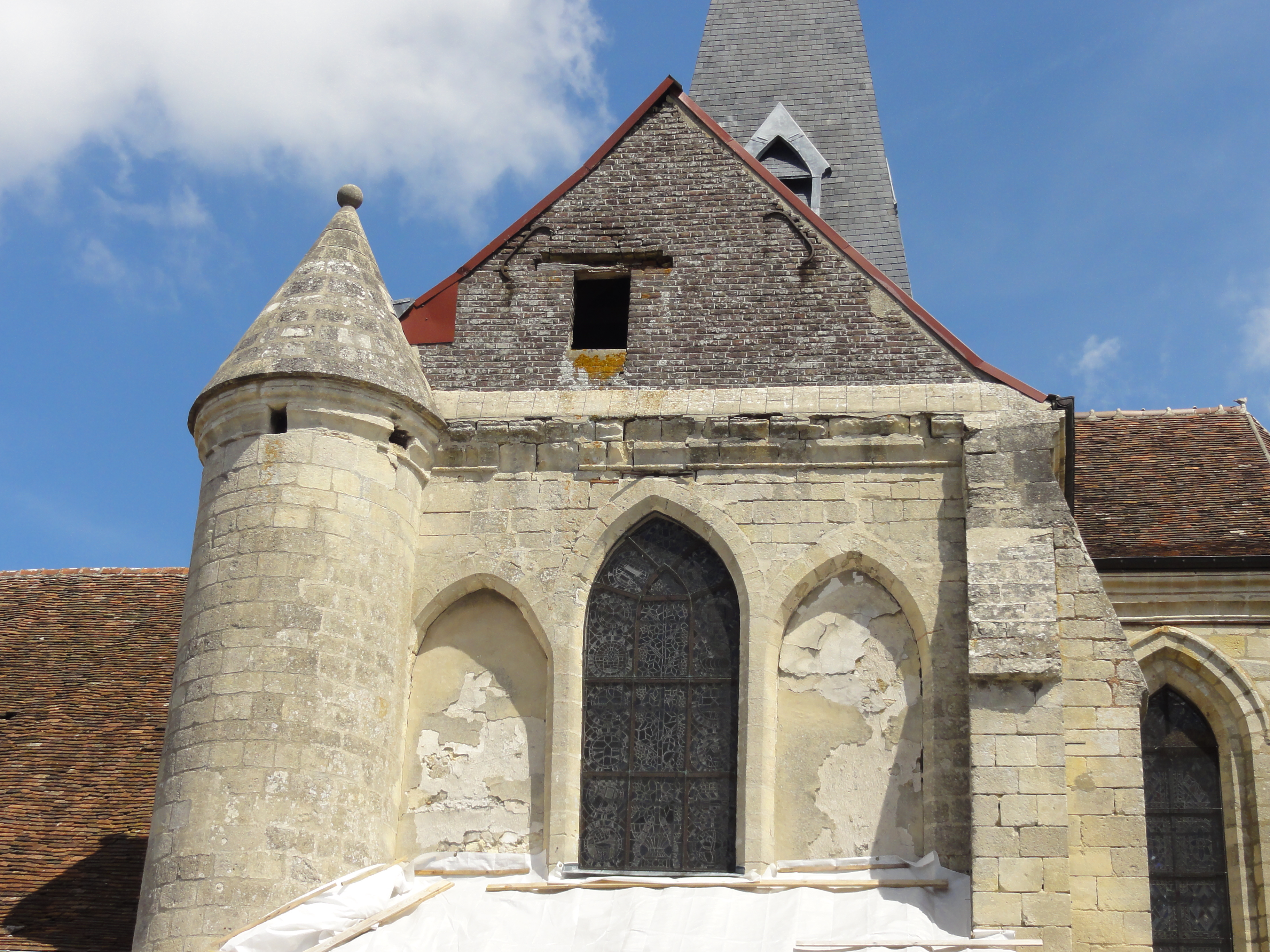
Croisillon sud, parties hautes.

## Mobilier

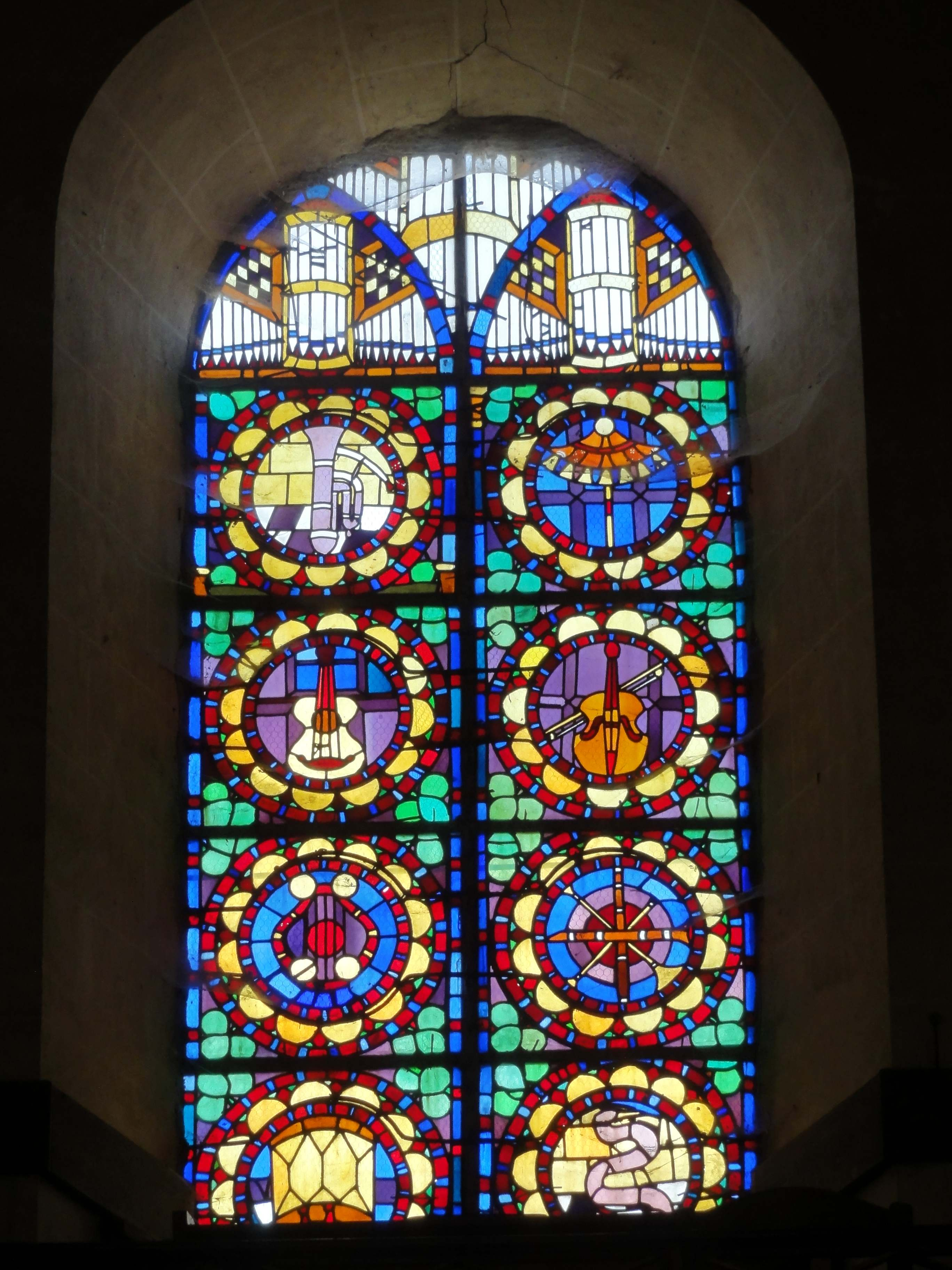
Verrière occidentale.

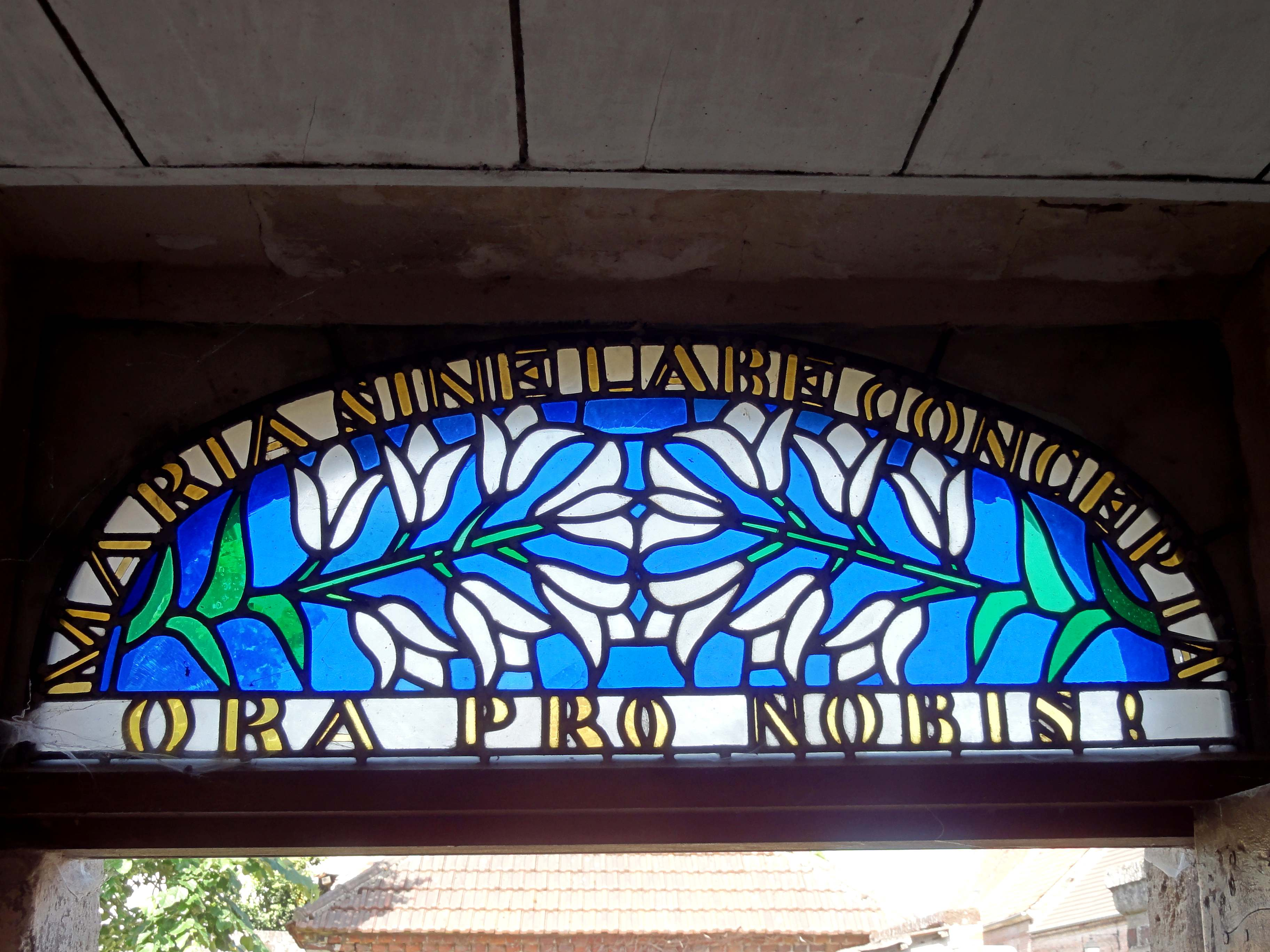
Vitrail de l'Immaculée Conception.

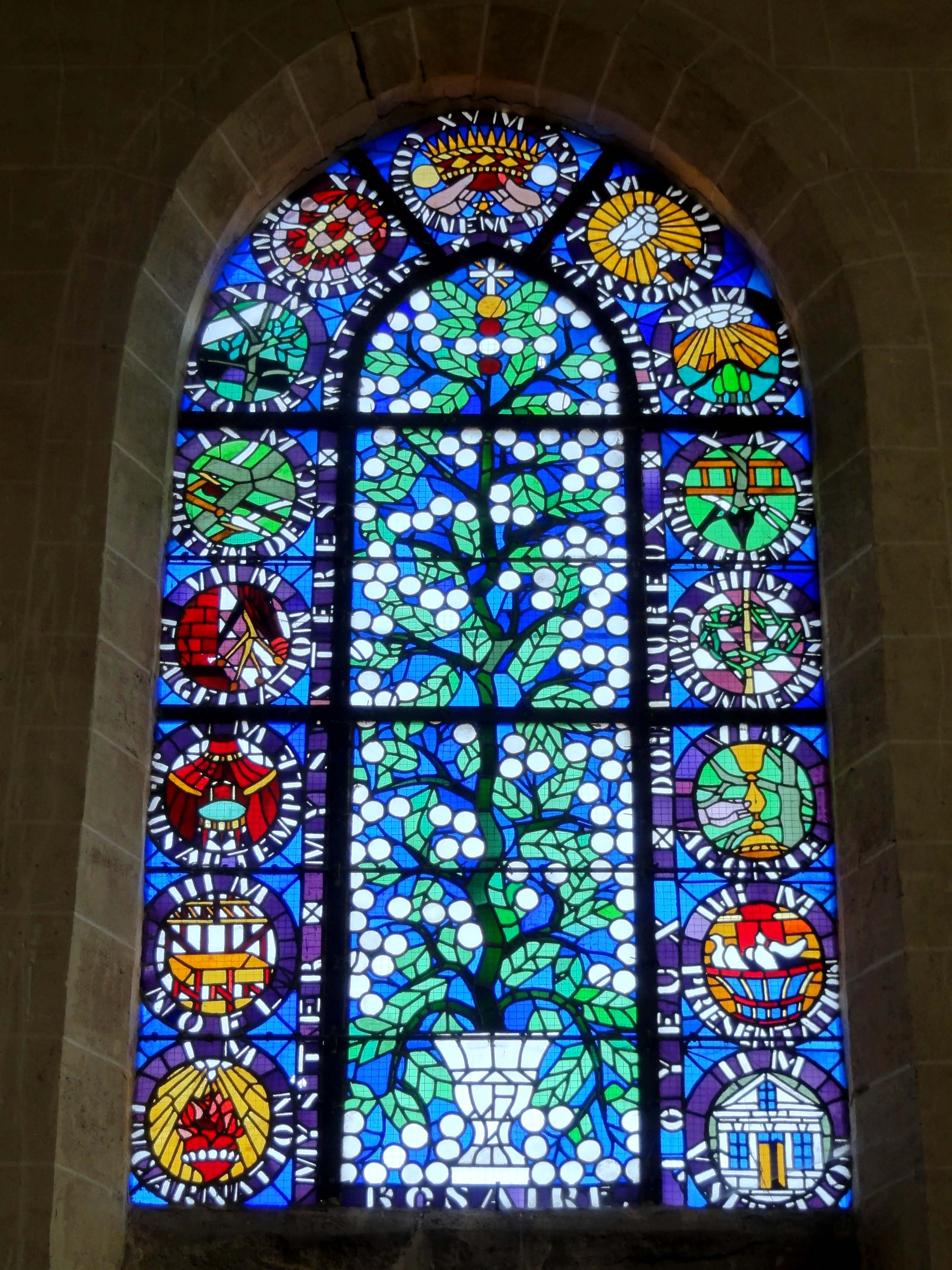
Vitrail du Rosaire (croisillon nord).

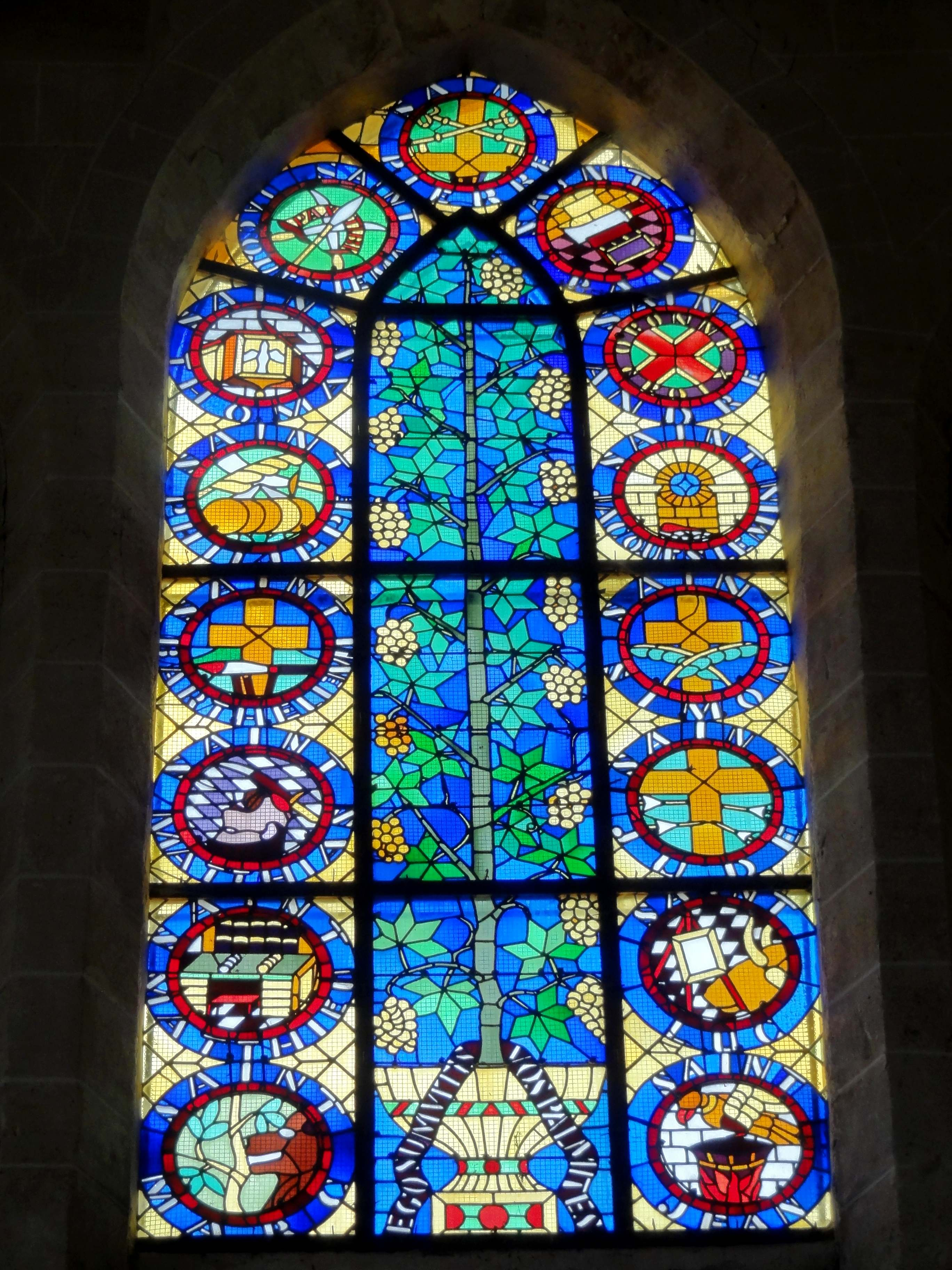
Vitrail des Apôtres (croisillon sud).

### Les vitraux de l'abbé Deligny

#### Présentation
Les vitraux de l'abbé Deligny ont été réalisés entre 1849 et 1859, et occupent seize fenêtres : une dans la nef, sept dans les bas-côtés, quatre dans le transept et quatre (initialement cinq) dans l'abside. Le curé ne sachant pas bien dessiner, il a choisi de représenter les différents sujets essentiellement par des symboles : il va ainsi à l'encontre des verrières hagiographiques du courant néogothique, et des verrières mettant en scène des épisodes de la Bible et des apocryphes bibliques devant des décors paysagers et architecturés, qui dominent dans le courant néorenaissance. Il opte pour de petits médaillons ronds entourés de quelques motifs ornementaux simples, qui, par l'unicité des coloris retenues, donne la cohérence à chacune des verrières, et par la simplicité des formes, guident l'attention du spectateur vers les médaillons, qu'ils permettent d'espacer et mettre en exergue. Cette façon de concevoir les verrières se rapproche beaucoup de l'un des deux concepts en vigueur du XIIIe siècle (l'autre étant la représentation en grand format d'effigies de saints), appliqué généralement aux verrières proches du spectateur, et magnifiquement illustré par la Sainte-Chapelle. La peinture sur verre, de faible importance pour ce type de vitraux dont le dessin est obtenu par l'assemblage de fragments et la résille de plomb, s'efface complètement. Le registre chromatique de nombreuses œuvres de Deligny, avec un dominant bleu, rouge et vert, n'est pas non plus très éloigné des modèles du XIIIe siècle, que l'abbé connaissait bien entendu, l'histoire de l'art étant enseigné au Grand séminaire de Beauvais.
Les coloris des verrières de l'abside, les premières réalisées dès 1849, sont plus insolites : deux sont à dominante vert et orange, et deux à dominante bleu, violet et orange. Toujours, les couleurs sont éclatantes. Le contraste avec les teintes maronnâtres du vitrail de Louis Koch, qui est pourtant l'un des principaux maîtres de la région à l'époque, est saisissant. Hormis pour les couleurs, l'originalité des vitraux de l'abbé Deligny réside donc surtout dans l'iconographie, qui n'invente rien, mais est très éloignée des conventions pour le vitrail qui règnent au milieu du XIXe siècle. Les qualités de luminosité sont remarquables, mais sont moins le mérite de l'auteur, que le fait des caractéristiques des matériaux employés. Ce sont les deux vitraux aux extrémités nord et sud du transept, les plus grands, qui rompent vraiment avec tout ce qui existe avant. Ici, l'envergure des baies laisse assez de place à trois ou quatre colonnes de médaillons, mais l'artiste a pris le parti de ne pas couvrir les surfaces intégrales de médaillons, et de représenter un rosier au nord, et un plant de vigne portant des grappes de raisin au sud. Ces deux vitraux, dédiés au Rosaire et aux Apôtres, sont considérés comme les chefs-d'œuvre de l'abbé Déligny, et préfigurent l'Art Nouveau avec cinquante ans d'avance. Saint-Nicolas de Jonquières est l'église qui rassemble le plus grand nombre de vitraux Deligny, les autres étant Canly (trois), Remy (environ neuf, dont certains fortement restaurés) et Bouillancy.

#### Vitraux des bas-côtés et de la nef
Le vitrail occidental de la nef, au-dessus de la tribune, n'est pas daté. Il est dédié aux instruments de musique généralement utilisés lors des offices religieux au XIXe siècle. L'on voit un orgue au sommet. Les huit médaillons représentent, du haut vers le bas et de gauche à droite : un trombone, un chapeau chinois, une guitare, un violon, lyre, des trompettes entrecroisés, un tambour (à l'envers), et un serpent.
Le vitrail occidental du bas-côté sud concerne la petite baie au-dessus du portail, et a été réalisé en 1856. Dédié à l'Immaculée Conception, il représente des fleurs de lys comme symboles de la pureté au centre, entourées d'une inscription en latin qui se traduit par « Ô Marie conçue sans péché, prie pour nous [qui avons recours à toi] ». Ce petit vitrail a été restauré en 2011.
Les six vitraux des bas-côtés sont tous consacrés à l'Ancien Testament. Chacun des trois registres comportent deux médaillons. Les sommets de deux lancettes sont symbolisés, puisque les fenêtres sont dépourvues de remplage, par des cordons en bleu et orange, qui inscrivent des triangles entourés de rayons de lumière, allégories de la Sainte Trinité. Entre les deux lancettes, s'insère une rose, largement identique sur chacune des dites verrières. Les médaillons sont entourés d'une bordure blanche comportant une brève inscription qui donne la clé de lecture aux symboles figurés au milieu. Pour se tenir à l'ordre du récit, il convient de regarder en premier lieu la verrière de la troisième travée du bas-côté sud, qui évoque le livre de la Genèse : « création du monde, péché d'Adam, arche de Noé, fin du Déluge, tour de Babel, sacrifice d'Abraham ». La suite se trouve sur la verrière de la seconde travée, toujours consacrée principalement à la Genèse : « ruine de Sodome, échelle de Jacob, Joseph vendu, la coupe retrouvée » [dans le sac de Benjamin]. L'on passe au livre de l'Exode pour les deux derniers médaillons de cette verrière, avec « esclavage en Égypte » et « berceau de Moïse ». Sur la verrière de la première travée, l'on voit « la verge d'Aaron, la mer Rouge [qui se retire pour laisser passer les Hébreux], les Tables de la Loi, le Veau d'or, le serpent d'airain, le Tabernacle ». L'on quitte le Pentateuque et continue par la première travée du bas-côté nord : « eau du rocher, fruit de la Terre Promise, David tue Goliath, psaume de David, main de Nathan, Temple de Salomon ». Dans la seconde travée du nord, suivent quatre médaillons faisant référence aux livres des Rois : « Jugement de Salomon, sacrifice d'Élie, la vigne de Naboth, trône de Joas ». Suivent « mort d'Isaïe, potence d'Aman ». Le dernier vitrail du bas-côté nord fait référence à de divers récits de l'Ancien Testament : « martyr des Maccabées, Esdras dit la Loi, race de David, tige de Jessé, saint Joseph [hors contexte], soleil de Justice [cf. Bible Segond 1910/Malachie 4,2] ».

Vitraux des bas-côtés
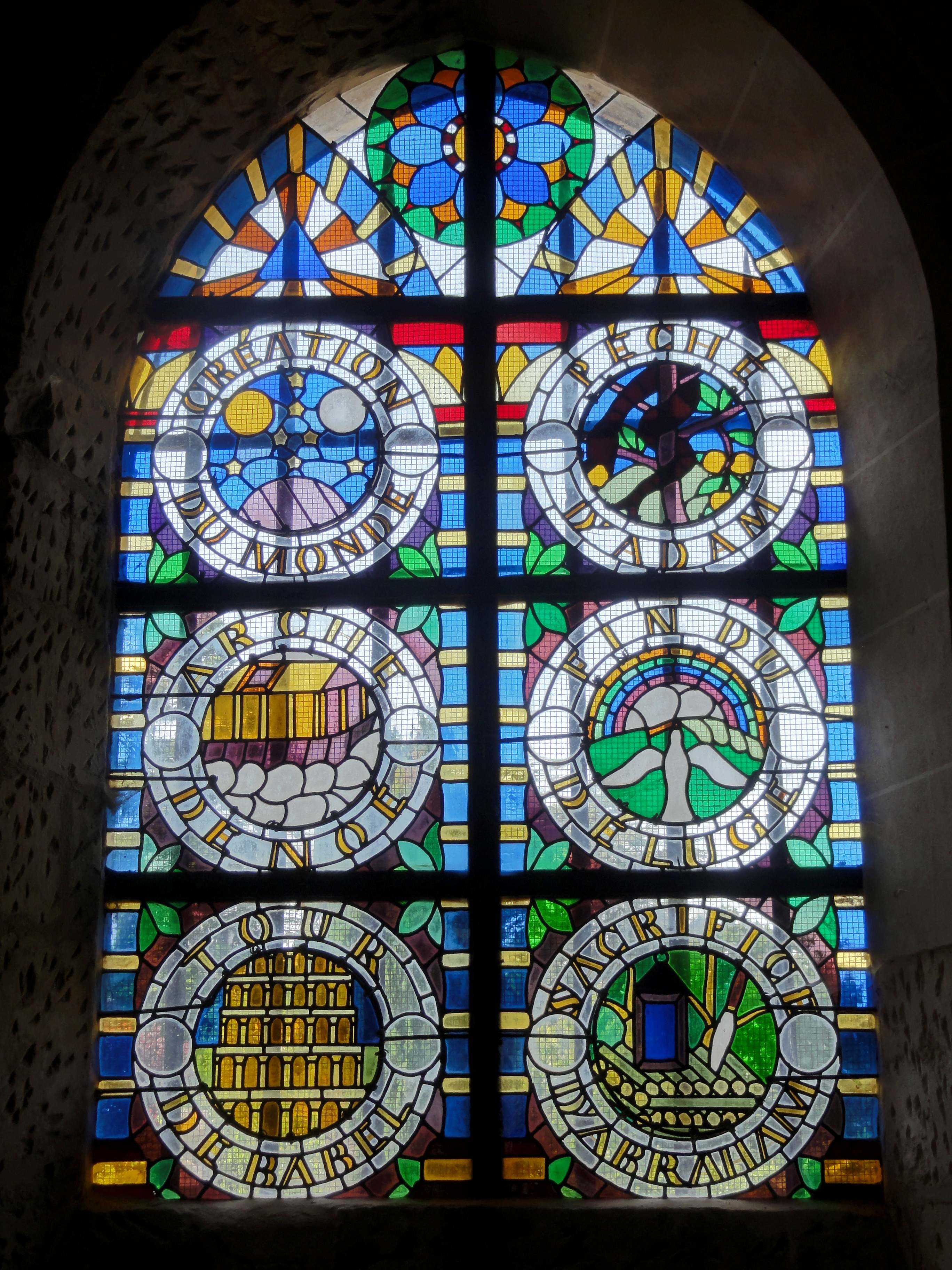
3e travée du sud.
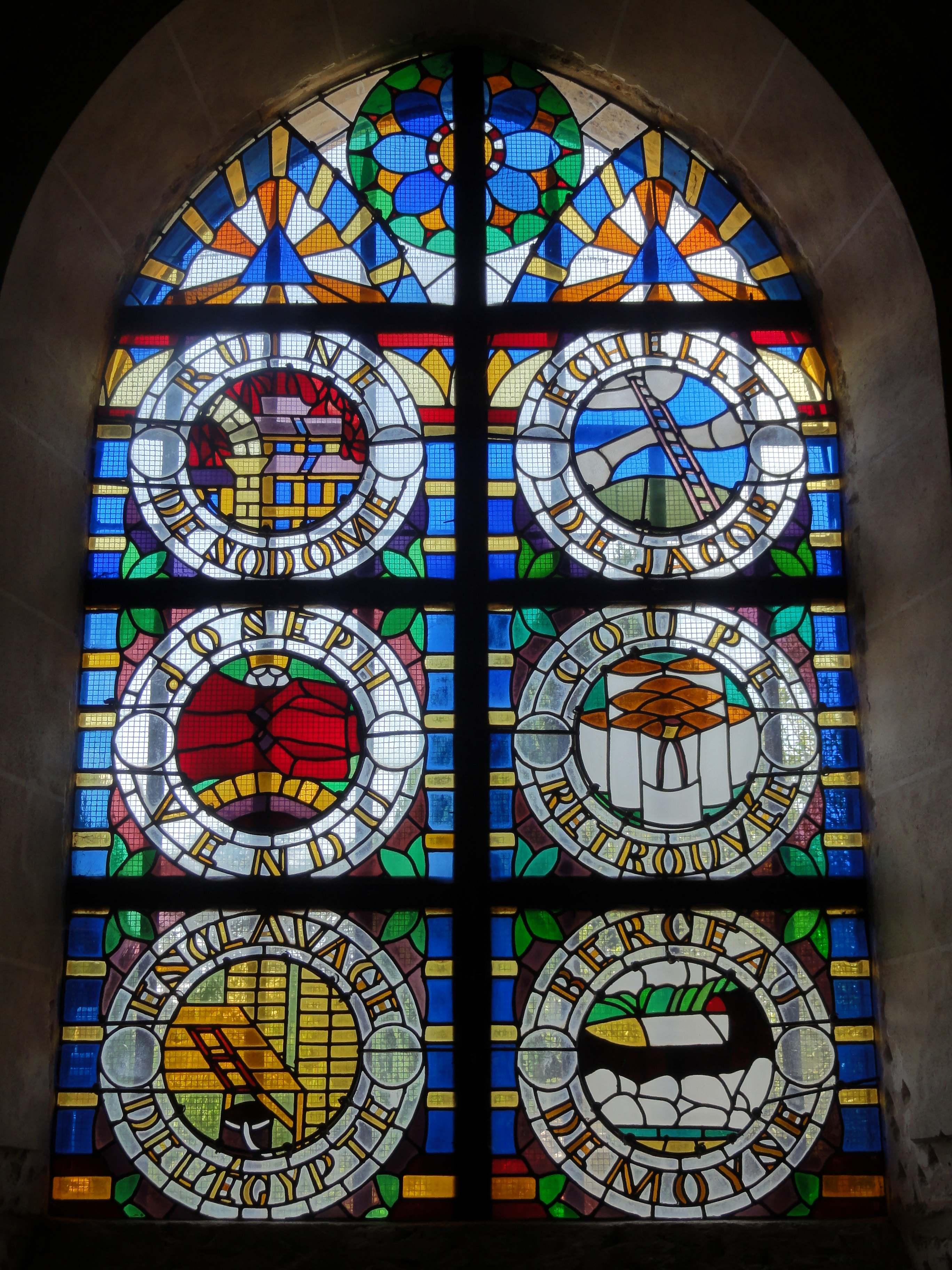
2e travée du sud.
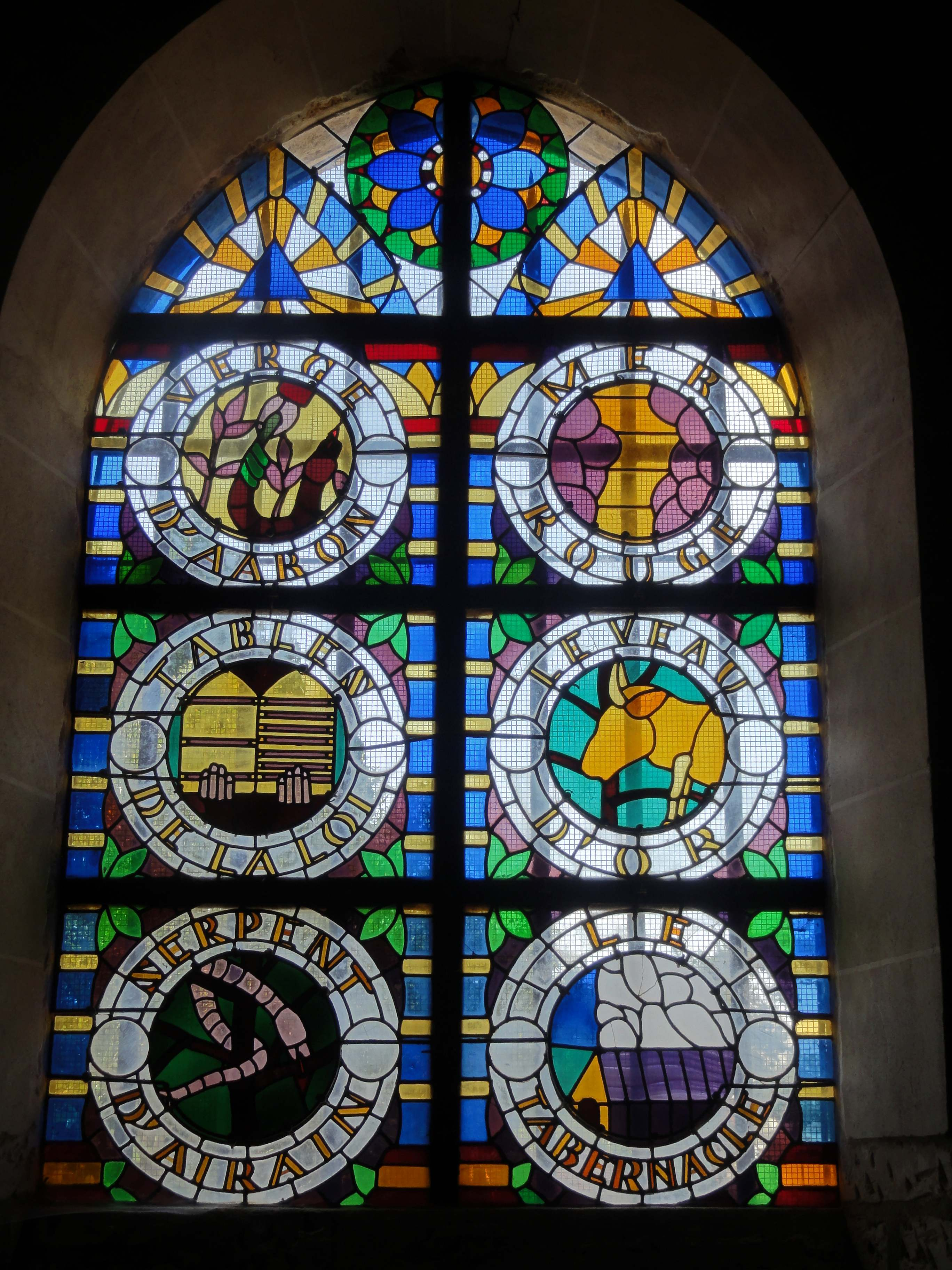
1re travée du sud.
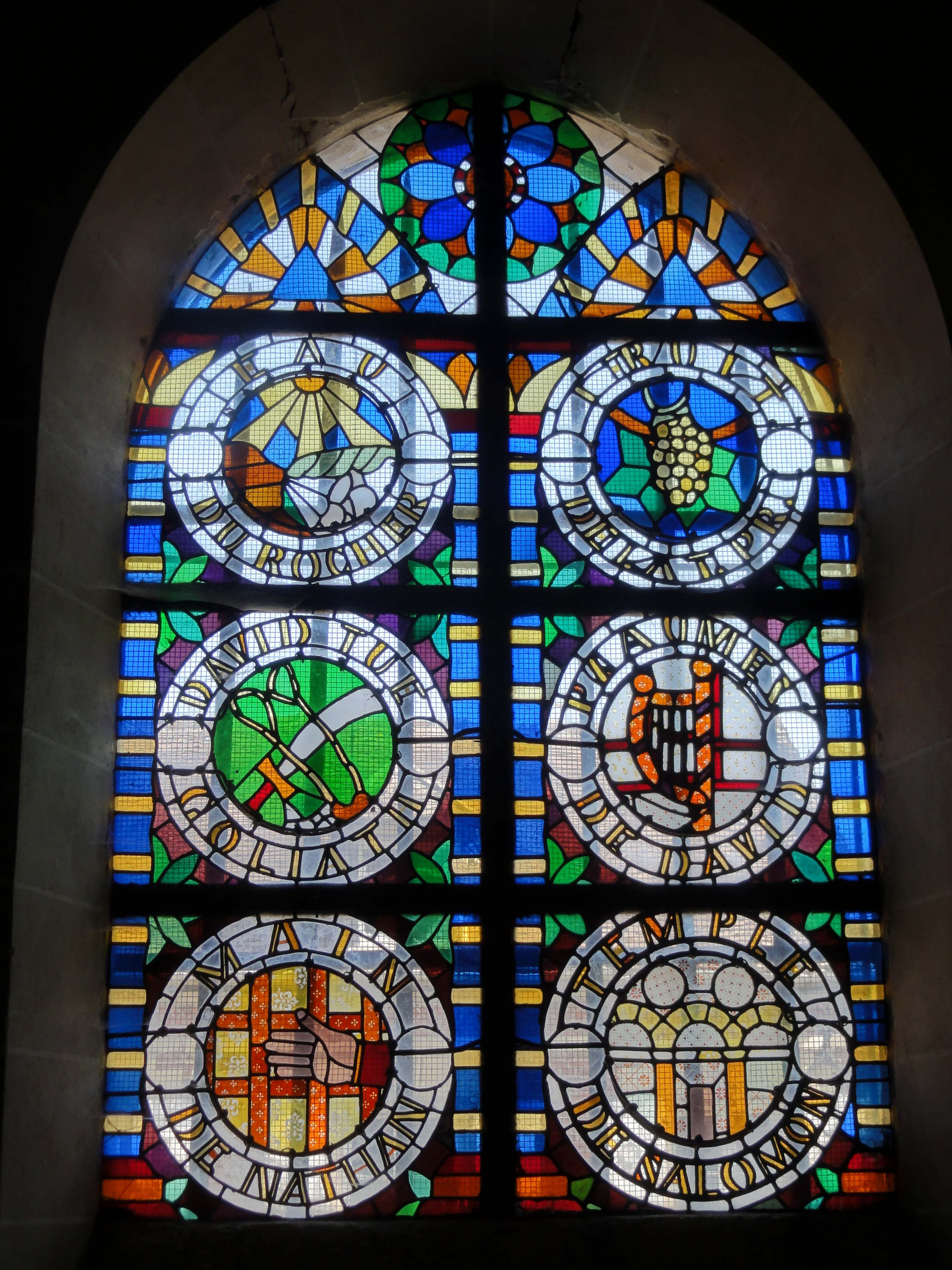
1re travée du nord.
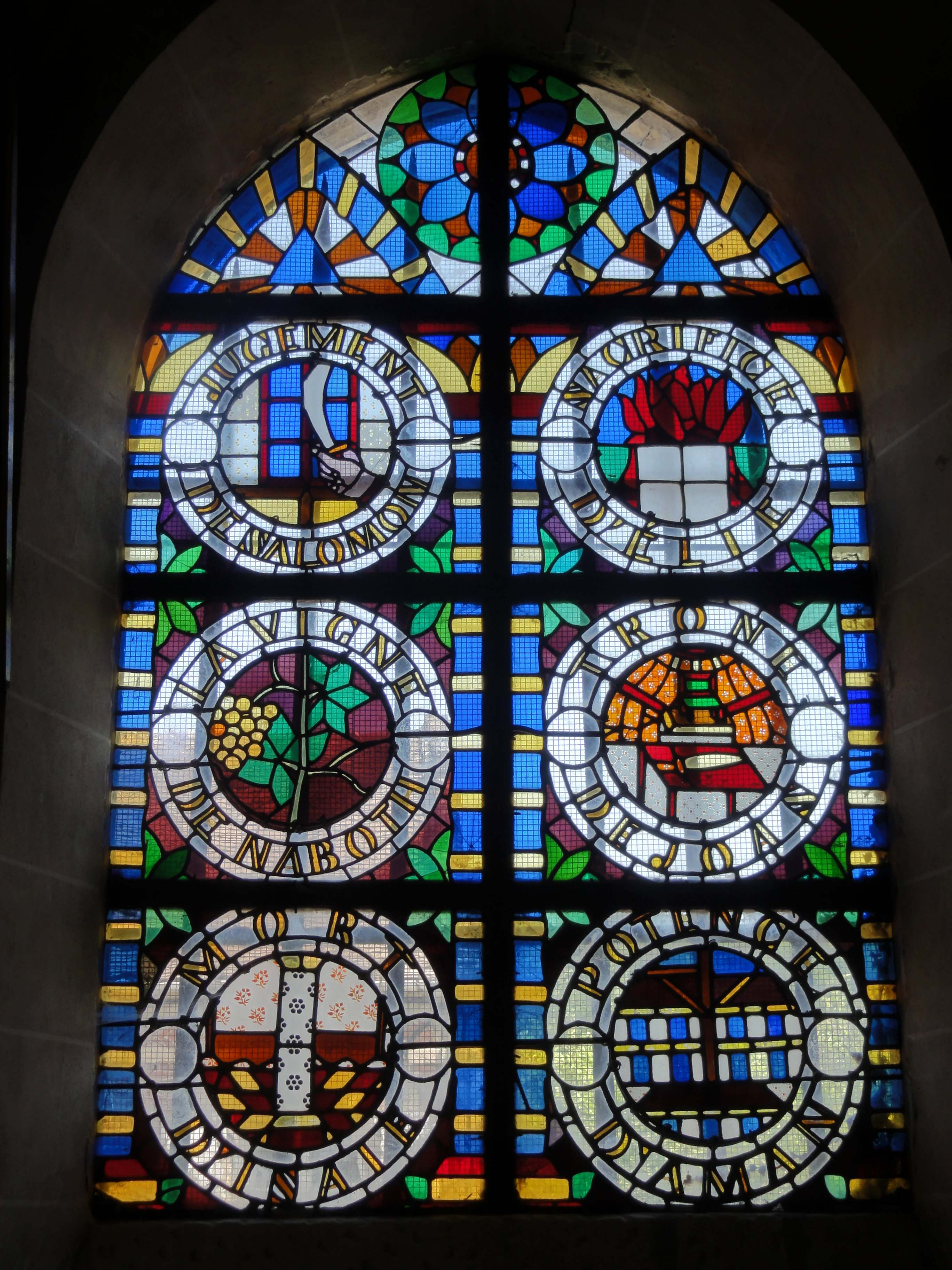
2e travée du nord.
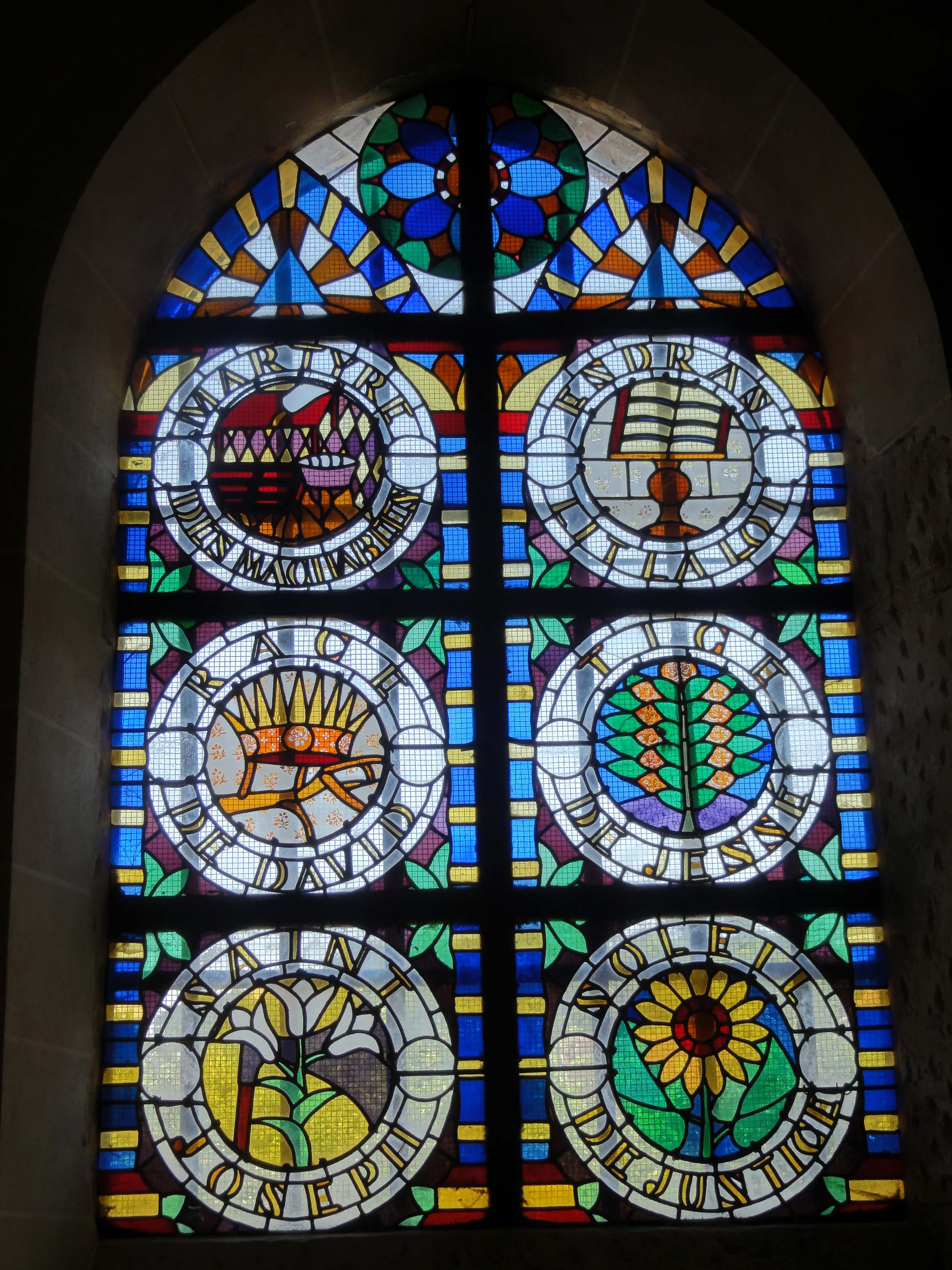
3e travée du nord.

#### Vitraux du transept

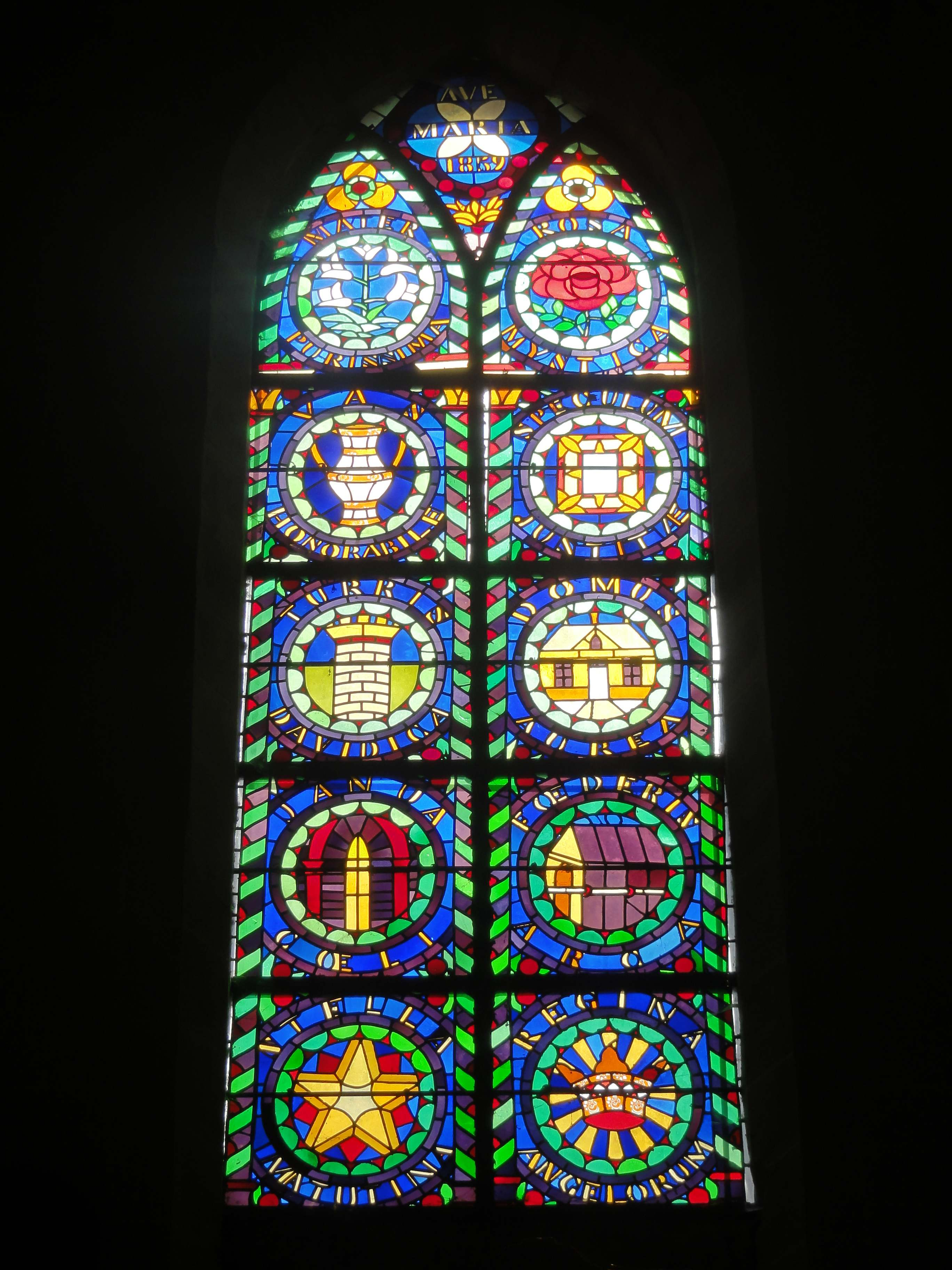
Croisillon nord - verrière orientale, litanies de la Vierge.

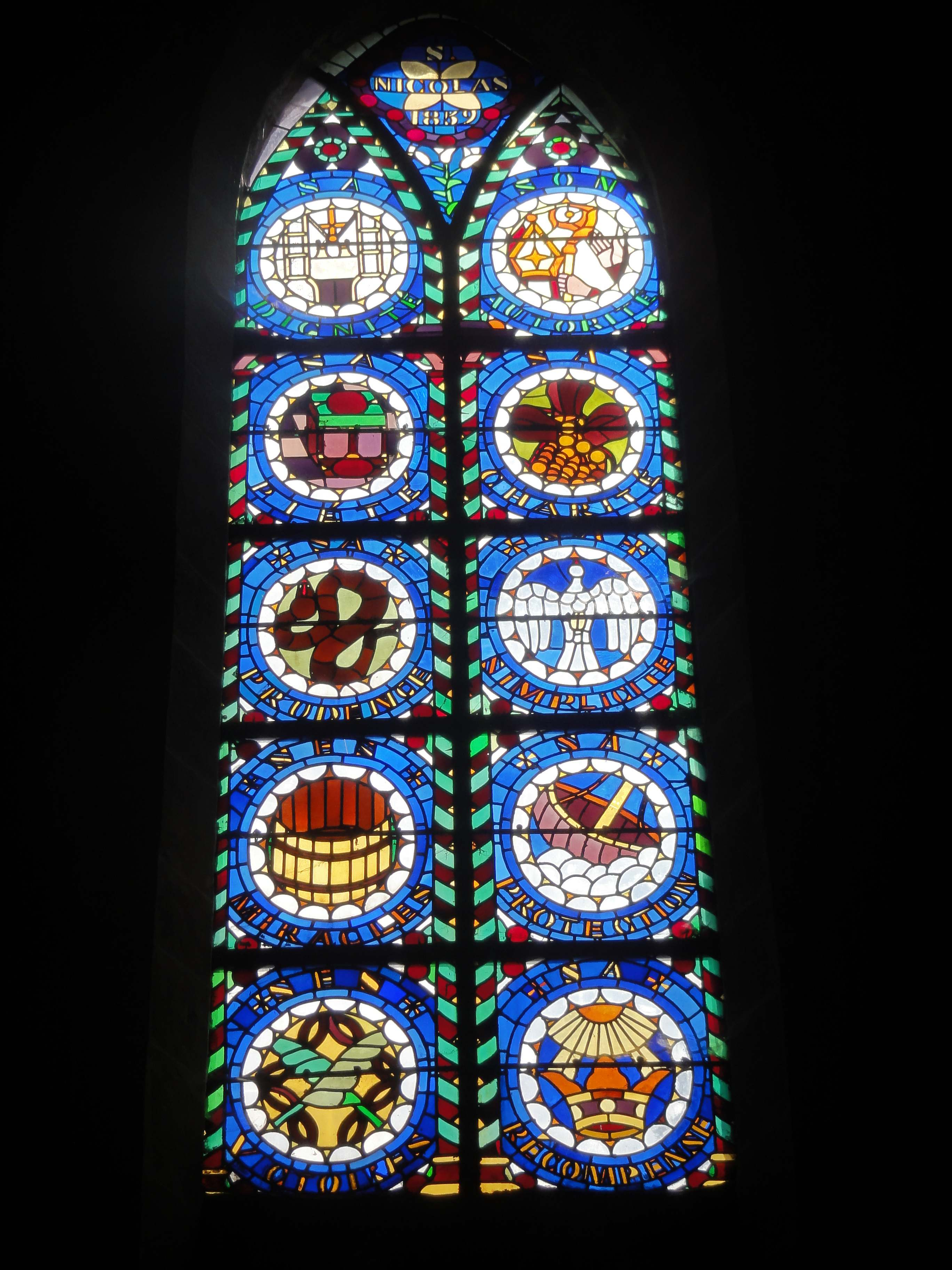
Croisillon sud - verrière orientale, saint Nicolas.

Les deux vitraux du croisillon nord, en même temps chapelle de la Vierge, sont dédiés à la Vierge Marie. La grande verrière au nord, déjà signalée, date de 1851, et est consacrée plus particulièrement au Rosaire, comme l'indique du reste une inscription en bas. Le rosier qui y est représenté de façon très stylisée est planté dans un vase, et ses fleurs sont symbolisés par des disques de verre blanc, ce qui rappelle des hosties étant donné le contexte d'une église. Le degré d'abstraction du dessin résulte de la technique d'assemblage et du renoncement total à la peinture sur verre, et le caractère novateur de l'œuvre est plutôt fortuit : l'on est face à un art naïf qu'a déployé un autodidacte qui n'a confectionné ses premiers vitraux que deux ans plus tôt. Ces circonstances ne réduisent point le mérite de l'œuvre. Le rosier n'est pas le seul sujet. Quinze médaillons sont disposés autour, numérotés en chiffres romains, suivis chaque fois par un M. La lecture commence en bas à gauche, et continue sur le même niveau, à droite ; puis l'on monte d'une ligne, etc. Les quatre premiers médaillons illustrent les mystères joyeux : l'Incarnation (une rose sur laquelle descend la colombe du Saint Esprit), la Visitation de la Vierge Marie (une maison), Noël (une crèche vide) et la Présentation de Jésus au Temple (une maison). L'absence des acteurs peut surprendre, notamment en ce qui concerne Noël et la Visitation. Le cinquième médaillon représente Jésus au Temple (cf. Bible Segond 1910/Évangile selon Luc 2,41-52), et ne se rattache pas aux mystères douloureux des cinq médaillons suivants, bien que sa position le suggère. Les mystères douloureux font référence à la Passion du Christ : l'agonie au jardin des Oliviers, la flagellation, le couronnement de Jésus par la couronne d'épines, le Portement de Croix, et la Crucifixion (crucifiement). Tout en haut, l'on trouve cinq mystères glorieux : Pâques, l'Ascension, la Pentecôte, l'Assomption de Marie et le Couronnement de la Vierge.
Le vitrail oriental de la chapelle de la Vierge est dédié aux litanies de la Vierge. « Ave Maria » et l'année 1859 sont inscrits au sommet. La mission et la dignité de Marie, ses qualités et ses vertus, sont exprimées par  « Mère très pure » . Sont nommés ensuite les titres symboliques par lesquels on célèbre ses louanges depuis le XVIe siècle au moins : « rose du mystère, vase admirable, miroir de justice, tour de David, maison d'or, porte du Ciel, arche d'Alliance, étoile du matin ». Enfin, la grandeur de la Vierge est célébrée par les titres de « reine des Anges ». Par manque de place, les autres titres ne peuvent pas y figurer. Le vitrail qui occupe l'emplacement analogue dans le croisillon sud date de la même année et est conçu dans le même esprit, tant sur le plan du dessin général, qui est le même (sauf pour le contenu des médaillons), que dans le fond, car les vertus et qualités de saint Nicolas y sont listées à la façon d'une litanie : « sa dignité, son autorité, sa piété, sa charité, sa prudence, sa simplicité, ses miracles, sa protection », ainsi que sur un autre registre sortant de cette logique, « ses victoires, sa récompense ». Pour venir à la grande verrière du croisillon nord, face à la verrière du Rosaire, elle est de six années plus tardive (1857), mais reprend le même ordonnancement, et figure également un arbre au centre, en l'occurrence un pied de vigne portant des grappes de raisin. La vigne représente Jésus, et les grappes le fruit de son passage sur terre, sa parole mise en œuvre par les Apôtres auxquels le vitrail est dédié : « Je suis la vraie vigne, et mon Père est le vigneron […]. Je suis la vigne, vous êtes les sarments » (cf. Bible Crampon 1923/Jean 15,1 et 5). Les Douze Apôtres, en réalité treize avec Judas Iscariote, sont ici complétés par les deux Évangélistes qui ne sont pas Apôtres : saint Pierre, saint Jacques le Majeur, saint Thomas, saint Philippe, saint Barthélémy, saint Matthias, saint Matthieu, saint Marc, saint Paul, saint André, saint Jacques le Mineur, saint Simon, saint Jude, saint Luc, saint Jean. Saint Matthieu n'est pas représenté par son attribut habituel, l'homme ailé, mais un pupitre, en référence à son métier de publicain.

#### Vitraux de l'abside

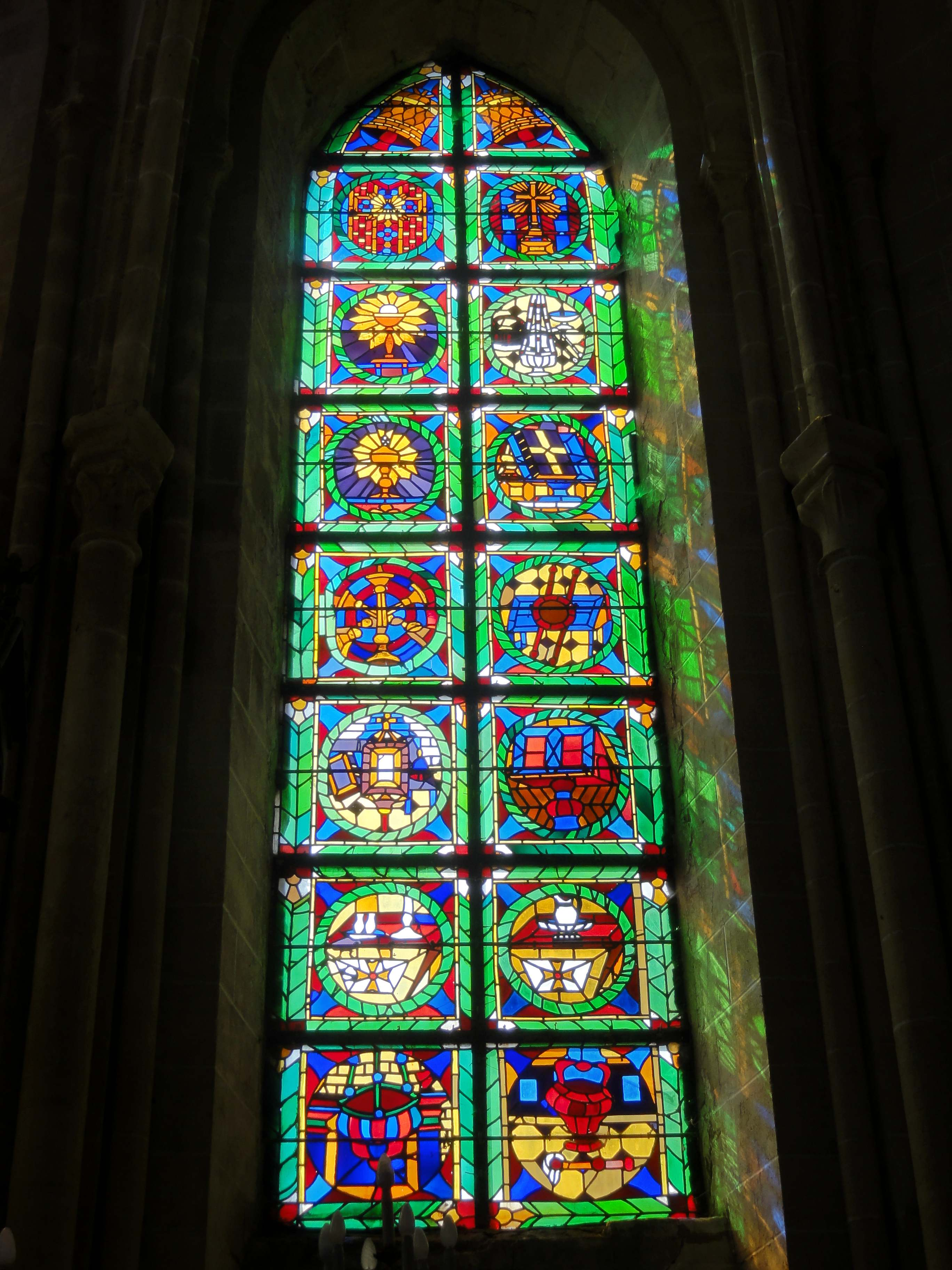
Verrière au sud-est de l'abside - objets du culte.

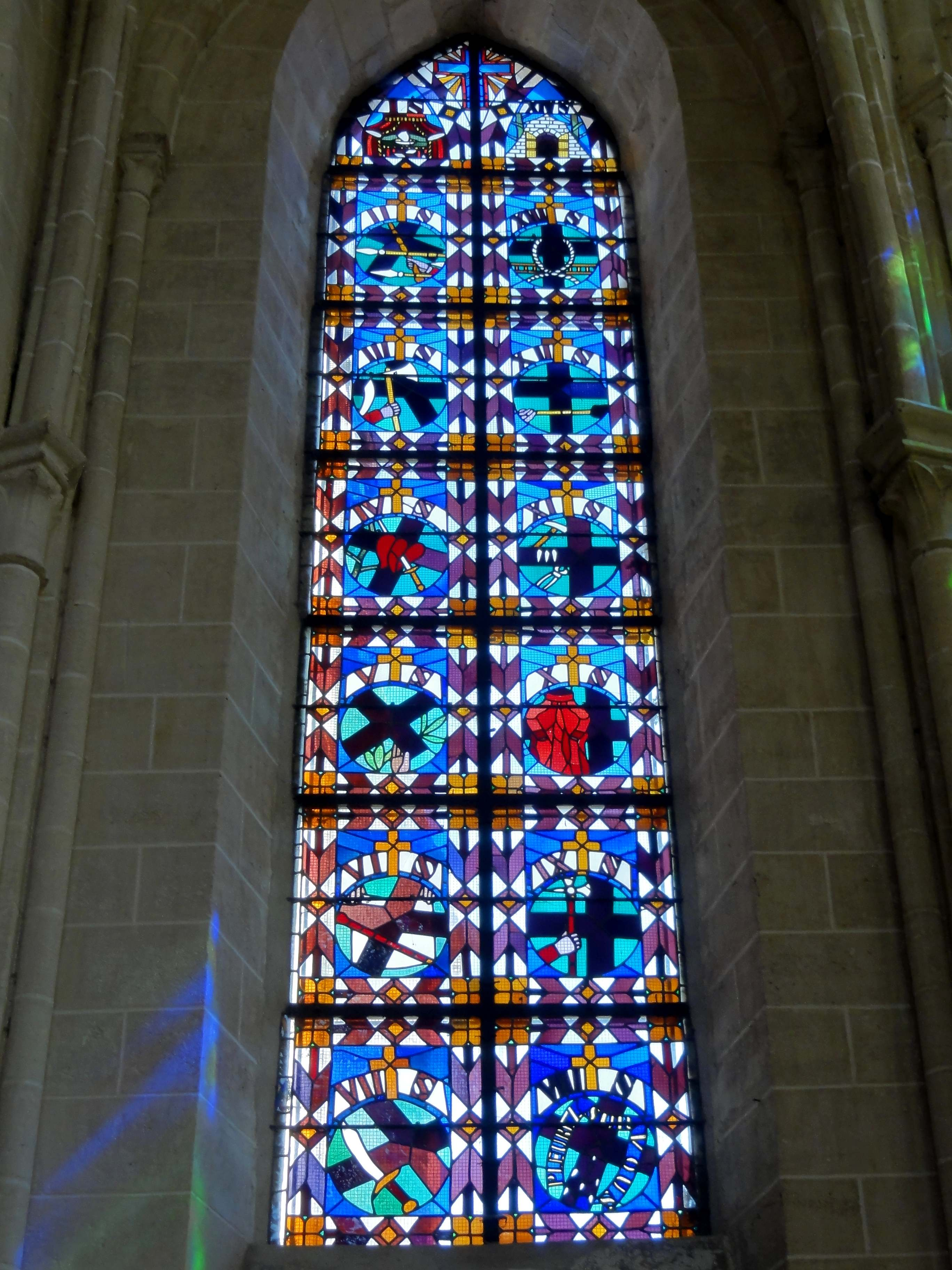
Verrière au nord de l'abside - chemin de croix.

Les quatre vitraux de l'abside sont les premiers que l'abbé Deligny a confectionnés, à partir de 1849. Contrairement à tous les autres, ils sont dépourvus de légende, sauf pour des chiffres romains sur la verrière du pan nord. Les verrières qui se font face au nord et au sud forment des couples sur le plan des teintes employées. Sur le pan sud-est, sont représentés des instruments liturgiques et objets du culte, conformément à la position du vitrail dans le sanctuaire : deux clochettes, un chasuble rouge, un crucifix d'autel, calice avec une hostie, un encensoir, un ciboire, missel d'autel, trois chandeliers, un brancard-table pour le pain bénit, un luminaire de procession, un lutrin de chantre, une crédence avec burettes et chandelier, une crédence avec aiguière et plateau, une lampe éternelle, un bénitier portatif avec son goupillon. En face au nord, l'on trouve du mobilier liturgique, des symboles religieux souvent utilisés pour la décoration des autels et tabernacles, et quelques autres objets en dehors du contexte donné : les insignes de la papauté, les insignes de l'épiscopat, une chape rouge à l'envers, un ostensoir, une hallebarde avec une canne, une épée et une bicorne tricolore, une livrée de Suisse à l'envers, une bannière de procession « Ave Maria », un dais du Saint-Sacrement, un orgue, un tabernacle, un confessionnal, un autel, une gloire avec le tétragramme YHWH en caractères hébreux, l'Agnus Dei sur le livre aux sept sceaux, des fonts baptismaux, et une chaire à prêcher avec la colombe du Saint-Esprit.
L'on continue par la verrière du pan nord de l'abside, qui est dédiée au chemin de croix, ou dans un sens plus large, à la Passion du Christ. Les quatorze médaillons sont numérotés de I à XIV : la colonne de gauche se lit du haut vers le bas, et la colonne de droite du bas vers le haut : Jésus est condamné à mort, Jésus est chargé de sa croix, Jésus tombe pour la première fois, Jésus rencontre sa mère, Simon de Cyrène aide Jésus, Véronique essuie le visage de Jésus, Jésus tombe pour la seconde fois, Jésus et les femmes de Jérusalem, Jésus tombe pour la troisième fois, Jésus est dépouillé de ses vêtements, Jésus est cloué à la croix, Jésus est descendu de la croix, Jésus est mis au tombeau. Sur le vitrail du Rosaire, l'abbé Deligny reprendra le portement de Croix et la Crucifixion parmi les mystères douloureux de la Foi. Parmi eux, l'agonie au jardin des Oliviers, le couronnement par la couronne d'épines et la flagellation manquent ici, car n'entrant pas dans la composition du chemin de croix. Le vitrail en face, au sud, est de la même facture, mais c'est le seul qui est presque exclusivement ornemental. En effet, la plupart des médaillons affichent des fleurs ou des superpositions de formes géométriques. Sur le deuxième registre en comptant depuis le bas, l'on lit le monogramme « M » pour Marie, et le monogramme « IHS » pour Jésus. Sur le registre inférieur, l'on voit deux représentations allégoriques fréquemment utilisées pour orner les chaires à prêcher et les autels : l'aigle qui vole au-dessus de ses six petits qu'il va nourrir, et le pélican nourrissant ses petits de sa propre chair. Dans les deux cas, l'oiseau représente le Christ, et les deux images constituent en même temps des allégories de la charité.

### Autres éléments du mobilier

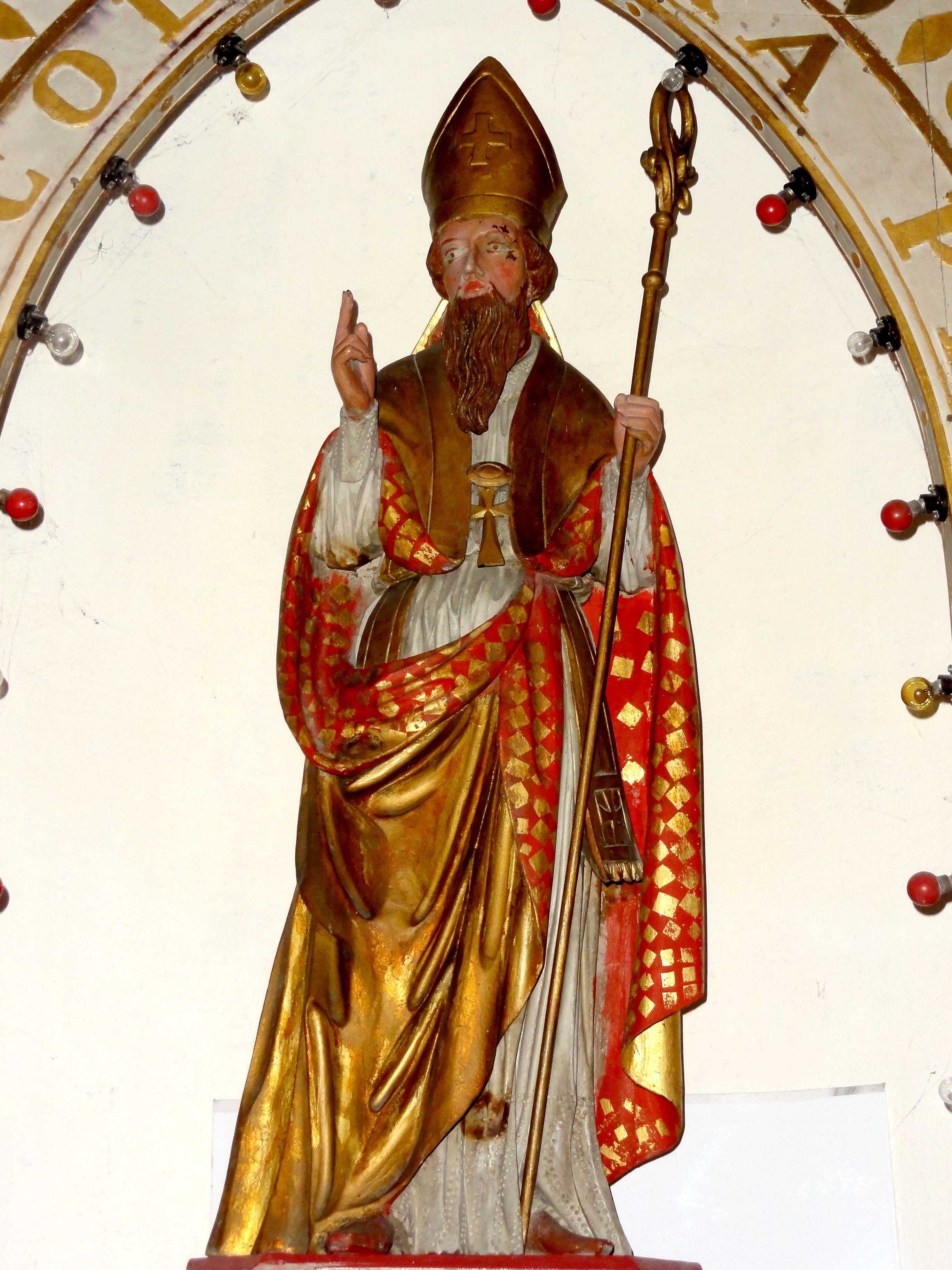
Statue de saint Nicolas.

Parmi le mobilier de l'église, trois éléments ont été inscrits monument historique au titre d'objet par arrêté du 10 juillet 1970. Ils datent tous les trois du dernier quart du XVIIIe siècle. Un seul est visible dans l'église. Il s'agit d'une stalle avec miséricorde sculptée. Elle est intégrée dans les stalles du XIXe siècle à l'entrée de la croisée du transept ; c'est la première à droite. L'on suppose qu'elle provient de la chapelle, aujourd'hui ruinée, du prieuré de Boucquy, à moins de trois kilomètres, sur la commune voisine de Jaux. Selon Philippe Bonnet-Laborderie et François Callais, la stalle remonterait même au XVIIe siècle. Les auteurs ne mentionnent pas les deux statues en bois taillé qui sont également inscrites. L'une représente saint Roch ; l'autre la Foi. Selon les mêmes auteurs, la statue de la Vierge à l'Enfant dans la niche du retable du croisillon nord proviendrait également du prieuré de Boucquy. À la Révolution, qui met un terme à l'existence du prieuré, elle aurait été transportée à l'église de Jonquières par un cabaretier du village. Les couches de plâtre et de peinture d'une restauration en 1876 cacheraient en réalité une œuvre du XIIIe siècle. L'apparence lisse de l'œuvre et son excellent état extérieur ne permettent pas de s'en douter, et il reste en suspens sur quoi se fonde cette affirmation.
Les autres statues ne sont pas antérieures au XIXe siècle. Celles de Notre-Dame des Victoires ou de l'Immaculée Conception, dans le croisillon nord, et d'un saint évêque, représentant saint Nicolas, dans la niche du retable du croisillon sud, sont de belle facture. Les autres sont sulpiciennes, et issues de fabrications en série. Le reste du mobilier date aussi, pour l'essentiel, du XIXe siècle. Les grilles du chœur, qui ferment la croisée du transept vers la nef et les croisillons, sont d'une facture assez simple, sans prétention, et se marient bien avec la sobriété de l'architecture. Elles sont surtout intéressantes en raison de la rareté des clôtures de chœur encore en place. Les retables des croisillons, en bois taillé verni de blanc et partiellement doré, sont inspirés du style baroque. L'un est dédié à la Vierge Marie, l'autre à saint Nicolas, patron de l'église. Les niches abritant les statues déjà signalées sont entourées d'inscriptions et d'un décor floral peint. À gauche et à droite, des pilastres corinthiens cannelés supportent un entablement décoré d'une frise de fleurs, et d'un rang de denticules sous la corniche. Le couronnement est formé par un fronton formé par deux enroulements, est flanqué de pots-à-feu. L'ancien maître-autel est assez représentatif des créations néogothiques du XIXe siècle. Ses niches abritent les figures quatre Évangélistes sculptées en bas-relief. Le dais très élancé du tabernacle est plein d'élégance.

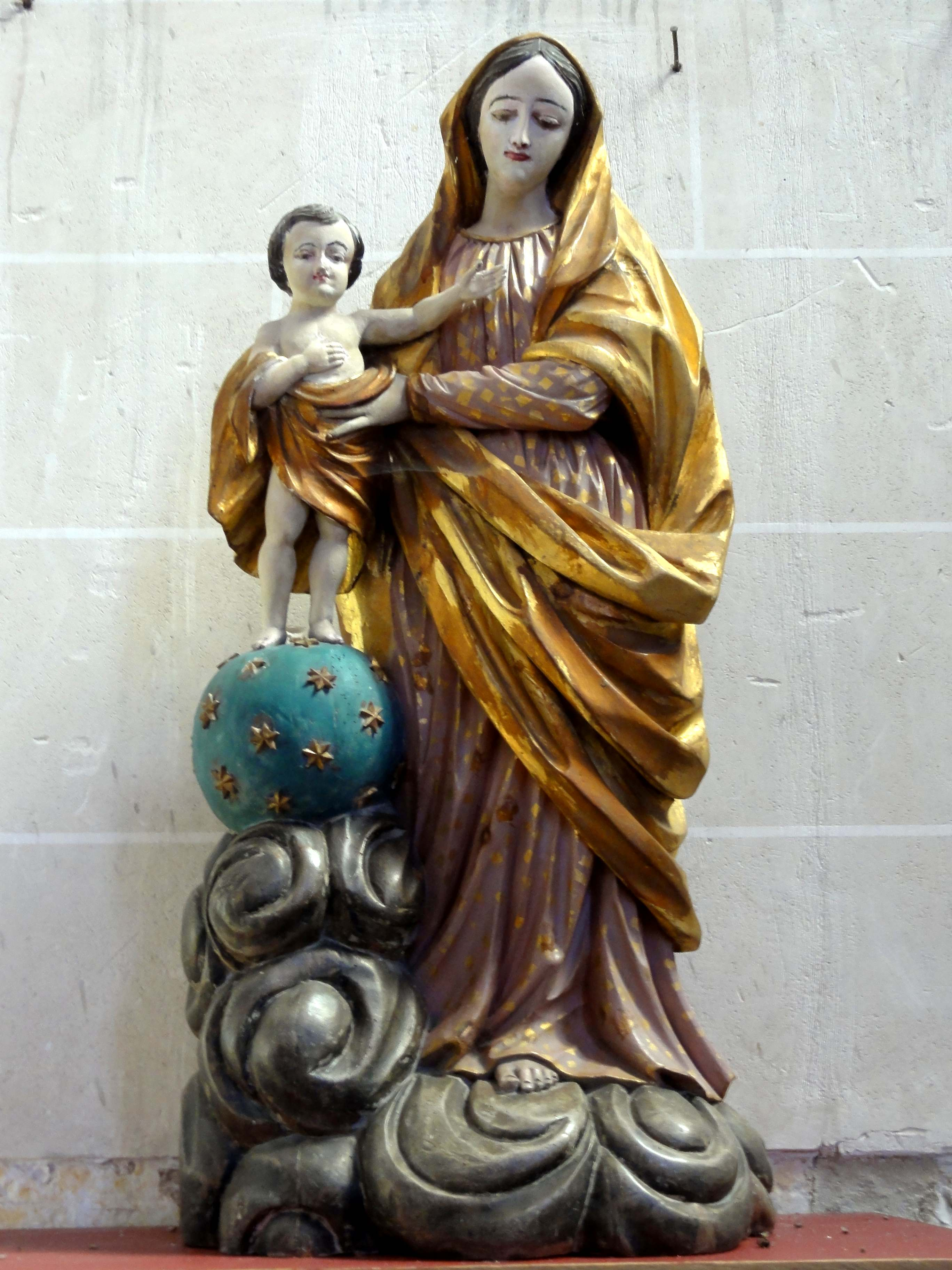
Notre-Dame des Victoires.
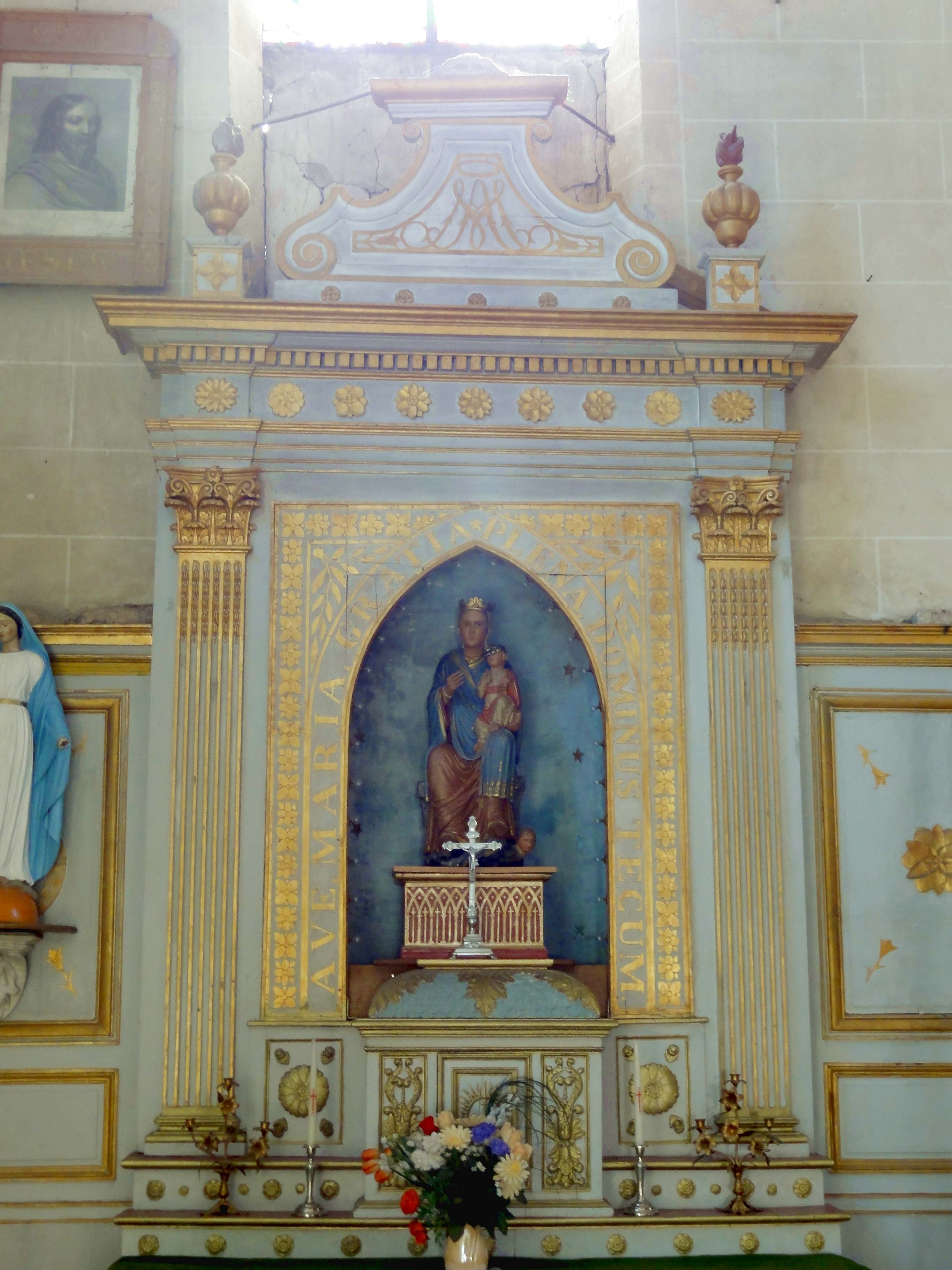
Retable de la Vierge.
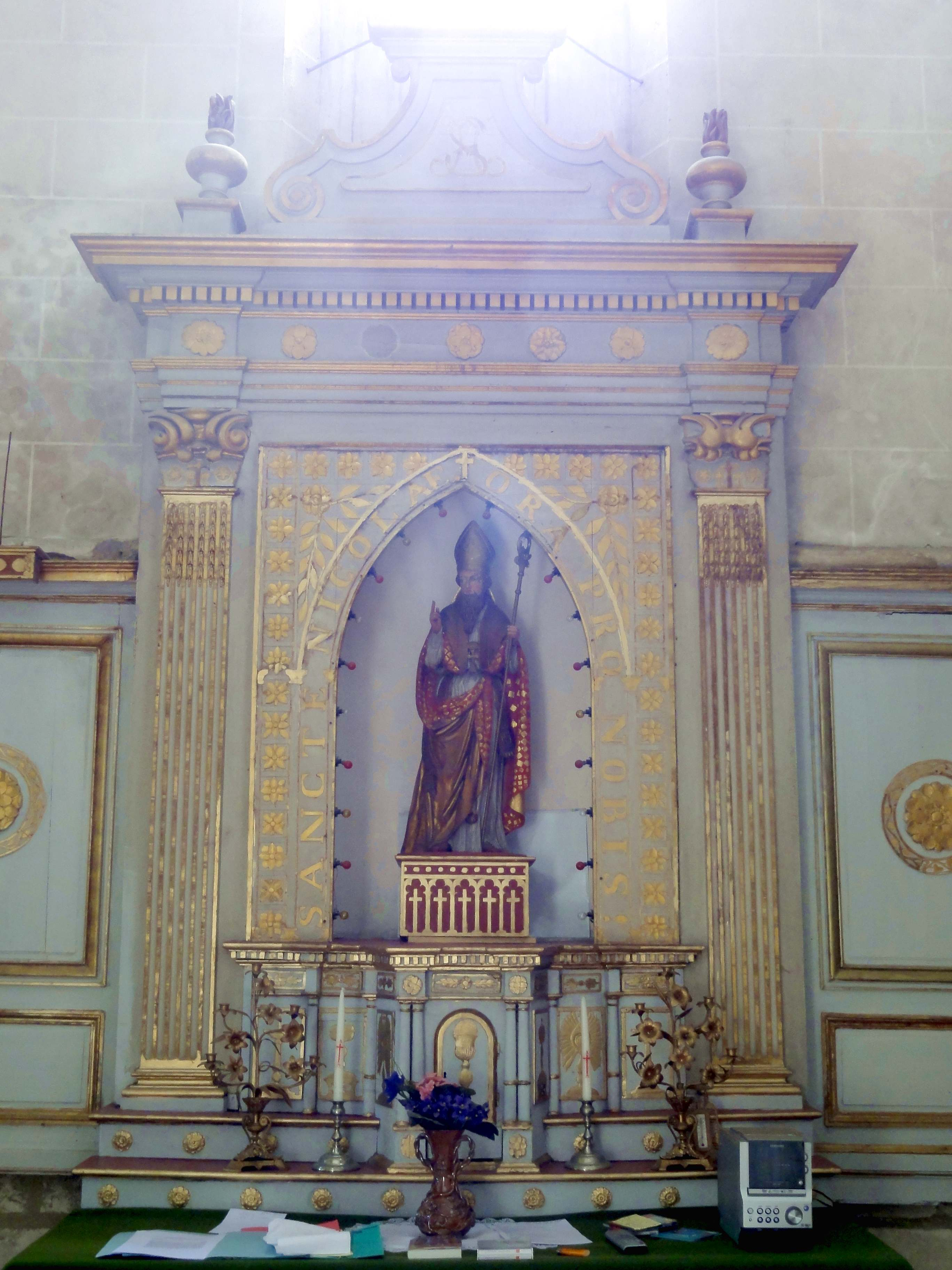
Retable de saint Nicolas.
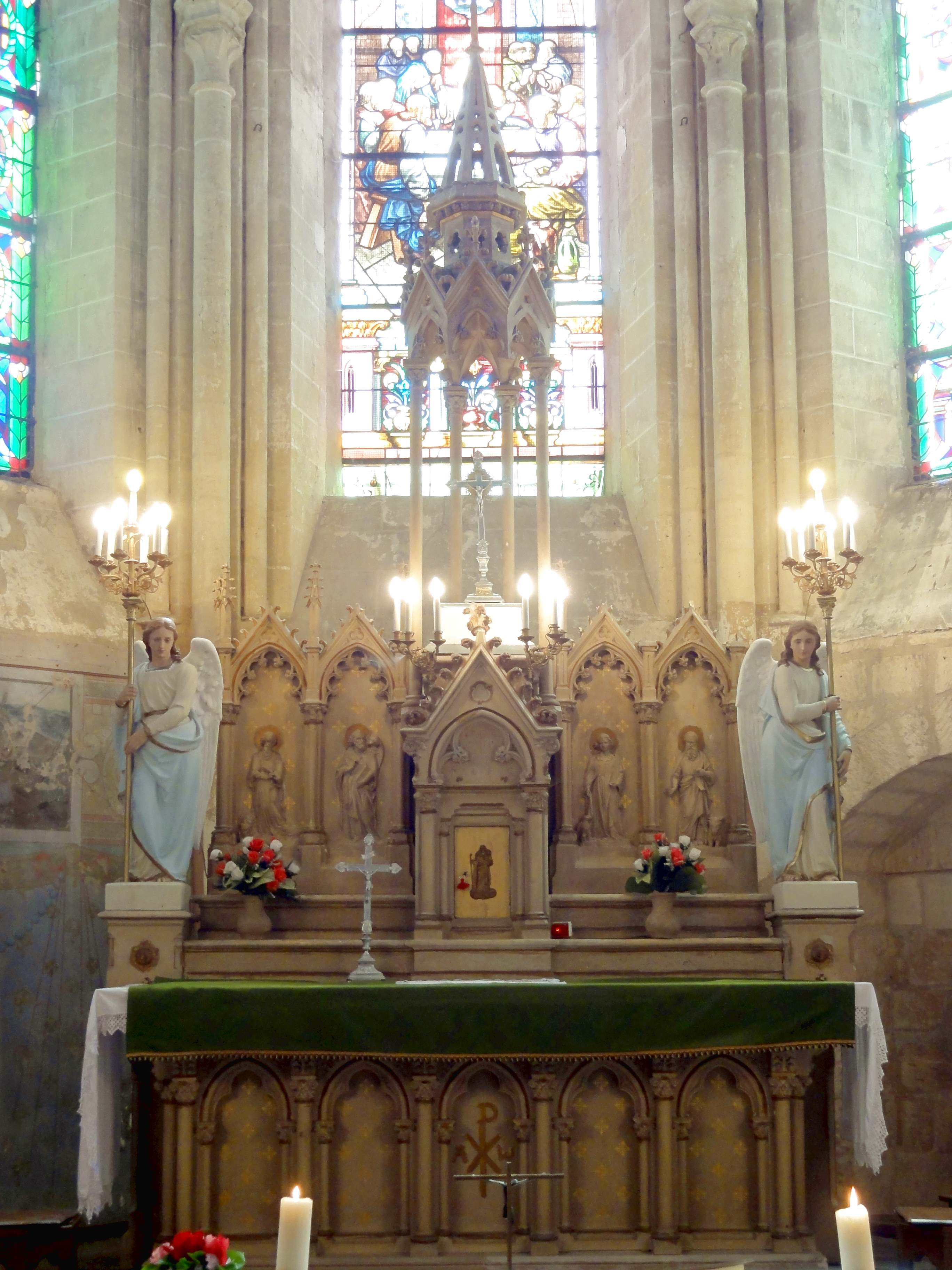
Ancien maître-autel.
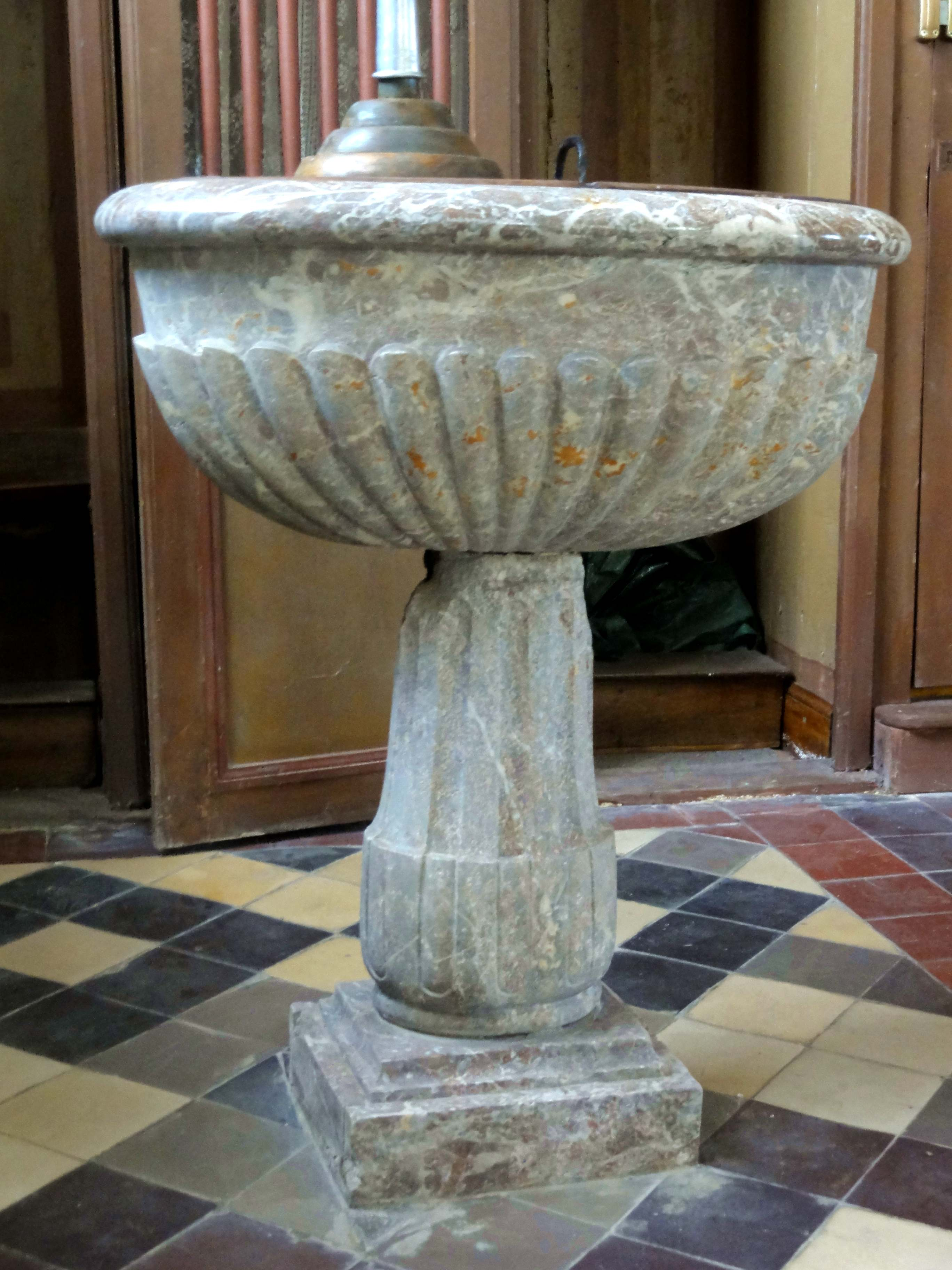
Fonts baptismaux (s.d.).